# 3. Mai
Der 3. Mai ist der 123. Tag des gregorianischen Kalenders (der 124. in Schaltjahren), somit bleiben 242 Tage bis zum Jahresende.

## Ereignisse

### Politik und Weltgeschehen
- 1328: Das englische Parlament ratifiziert das am 17. März von Königin Isabella und Roger Mortimer in Edinburgh geschlossene Abkommen mit dem schottischen König Robert the Bruce, in dem die Unabhängigkeit Schottlands von England „auf ewig“ garantiert wird.

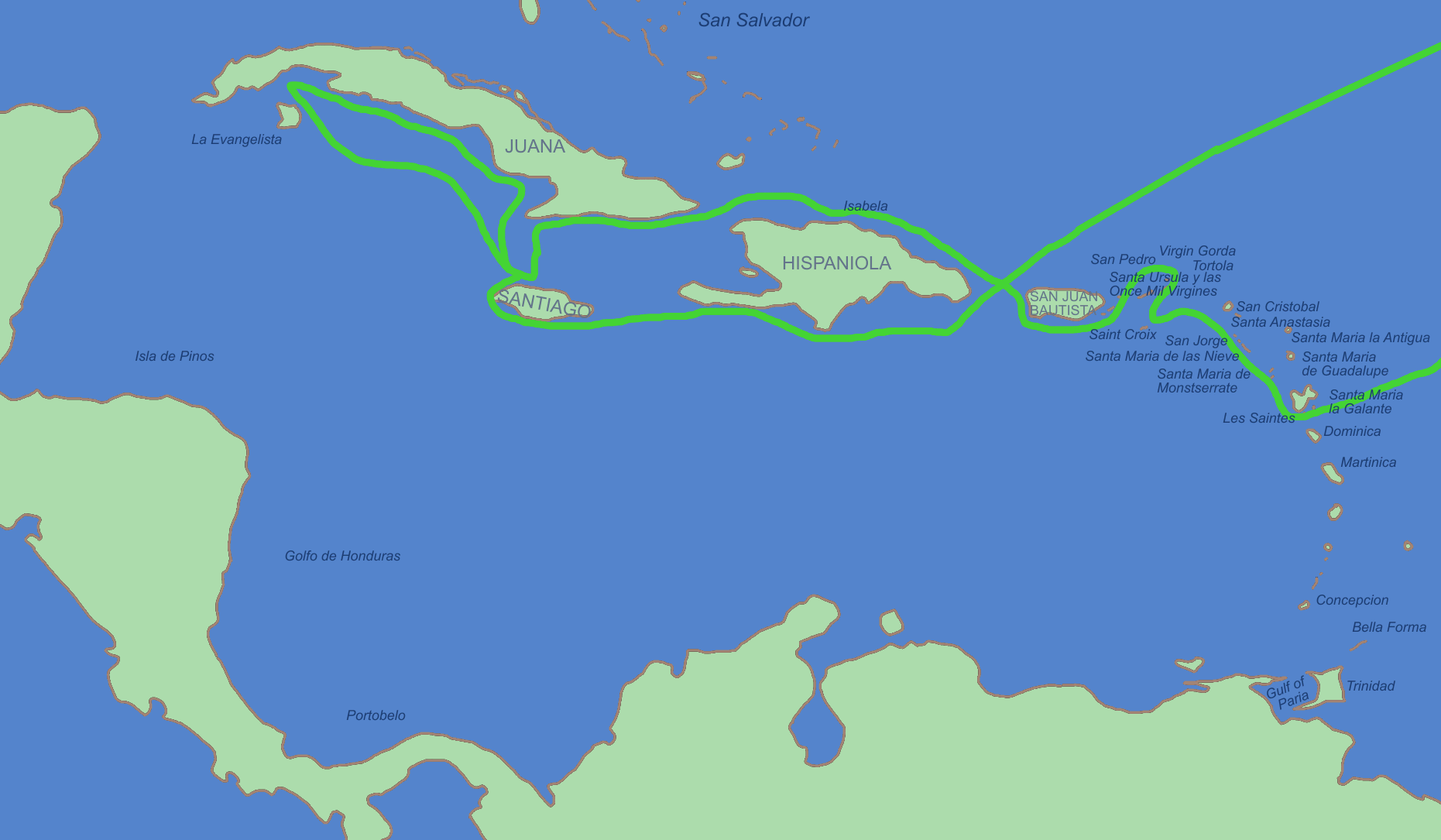
1494: Kolumbus’ zweite Reise

- 1494: Christoph Kolumbus entdeckt auf seiner zweiten Reise als erster Europäer die Karibikinsel Jamaika, die von den Spaniern Santiago getauft wird.

1660: Vertrag von Oliva

- 1660: Der Vertrag von Oliva, der den Ersten Nordischen Krieg beendet, festigt den Status Schwedens unter Karl XI. als Großmacht. Der polnische König Johann II. Kasimir bestätigt die Unabhängigkeit des Herzogtums Preußen von Polen-Litauen.
- 1720: Friedrich I. wird nach dem Rücktritt seiner Gattin Ulrike Eleonore zum König von Schweden gekrönt.

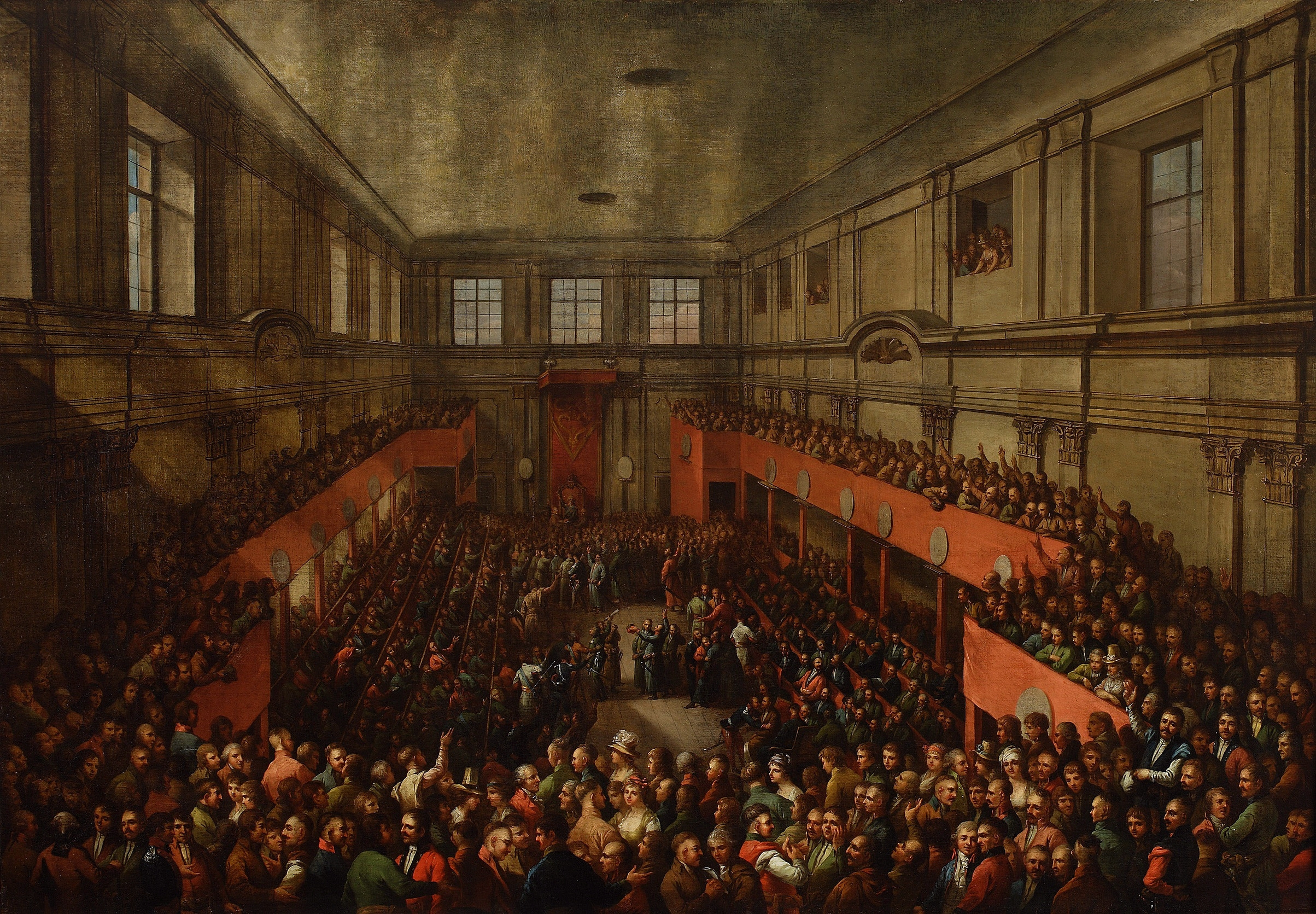
1791: Verabschiedung der Mai-Verfassung

- 1791: Der Vierjährige Sejm beschließt mit der Verfassung vom 3. Mai die erste demokratische Verfassung in Europa. Die Aristokratische Republik Polen-Litauen wird damit auch zu einem Einheitsstaat, der von seinen absolutistischen Nachbarn Preußen, Russland und Österreich als Bedrohung wahrgenommen wird.

1808: Erschießung der Aufständischen

- 1808: Die französische Besatzungsmacht lässt 40 Beteiligte am Madrider Aufstand vom Vortag öffentlich erschießen. Das Ereignis wird sechs Jahre später in Francisco de Goyas bekanntem Bild Die Erschießung der Aufständischen festgehalten.
- 1808: Während des Russisch-Schwedischen Krieges kapituliert die von schwedischen Truppen verteidigte Festung Suomenlinna vor einer russischen Armee.
- 1811: Die französische Armee beginnt während der Napoleonischen Kriege auf der Iberischen Halbinsel mit der Belagerung von Tarragona.
- 1815: Österreichische Truppen unter Graf Vinzenz Ferrerius von Bianchi schlagen in der Schlacht bei Tolentino während des Österreichisch-Neapolitanischen Krieges, einem Teil der Befreiungskriege in Europa, die Armee von König Joachim Murat von Neapel, den Schwager Napoleons. Murat muss fliehen, die vertriebenen Bourbonen kehren nach Neapel zurück.

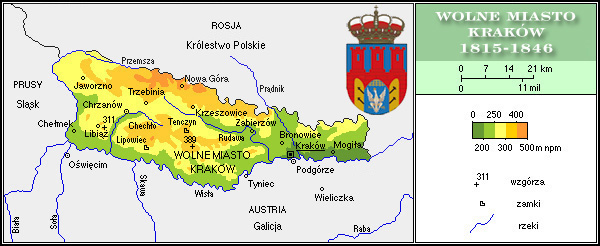
1815: Karte der Freien Stadt Krakau

- 1815: Österreich, Preußen und Russland errichten auf dem Wiener Kongress vertraglich die Republik Krakau, die von den drei Großmächten im Kondominium verwaltet wird.
- 1849: Der auf den Sturz von König Friedrich August II. von Sachsen und die Errichtung einer Republik abzielende Dresdner Maiaufstand beginnt. Der am 4. Mai eintreffende russische Anarchist Michail Bakunin setzt sich an die Spitze der Revolutionäre, zu denen auch Gottfried Semper und Richard Wagner zählen. Der Aufstand dauert bis zum 9. Mai.
- 1909: Mit dem Gesetz über den Verkehr mit Kraftfahrzeugen wird ein deutschlandweit geltender Führerschein verpflichtend eingeführt.
- 1916: Die ersten Erschießungen von Anführern des Osteraufstands in Irland, darunter auch Patrick Pearse, finden im Kilmainham Gaol in Dublin statt. Weitere Hinrichtungen folgen bis zum 12. Mai. Am 3. August wird Roger Casement in London erhängt.
- 1921: Der Government of Ireland Act von 1920, der die Teilung Irlands in Nordirland und „Südirland“, die spätere Republik Irland, realisiert, tritt in Kraft.
- 1933: Nach dem Verbot der Arbeiterwohlfahrt wird im Deutschen Reich die Nationalsozialistische Volkswohlfahrt in den Rang einer NSDAP-Parteiorganisation erhoben.
- 1934: Die französische Marine stellt die Surcouf, das weltweit größte U-Boot seiner Zeit, in Dienst.
- 1942: Japanische Einheiten landen während des Pazifikkrieges auf der Insel Tulagi, um hier einen Versorgungsposten aufzubauen. Vier Tage später kommt es mit US-amerikanischen Einheiten zur Schlacht im Korallenmeer.

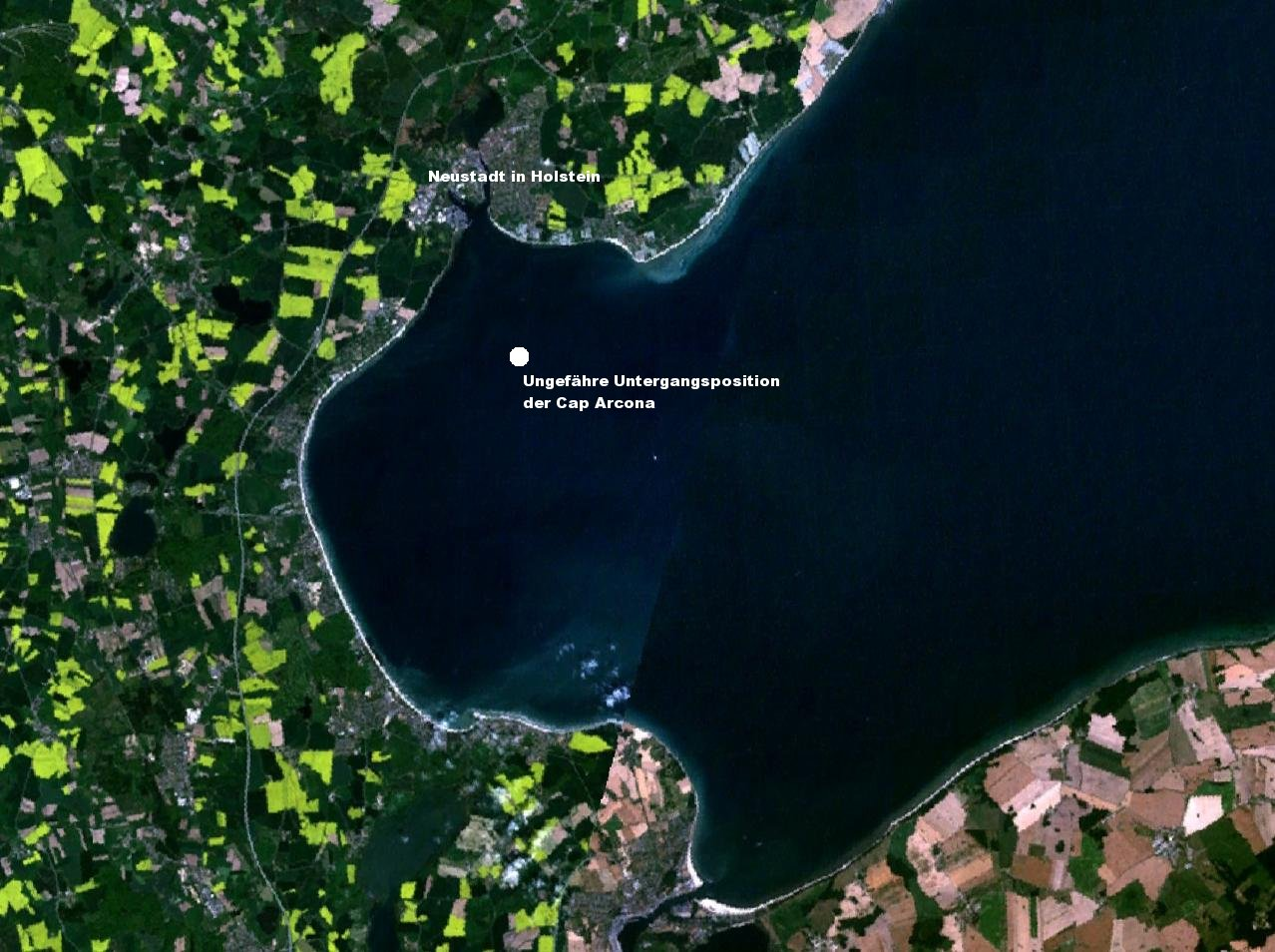
1945: Versenkungsort der Cap Arcona

- 1945: Schätzungsweise 7000 KZ-Häftlinge und 380 Angehörige von Besatzung und Wachmannschaft kommen ums Leben, als britische Jagdbomber im Zweiten Weltkrieg, wahrscheinlich ohne Kenntnis der an Bord befindlichen Personen, die Schiffe Cap Arcona und Thielbek in der Neustädter Bucht versenken. Beim selben Angriff geht außerdem das Lazarettschiff Deutschland in der Lübecker Bucht durch Beschuss unter.
- 1945: Hamburgs Kampfkommandant Alwin Wolz unterschreibt nach Autorisation durch Karl Dönitz in der Villa Möllering bei Lüneburg die Bedingungen zur Übergabe der Stadt, die anschließend kampflos von britischen Streitkräften besetzt wird.
- 1945: Die 12. Armee sowie Reste der 9. Armee, der Garnison von Potsdam und tausende Flüchtlinge unter Führung von General Walther Wenck erreichen die Elbe bei Tangermünde und beginnen Kapitulationsverhandlungen mit der US-Army auf dem jenseitigen Ufer. Der Brückenkopf wird in den folgenden Tagen noch heftig von der Roten Armee angegriffen.
- 1945: Das Kabinett Schwerin von Krosigk nimmt im Sonderbereich Mürwik als geschäftsführende Reichsregierung im Deutschen Reich die Arbeit auf, bis ihre Mitglieder am 23. Mai von alliierten Soldaten verhaftet werden.

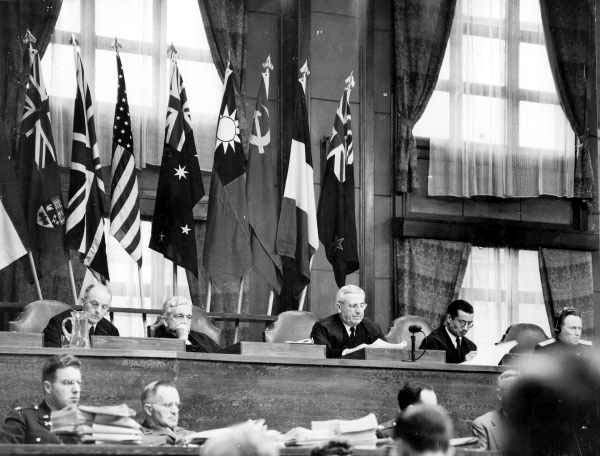
1946: Internationaler Militärgerichtshof für den Fernen Osten

- 1946: Nach der Anklageerhebung am 29. April beginnt die mündliche Verhandlung der Tokioter Prozesse gegen Angehörige der Kaiserlich Japanischen Armee und ehemalige Regierungsmitglieder.

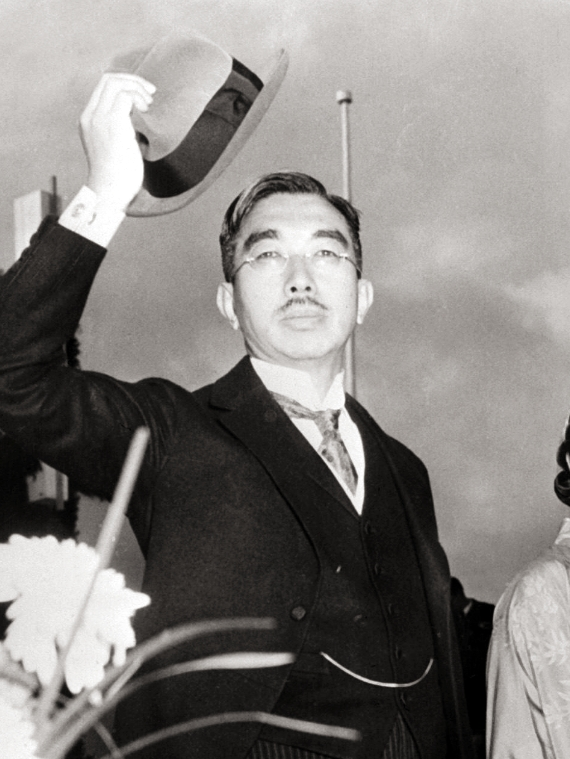
1947: Tennō Hirohito

- 1947: In Japan tritt eine von den Alliierten Besatzungsmächten nach Vorschlägen Japans erarbeitete neue Verfassung in Kraft. Tennō Hirohito, der bereits mit der Kapitulation seiner Göttlichkeit abgeschworen hat, hat nur noch repräsentative Aufgaben.
- 1957: 14 namhafte Atomphysiker der DDR, unter ihnen die Professoren Max Volmer, Walter Friedrich, Hans Ertel, Gustav Hertz, Robert Rompe, Max Steenbeck, Peter Adolf Thiessen und Hans Falkenhagen, verfassen eine Solidaritätserklärung mit den Göttinger Achtzehn, die sich am 12. April gegen die Aufrüstung der Bundeswehr mit Atomwaffen ausgesprochen haben.
- 1968: Studierende besetzen Räumlichkeiten der Universität Sorbonne in Paris. Nachdem diese am gleichen Tag von der Polizei gewaltsam geräumt worden sind, beginnen im Quartier Latin die Mai-Unruhen.

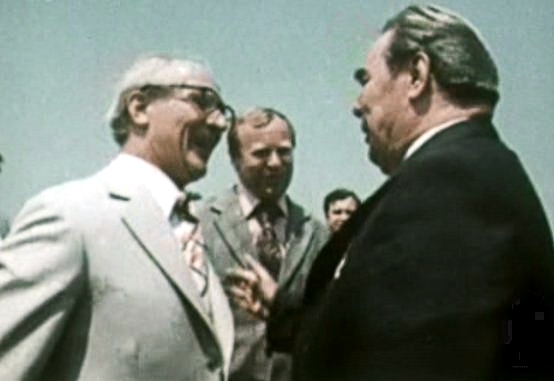
1971: Erich Honecker und Leonid Breschnew

- 1971: Walter Ulbricht tritt in der DDR auf Druck der Sowjetunion „aus gesundheitlichen Gründen“ als Erster Sekretär des Zentralkomitees der SED zurück, sein Nachfolger wird Erich Honecker.
- 1977: Nach einem Schusswechsel gelingt der Polizei in Singen am Hohentwiel die Festnahme der RAF-Terroristen Verena Becker und Günter Sonnenberg. Die Festgenommenen werden aufgrund einer dabei sichergestellten Waffe verdächtigt, an der Ermordung des Generalbundesanwalts Siegfried Buback und zweier Begleiter beteiligt gewesen zu sein.
- 1979: Bei den Unterhauswahlen in Großbritannien und Nordirland besiegt die oppositionelle Conservative Party unter Margaret Thatcher die regierende Labour Party von Premierminister James Callaghan.
- 1980: Atomkraftgegner besetzen das Gelände des Endlagers bei Gorleben und gründen als symbolischen Akt die Republik Freies Wendland.
- 1991: Die UNESCO verabschiedet die Deklaration von Windhoek. Sie fordert „die Schaffung einer unabhängigen, pluralistischen und freien Presse“ als „Eckstein für Demokratie und wirtschaftliche Entwicklung“. Der jährlich wiederkehrende Internationale Tag der Pressefreiheit erinnert an dieses Ereignis.
- 1993: Der SPD-Politiker Björn Engholm legt infolge einer nachgewiesenen Falschaussage im Zusammenhang mit der Barschel-Affäre seine Ämter als SPD-Vorsitzender, schleswig-holsteinischer Ministerpräsident und Kanzlerkandidat der SPD für die Bundestagswahl 1994 nieder.
- 2007: Bei den Schottischen Parlamentswahlen gewinnt die Scottish National Party unter Alex Salmond und wird damit knapp vor der Scottish Labour Party des damaligen Ersten Ministers Jack McConnell erstmals stärkste Partei im Schottischen Parlament.

### Wirtschaft

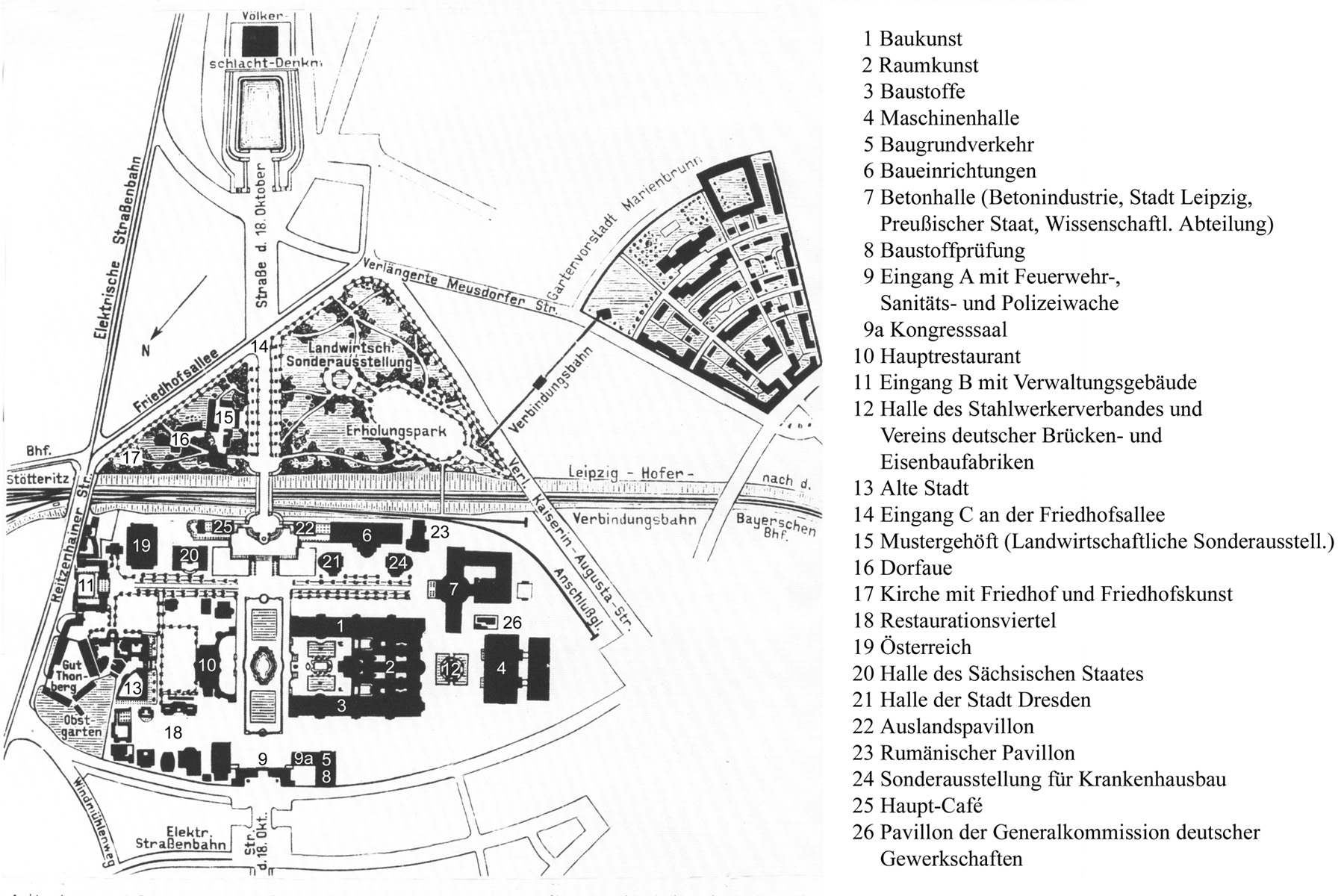
1913: Lageplan der Ausstellung

- 1913: Die Internationale Welt-Spezialausstellung für Bauen und Wohnen in Leipzig wird eröffnet. bis Oktober besuchen rund vier Millionen Interessierte die Ausstellung, dennoch bleibt am Schluss ein Schuldenbetrag von einer halben Million Mark.

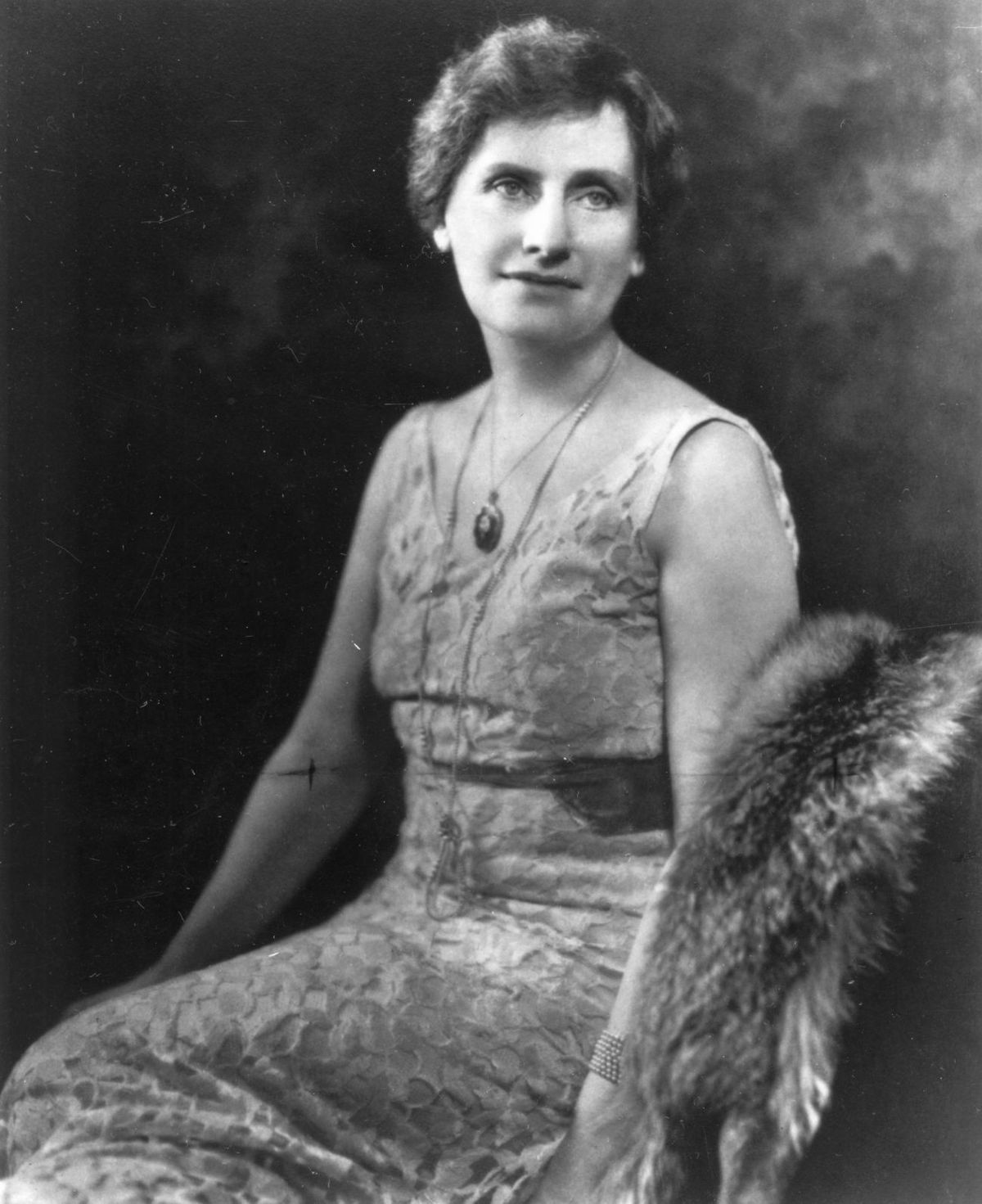
1933: Nellie Tayloe Ross

- 1933: Nellie Tayloe Ross wird von US-Präsident Franklin D. Roosevelt als erste Frau zur Direktorin der United States Mint, der Münzanstalt der Vereinigten Staaten, berufen. Sie bekleidet diesen Posten bis 1953.
- 1960: Der am 4. Januar in Stockholm unterschriebene Vertrag zur Gründung der Europäischen Freihandelsassoziation (EFTA) tritt in Kraft. Die Gründungsmitglieder sind Dänemark, Norwegen, Österreich, Portugal, Schweden, die Schweiz und das Vereinigte Königreich.
- 1978: Der DEC-Mitarbeiter Gary Thuerk geht mit dem Versenden von 400 Werbemitteilungen als erster Spammer in die Computer-Geschichte ein.
- 2002: Die Spielkonsole GameCube von Nintendo wird in Europa veröffentlicht. Aufgrund der starken Konkurrenz durch die PlayStation 2 und der Xbox ist sie allerdings kommerziell nicht sehr erfolgreich.

### Wissenschaft und Technik

1715: Animation der Sonnenfinsternis

- 1715: Über Südengland findet eine Sonnenfinsternis statt, deren Schattenbahn von Edmond Halley vorhergesagt worden ist. Die Finsternis ist damit vermutlich die erste, für die eine solche Berechnung versucht worden ist.

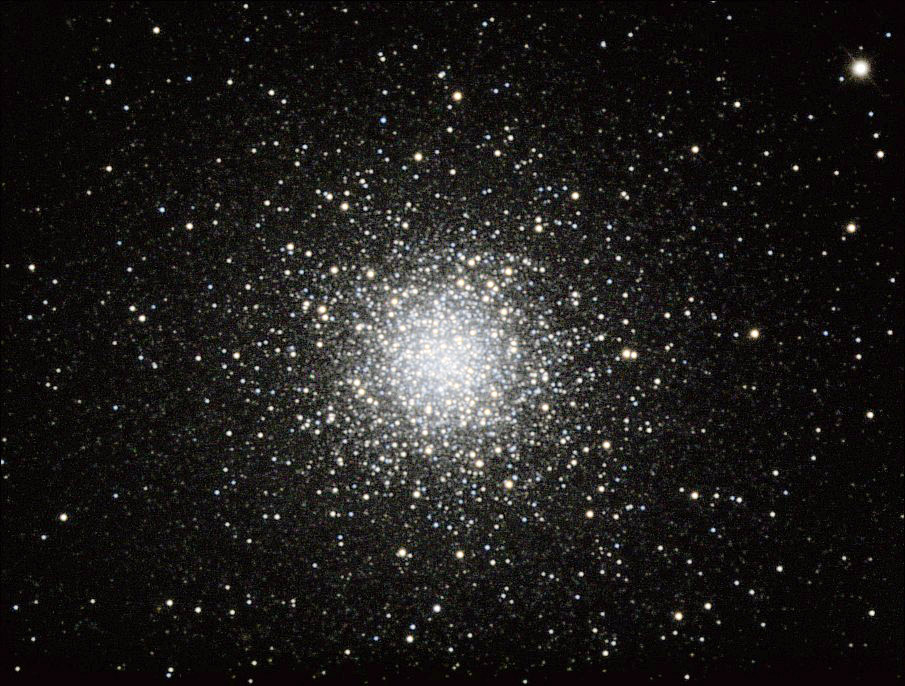
1746: Messier 3

- 1746: Charles Messier entdeckt im Sternbild Jagdhunde den Kugelsternhaufen Messier 3. Das Himmelsobjekt besteht aus etwa 500.000 Sternen und enthält mit 212 veränderlichen Sternen die größte Anzahl dieser Objekte in der Milchstraße.
- 1775: Der britische Uhrmacher und Erfinder Alexander Cumming meldet ein Patent für ein Wasserklosett an.

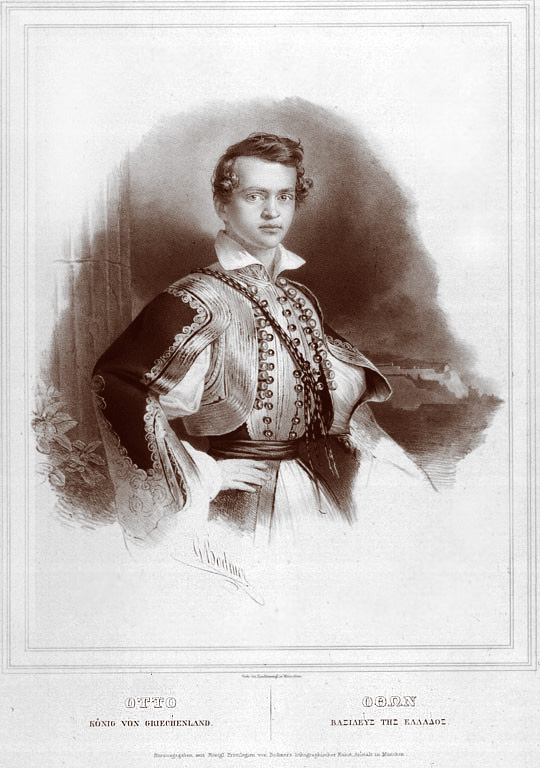
1837: König Otto I.

- 1837: König Otto I. von Griechenland gründet die mit vier Fakultäten ausgestattete Ottonische Universität in Athen.
- 1971: In Hamm-Uentrop erhält der neue Atomreaktor vom Typ THTR-300 eine erste Teilgenehmigung für den Bau.

### Kultur
- 1825: Die Oper Le maçon (Maurer und Schlosser) von Daniel-François-Esprit Auber hat ihre Uraufführung an der Opéra-Comique in Paris. Das Libretto stammt von Eugène Scribe und Germain Delavigne.
- 1913: Die öffentliche Premiere von Raja Harishchandra des Regisseurs Dhundiraj Govind Phalke markiert dem Beginn des indischen Films.

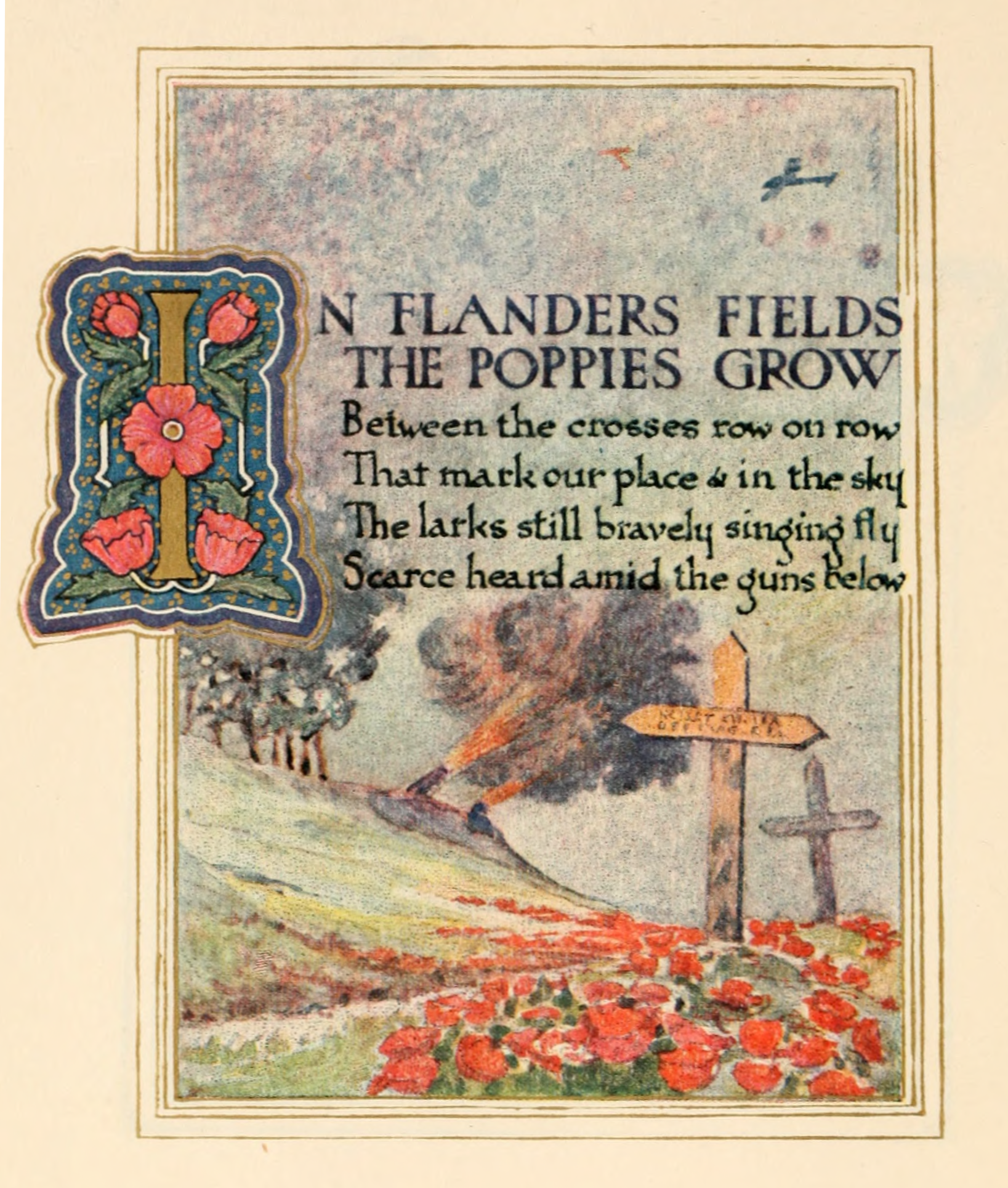
1915: In Flanders Fields

- 1915: Der Kanadier John McCrae, dessen Freund Alexis Helmer am Vortag gefallen ist, verfasst mit In Flanders Fields eines der bekanntesten englischsprachigen Gedichte zum Ersten Weltkrieg.
- 1951: Die Royal Festival Hall in London wird als Ersatz für die im Zweiten Weltkrieg zerstörte Queen’s Hall feierlich eröffnet.
- 1953: Der deutsche Auslandsrundfunk Deutsche Welle geht von Köln aus auf Kurzwelle erstmals auf Sendung.
- 1979: Der teuerste deutsche Spielfilm der 1970er-Jahre, Die Blechtrommel von Volker Schlöndorff nach dem gleichnamigen Roman von Günter Grass mit David Bennent in der Hauptrolle gelangt zur Erstaufführung.

2009: Logo Telewizja Polska

- 2009: Mehrere polnische Filmschaffende, unter ihnen Agnieszka Holland und Andrzej Wajda, rufen am polnischen Nationalfeiertag wegen des rechtsextremen Intendanten Piotr Farfał zum Boykott gegen den öffentlich-rechtlichen Rundfunksender Telewizja Polska (TVP) auf.

### Gesellschaft

2000: Geocaching-Logo

- 2000: In Portland (Oregon) startet Dave Ulmer die GPS-Schnitzeljagd Geocaching mit dem Verstecken des ersten Behälters.
- 2007: Das Autorennen Gumball 3000 wurde erstmals seit seinem Beginn 1999 von den Organisatoren vorzeitig beendet, nachdem am Vortag einer der Teilnehmer in Mazedonien einen Unfall mit zwei Todesopfern verursacht hatte.
- 2007: Aus einer Ferienwohnung im portugiesischen Luz verschwand das britische Mädchen Madeleine McCann. Der Kriminalfall, der durch die Suchaktivitäten der Eltern weltweit bekannt wurde, ist ungelöst.

### Religion

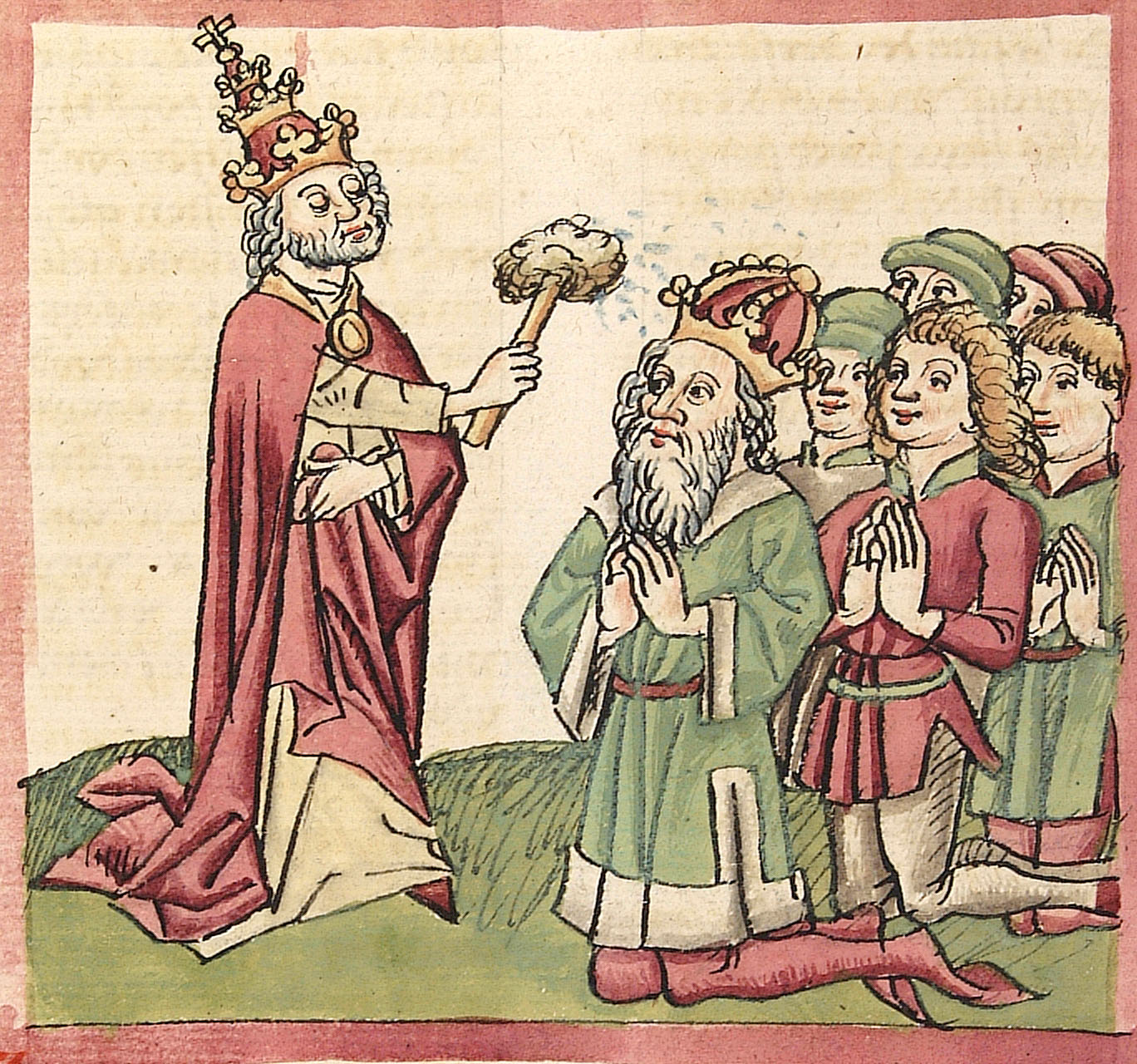
996: Otto II. und Gregor V.

- 0996: Brun von Kärnten wird als Nachfolger des verstorbenen Johannes XV. von seinem Cousin, Kaiser Otto III., auf dessen Italienzug zum Papst ernannt. Er nimmt den Namen Gregor V. an. Mit 24 Jahren ist er einer der jüngsten Päpste der Geschichte.
- 1728: In Herrnhut wird zum ersten Mal eine „Losung“, eine Sammlung von kurzen Bibeltexten des Alten und des Neuen Testamentes, für den folgenden Tag in den damals 32 Häusern des Ortes verteilt. In der Folge wird 1731 das erste Herrnhuter Losungsbuch herausgegeben und danach bis heute ununterbrochen veröffentlicht.
- 1858: In der Enzyklika Amantissimi redemptoris wendet sich Papst Pius IX. gegen die an einigen Orten beobachtete Entwicklung, dass die Messfeier nicht mehr der Priester praktiziert. Der Papst ermahnt alle Priester zur pflichtgemäßen Amtsausübung.

### Katastrophen
- 1887: Bei einem Grubenunglück in Nanaimo, British Columbia, sterben 150 Bergleute, nur sieben überleben. Das Grubenunglück von Nanaimo ist bis 1917 die schwerste von Menschenhand verursachte Explosion in Kanada.
- 1901: In einer Matratzenfabrik in Jacksonville, Florida, bricht ein Feuer aus, dem man mit ein paar Eimern Wasser Herr zu werden glaubt. Die Flammen breiten sich rascher aus als gedacht, ein achtstündiger Brand zerstört schließlich 2368 Häuser in der Stadt und macht etwa 10.000 Einwohner obdachlos.

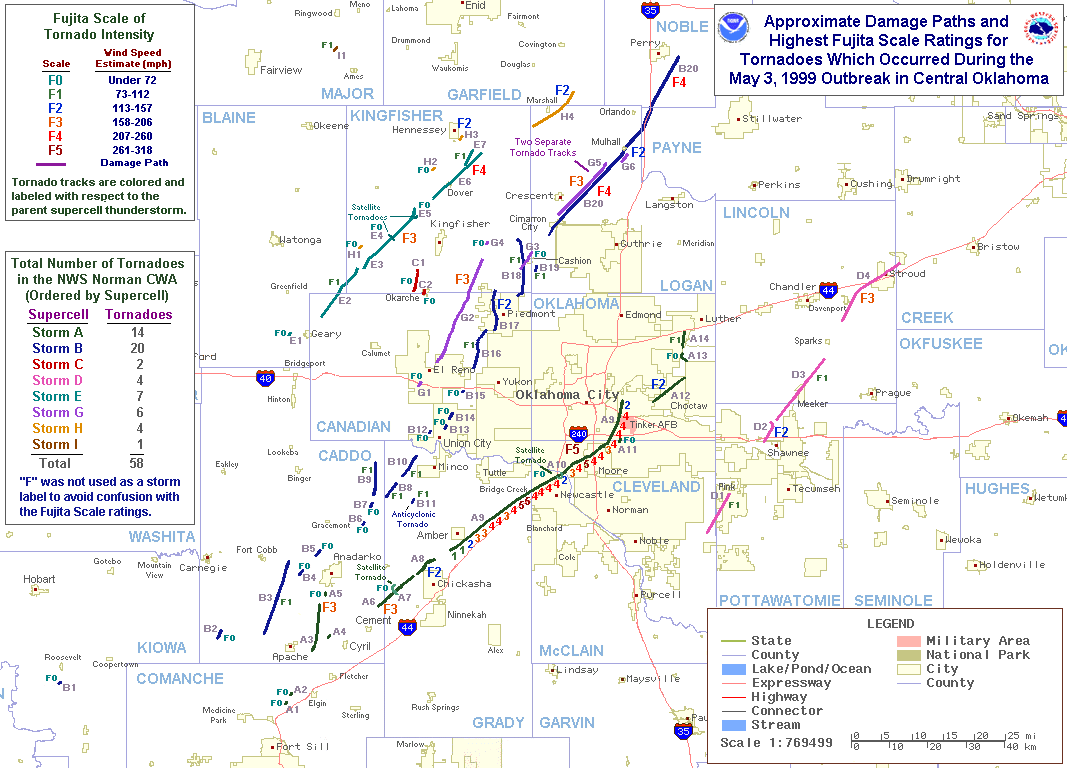
1999: Oklahoma Tornado Outbreak

- 1999: Der Oklahoma Tornado Outbreak, eine Serie von mehr als 70 Tornados, verursacht eine der schlimmsten Naturkatastrophen in den USA. Mit 511 km/h wird dabei die höchste Windgeschwindigkeit aller Aufzeichnungen gemessen. 46 Tote und Sachschäden von 1,1 Milliarden US-Dollar werden nach dem Ereignis bilanziert.
- 2006: Beim Landeanflug auf Sotschi stürzt ein Airbus A320-200 (Flug 967) der armenischen Fluggesellschaft Armavia in das Schwarze Meer ab. Alle 113 Menschen kommen um ihr Leben.

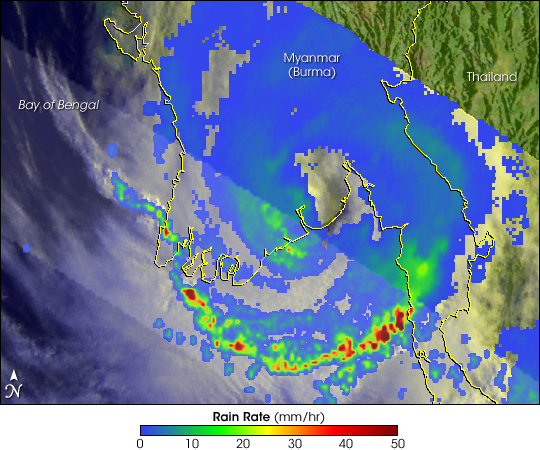
2008: Niederschläge durch Zyklon Nargis

- 2008: Der Zyklon Nargis schwächt sich über Myanmar ab. Durch den Zyklon sind nach offiziellen Angaben 84.537 Menschen getötet worden, 53.836 Menschen werden vermisst. Hunderttausende verlieren ihr Obdach. Rund 24 Millionen Menschen sind von der Katastrophe betroffen. Das Militärregime verweigert in der Folge die Einreise von ausländischen Katastrophenhilfsteams und beschlagnahmt Hilfsgüter.

Kleinere Unglücksfälle sind in den Unterartikeln von Katastrophe und in der Liste von Katastrophen aufgeführt.

### Natur und Umwelt

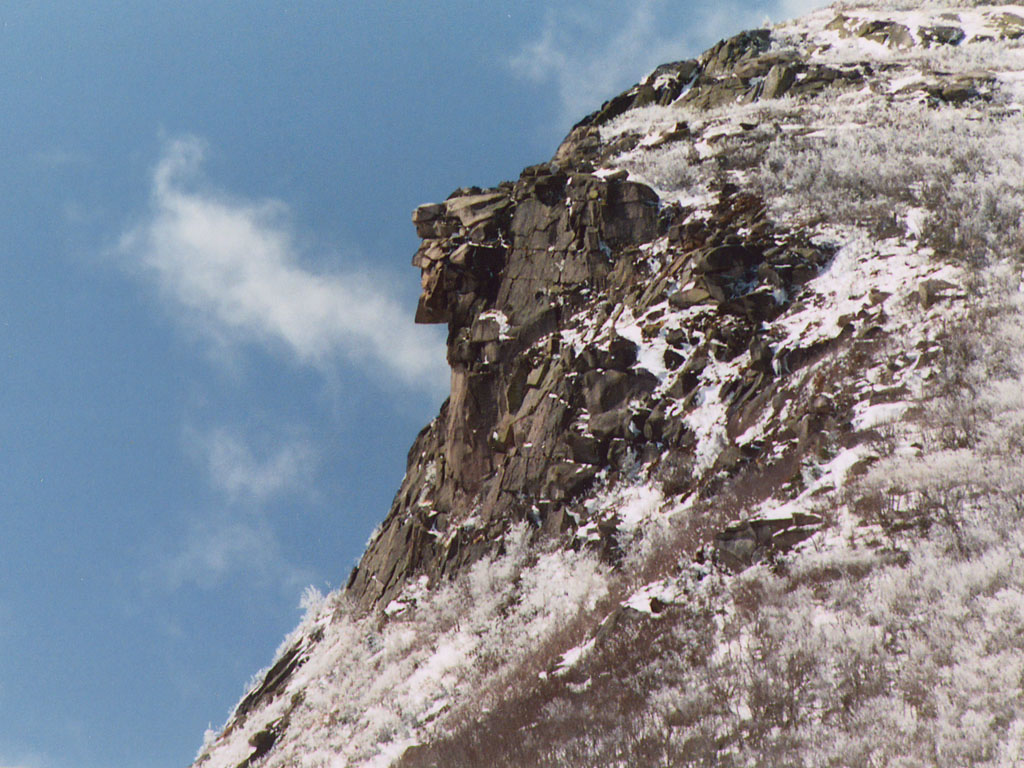
2003: Der „alte Mann des Berges“ kurz vor seinem Einsturz

- 2003: Durch einen Felssturz wird die natürliche Felsformation Old Man of the Mountain in New Hampshire zerstört.

### Sport
- 1899: Ferencváros Budapest entsteht als Turnverein, schon im Folgejahr kommt die Fußballabteilung hinzu.
- 1905: In Bielefeld wird der Fußballverein 1. Bielefelder FC Arminia gegründet. Erster Vereinsvorsitzender wird Emil Schröder.
- 1907: In Istanbul wird der Fußballverein Fenerbahçe Istanbul gegründet.
- 1919: In Bratislava wird ein Fußballverein gegründet, der sich 1953 in ŠK Slovan Bratislava umbenennt.
- 1956: In Tokio finden die ersten Judo-Weltmeisterschaften statt.

Einträge von Leichtathletik-Weltrekorden befinden sich unter der jeweiligen Disziplin unter Leichtathletik.

## Geboren

### Vor dem 18. Jahrhundert

Pedro González de Mendoza (* 1428)
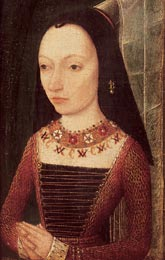
Margareta von York (* 1446)
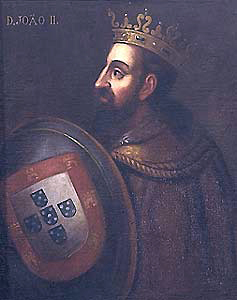
Johann II. von Portugal (* 1455)
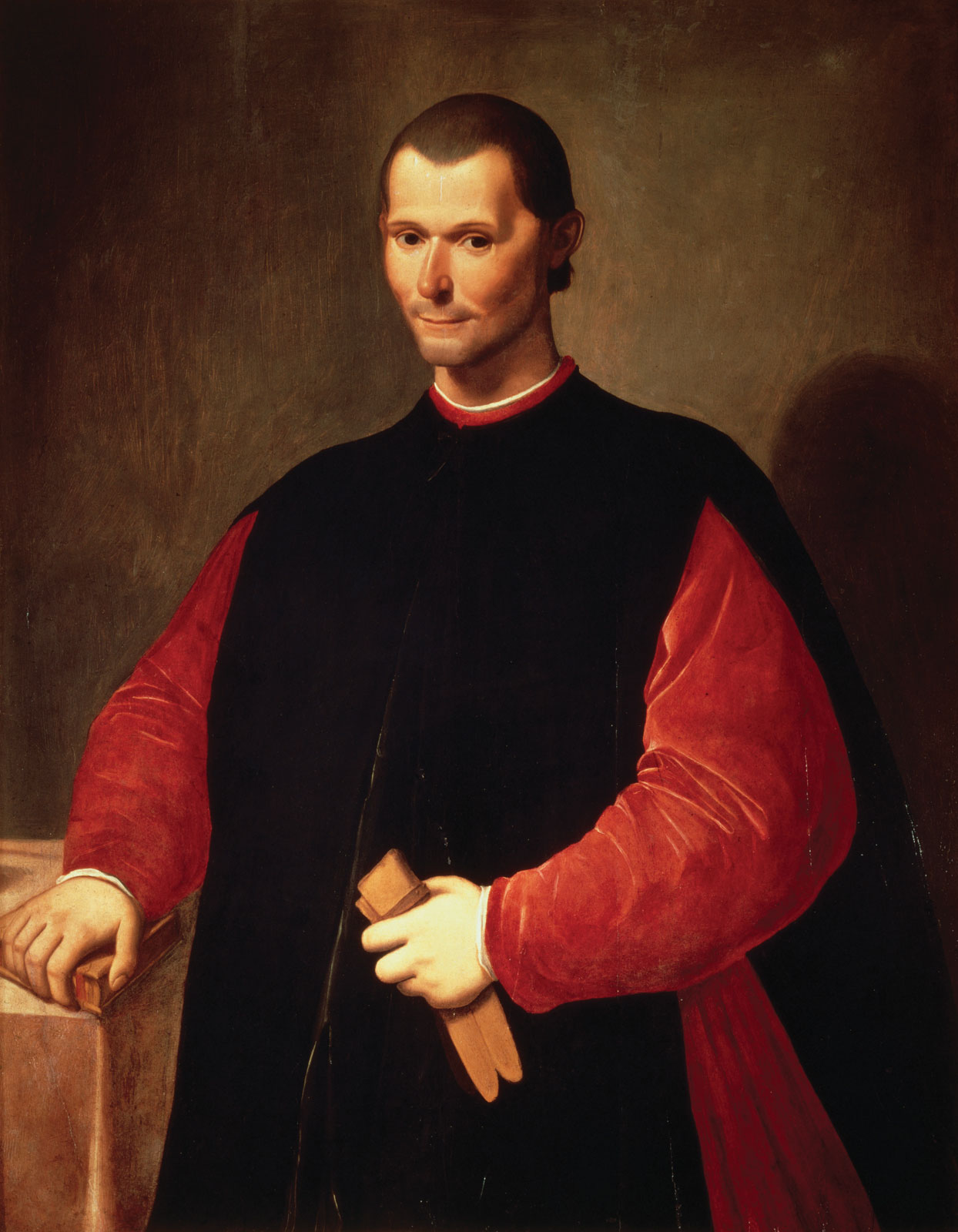
Niccolò Machiavelli (* 1469)

- 0490: K’an Joy Chitam I., Herrscher (Ajaw) der Maya-Stadt Palenque
- 0612: Konstantin III., Kaiser von Byzanz
- 1415: Cecily Neville, englische Herzogin
- 1428: Pedro González de Mendoza, spanischer Kardinal und Staatsmann
- 1446: Friedrich I., Herzog von Liegnitz und Brieg
- 1446: Margareta von York, Herzogin von Burgund
- 1455: Johann II., König von Portugal
- 1460: Raffaele Riario, italienischer Kardinal und Kunstmäzen
- 1469: Niccolò Machiavelli, italienischer Philosoph, Diplomat, Chronist, Schriftsteller und Dichter
- 1479: Heinrich V., Herzog von Mecklenburg-Schwerin
- 1484: Christoph Kreß von Kressenstein, deutscher Politiker und Gesandter, Bürgermeister von Nürnberg
- 1519: Konrad Matthäus, deutscher Jurist
- 1535: Alessandro Allori, italienischer Maler
- 1536: Stephan Praetorius, deutscher lutherischer Theologe und Erbauungsschriftsteller
- 1577: Johann Günther II., Graf von Schwarzburg-Sondershausen
- 1580: Thomas Tusser, englischer Dichter
- 1606: Lorenzo Lippi, italienischer Maler und Dichter
- 1616: Heinrich Cosel, böhmischer Rechtswissenschaftler
- 1620: Bogusław Radziwiłł, litauischer Magnat, brandenburgischer Statthalter im Herzogtum Preußen
- 1635: Eugen Moritz von Savoyen-Carignan, savoyischer Offizier, Graf von Dreux und Soissons
- 1654: Jacques Abbadie, französischer Theologe und Schriftsteller
- 1662: Matthäus Daniel Pöppelmann, deutscher Baumeister
- 1678: Georg Friedrich der Jüngere, Markgraf von Brandenburg-Ansbach
- 1678: Amaro Pargo, spanischer Korsar
- 1680: Nicolae Mavrocordat, Fürst der Walachei und von Moldau
- 1687: Johann Balthasar Bernhold, deutscher Geistlicher und Hochschullehrer
- 1695: Henri de Pitot, französischer Wasserbauingenieur

### 18. Jahrhundert

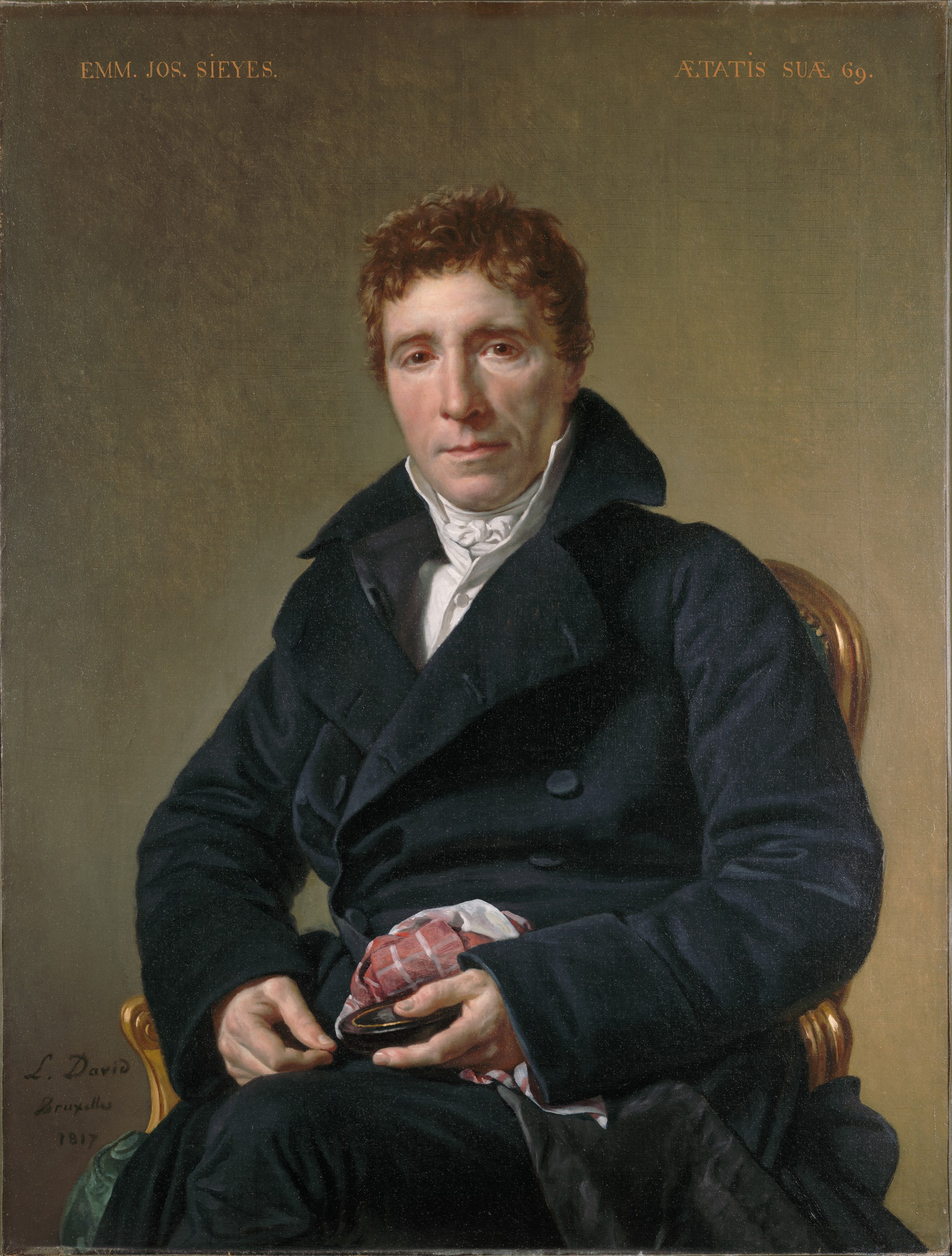
Emmanuel Joseph Sieyès (* 1748)
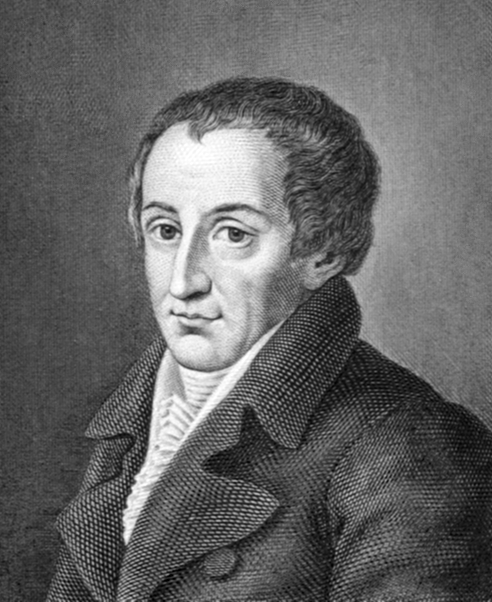
August von Kotzebue (* 1761)
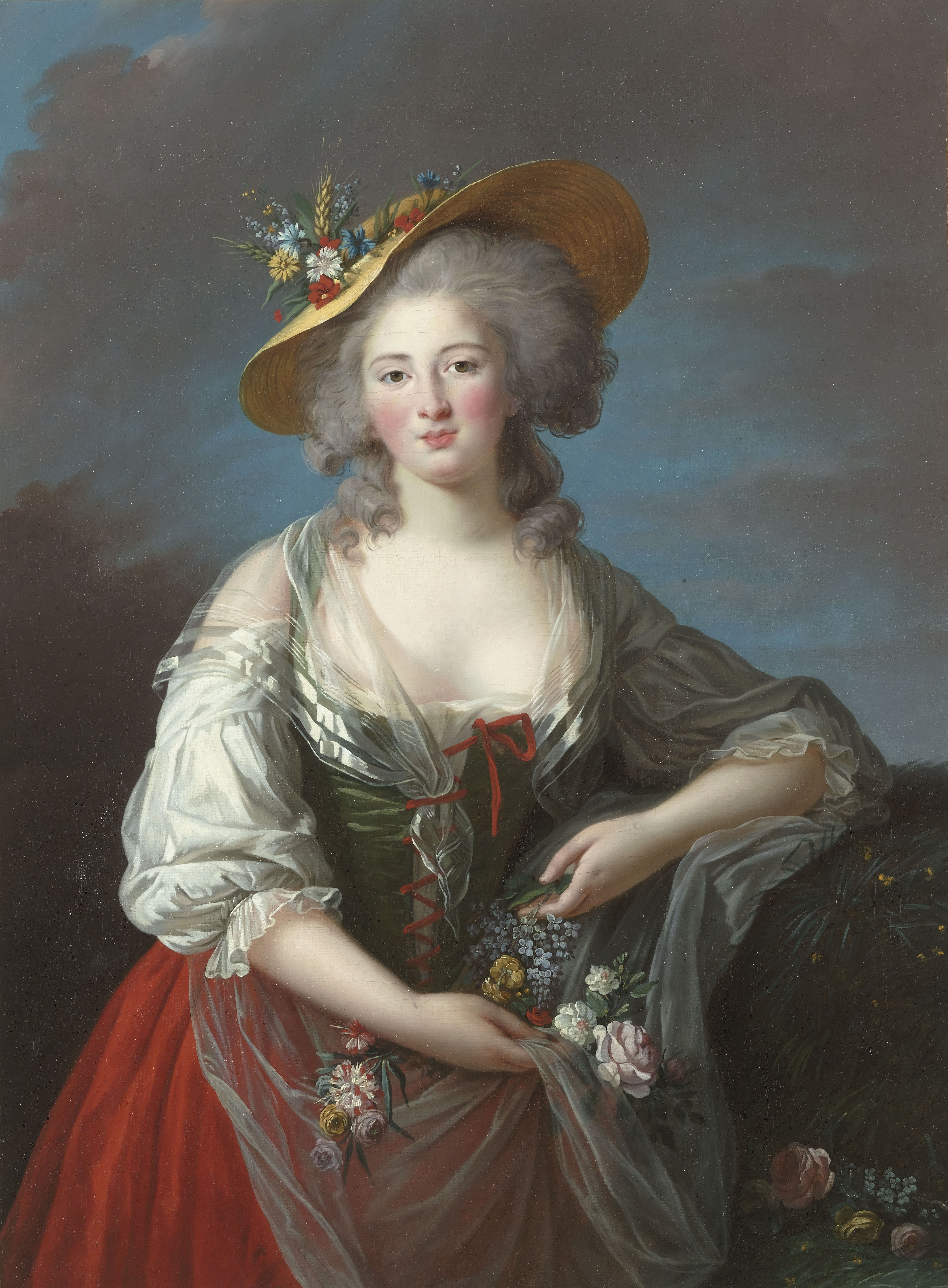
Élisabeth de Bourbon (* 1764)
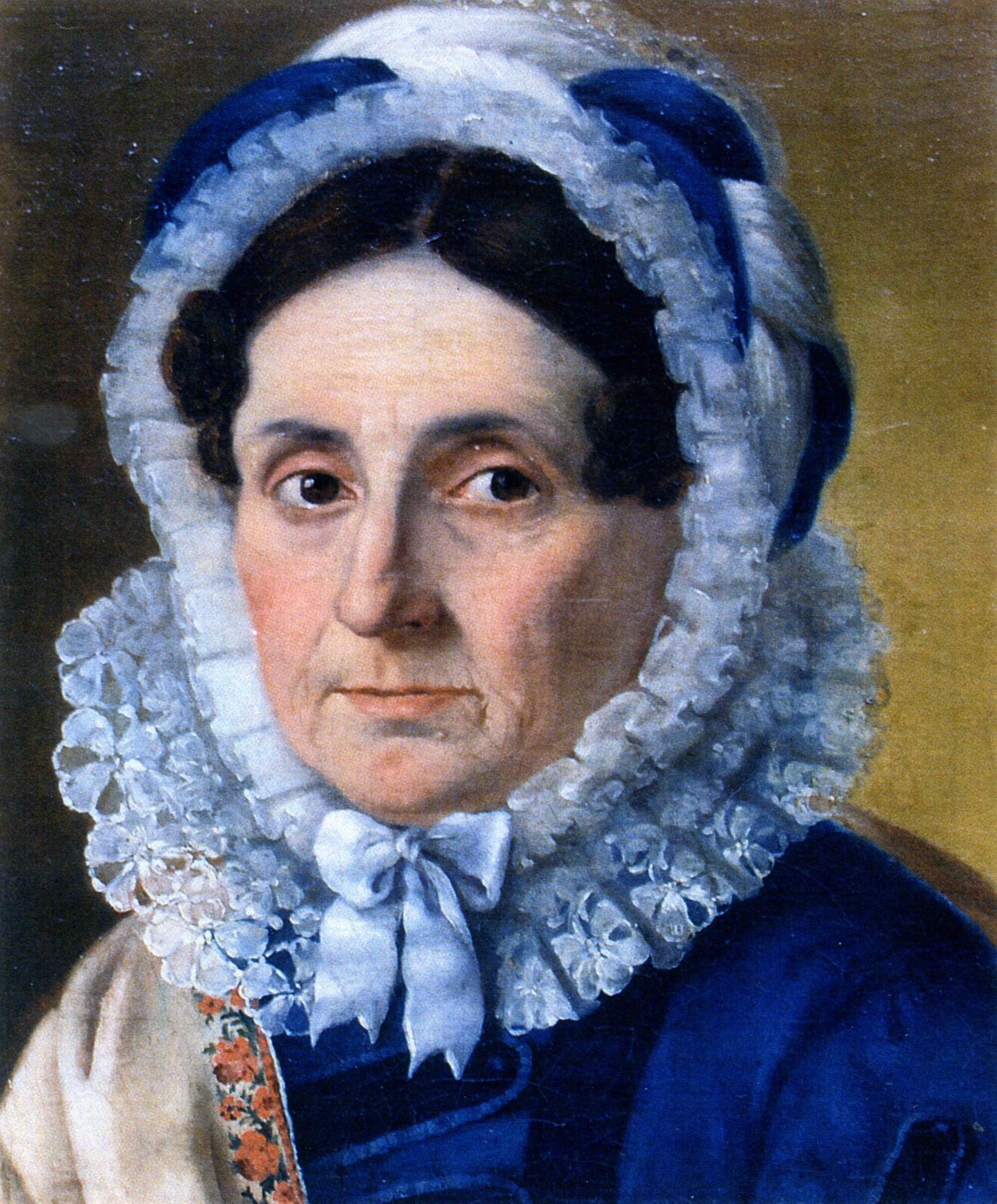
Maria Sybilla Josepha Zais (* 1770)

- 1704: Johann Gottfried Teske, deutscher Physiker
- 1713: Alexis-Claude Clairaut, französischer Mathematiker, Geodät und Physiker
- 1716: Franz Anton Zeiller, österreichischer Maler
- 1722: Gerhard Schøning, norwegischer Historiker
- 1729: Florian Leopold Gassmann, österreichischer Komponist
- 1735: Caspar Wolf, Schweizer Maler
- 1737: Friedrich Schwindl, niederländischer Komponist
- 1748: Emmanuel Joseph Sieyès, französischer Geistlicher und Politiker, Mitglied der Konstituante
- 1750: Johann Goercke, preußischer Militärarzt, Chirurg und Hochschullehrer
- 1761: August von Kotzebue, deutscher Dramatiker
- 1764: Élisabeth Philippe Marie Hélène de Bourbon, französische Prinzessin
- 1764: Johann Wilhelm Meigen, deutscher Entomologe
- 1765: August Ludwig Hülsen, deutscher Philosoph
- 1768: Agustín Eyzaguirre, chilenischer Kaufmann und Politiker, Staatspräsident
- 1770: Maria Sybilla Josepha Zais, deutsche Hotelierin
- 1773: Giuseppe Acerbi, italienischer Naturforscher
- 1782: Pius Alexander Wolff, deutscher Schauspieler
- 1784: Henry Hubbard, US-amerikanischer Politiker, Mitglied des Repräsentantenhauses, Senator, Gouverneur von New Hampshire
- 1786: Giuseppe Benedetto Cottolengo, italienischer Priester und Ordensgründer
- 1791: Henryk Rzewuski, polnischer Schriftsteller
- 1797: Heinrich Berghaus, deutscher Kartograph
- 1798: Thomas Dickens Arnold, US-amerikanischer Politiker, Mitglied des Repräsentantenhauses
- 1798: Carl Sandberg, schwedischer Historiker, Sammler von Archivalen
- 1800: Ludwig von Alvensleben, deutscher Schriftsteller

### 19. Jahrhundert

#### 1801–1850

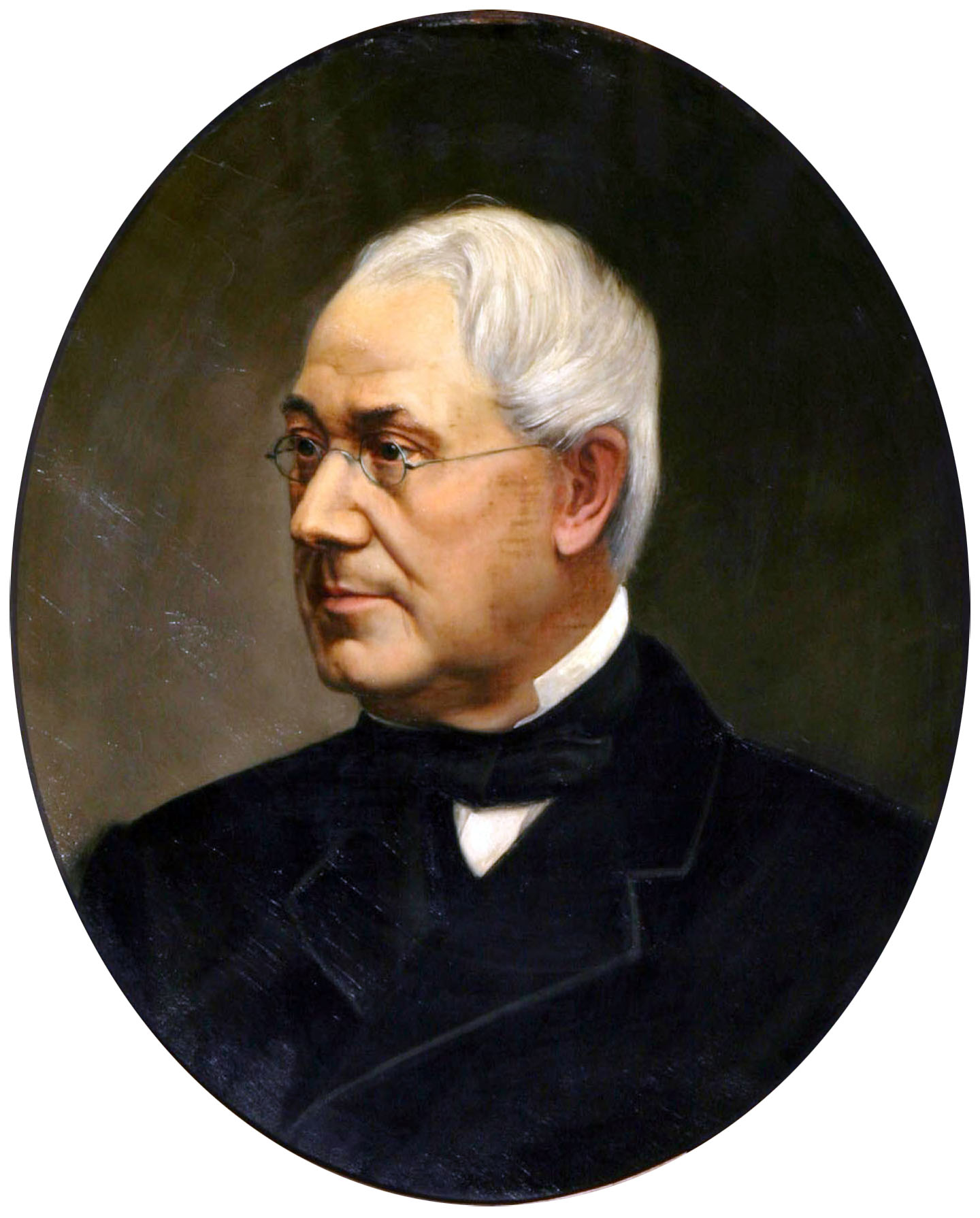
Carl Wilhelm Otto Koch (* 1810)
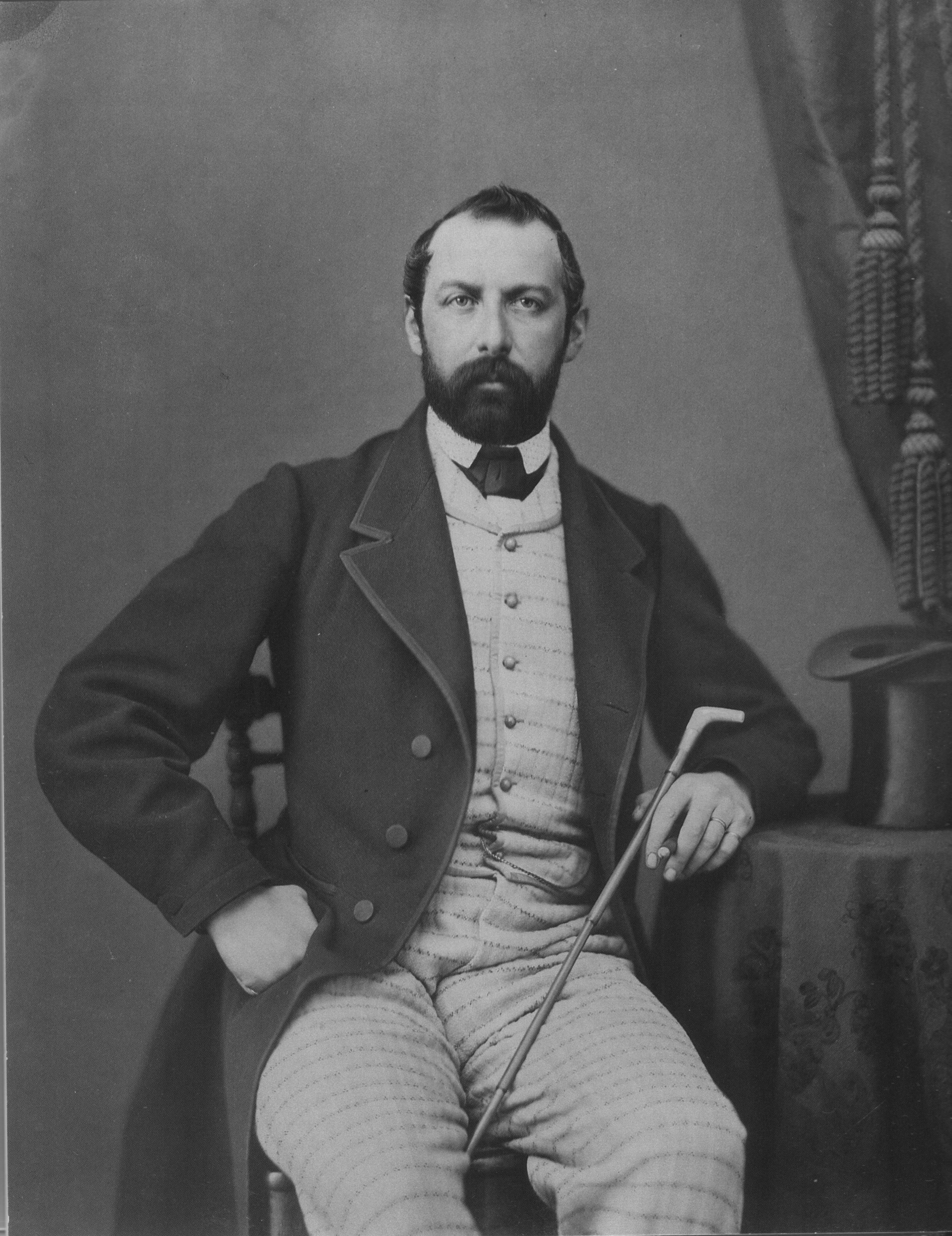
Karl XV., König von Schweden (* 1826)
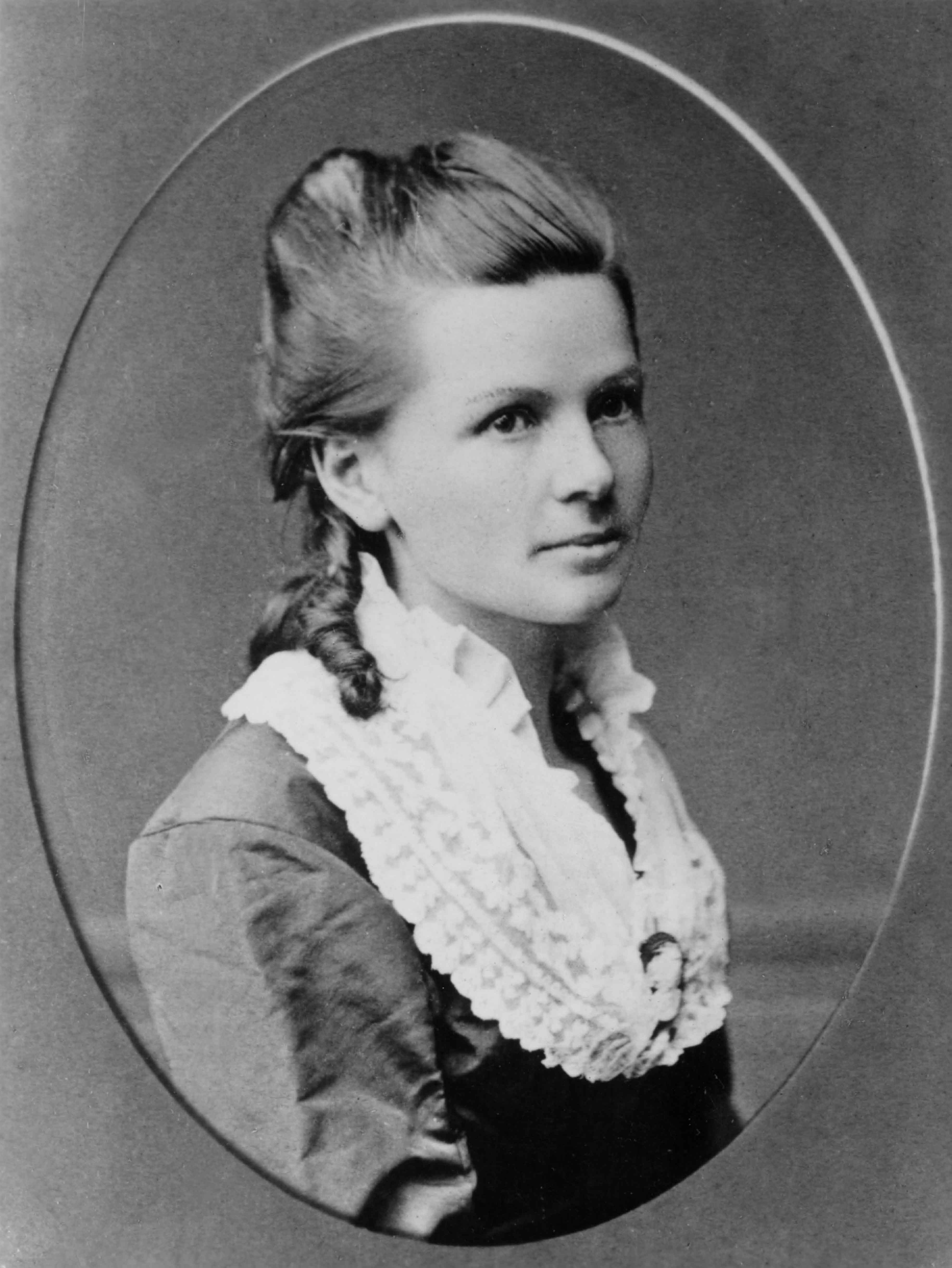
Bertha Benz (* 1849)
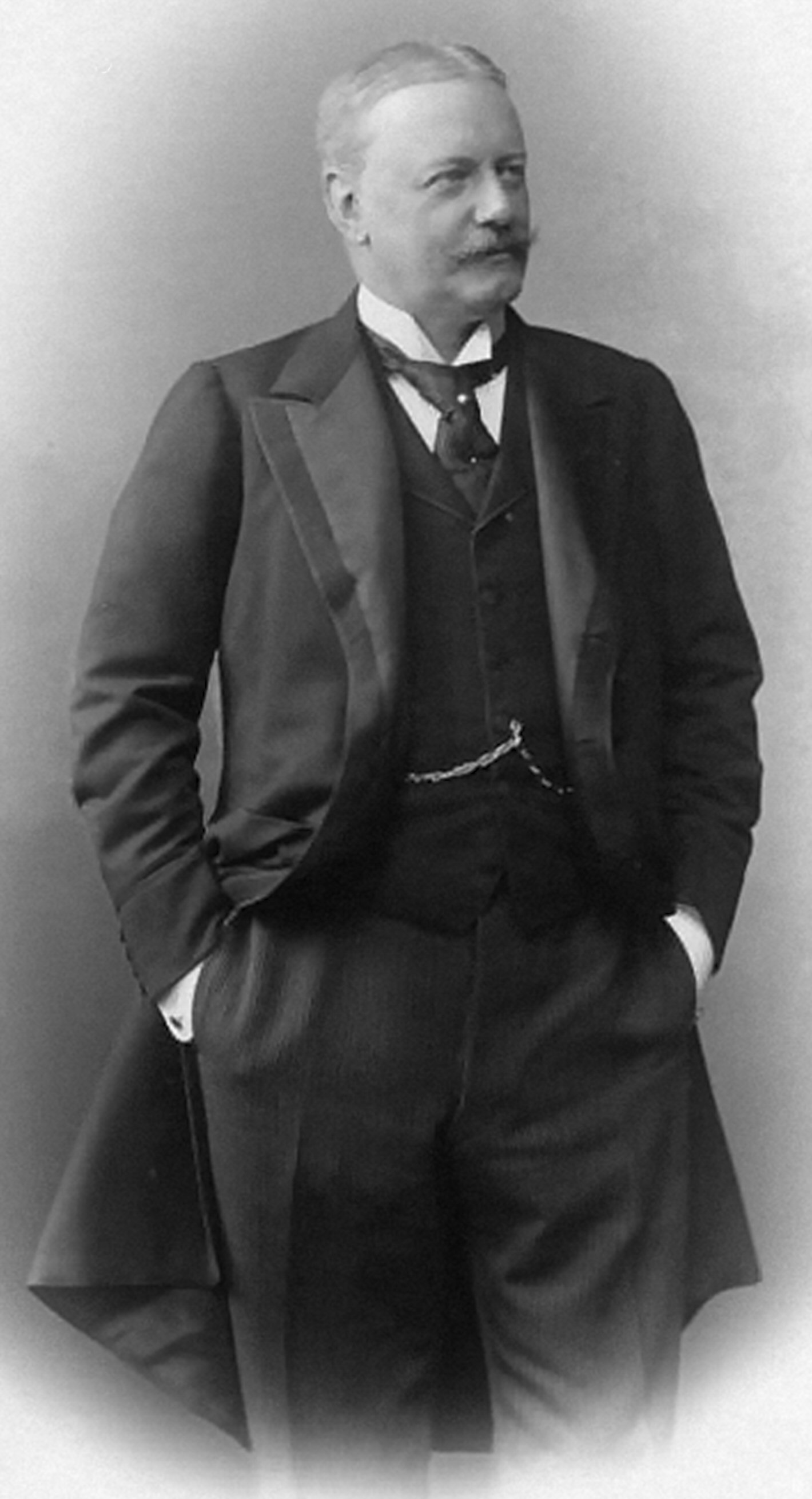
Bernhard von Bülow (* 1849)

- 1801: Alphonse Boilly, französischer Kupferstecher und Lithograph
- 1801: Friedrich von Deym, böhmischer Großgrundbesitzer und Abgeordneter der Frankfurter Nationalversammlung
- 1801: Carl Heinrich Jürgens, deutscher Theologe, Redakteur, Publizist und Politiker
- 1801: Gustav Preyer, deutscher Landschaftsmaler
- 1802: Thomas Erskine, 3. Baron Erskine, britischer Peer und Politiker
- 1802: Friedrich von Witzleben, preußischer Soldat, Kammerherr, Schlosshauptmann, Rittergutbesitzer und Maler
- 1803: Louis von Alvensleben, preußischer Oberst und Kommandeur
- 1803: August von Bayer, badischer Hofmaler und Konservator
- 1803: August van Dievoet, belgischer Rechtshistoriker, Richter und Rechtsanwalt
- 1803: Joseph Casimir Karl von Post, deutscher Gutsbesitzer und Mitglied der kurhessischen Ständeversammlung
- 1803: Anton Friedrich Christoph Wallroth, deutscher Geistlicher
- 1804: William Denison, britischer Kolonialadministrator
- 1804: Francisco Armero Peñaranda, spanischer Generalleutnant und Politiker, Minister, Ministerpräsident
- 1805: Adolph Gustav Caspari, deutscher Lehrer und Autor
- 1805: Carlo Corradino a Marca, Schweizer Politiker, Richter, Landammann und Militär
- 1806: Adolph Friedrich Balemann, deutscher Pastor und Propst
- 1806: Franz Köster, hessischer Richter und Politiker
- 1806: Felipe Santiago de Salaverry, peruanischer General, Staatspräsident
- 1808: Ferdinand Jacob Domela Nieuwenhuis, niederländischer Theologe und Prediger
- 1808: Wildon Pieritz, englischer Missionar und Lehrer polnischer Herkunft
- 1809: Friedrich Kaspar Hartmann, preußischer Generalmajor
- 1809: Laurent-Guillaume de Koninck, belgischer Paläontologe und Chemiker
- 1809: Carl Hermann Merck, Hamburger Beamter und Politiker
- 1810: Carl Wilhelm Otto Koch, deutscher Jurist und Politiker
- 1810: Eugen Megerle von Mühlfeld, österreichischer Jurist und Politiker
- 1810: Louis Segond, Schweizer Theologe
- 1810: Leopold Wackarž, böhmisch-österreichischer Abt und Generalabt
- 1811: Bruno Neidhardt von Gneisenau, preußischer General
- 1811: Leopold Pelldram, Bischof von Trier
- 1811: Ernst Wenckenbach, nassauischer Politiker
- 1812: Joaquín Espín y Guillén, spanischer Komponist und Musiker
- 1812: William Samuel Henson, britischer Erfinder
- 1813: Karl Girardet, Schweizer Maler
- 1813: Gottlob Wolff von Gudenberg, deutscher Richter und Parlamentarier
- 1813: Albert von Rheinbaben, preußischer General der Kavallerie
- 1814: Adams George Archibald, kanadischer Rechtsanwalt und Politiker
- 1814: Peter Karl von Aretin, deutscher Politiker, MdR
- 1814: Wilmer McLean, US-amerikanischer Lebensmittelgroßhändler
- 1814: Friedrich Pinckert, deutscher Jurist und Politiker
- 1814: Leonor Reichenheim, deutscher Unternehmer und Politiker
- 1815: Joseph Hoch, deutscher Stifter
- 1815: Carl Zerrenner, deutscher Unternehmer und Bijouteriefabrikant
- 1816: Montgomery C. Meigs, US-amerikanischer Generalquartiermeister und Architekt
- 1817: Horatio Hale, US-amerikanisch-kanadischer Jurist, Ethnologe und Linguist
- 1817: Niklaus Niggeler, Schweizer Politiker und Journalist
- 1820: Vincenzo Vela, Schweizer Bildhauer
- 1826: Karl XV., König von Schweden
- 1826ː Elisa de Vilmorin, französische Botanikerin und Pflanzenzüchterin im Unternehmen Vilmorin
- 1827: John Hanning Speke, britischer Afrikaforscher
- 1827: Robert Zünd, Schweizer Maler
- 1829: Jimmaku Kyūgorō, japanischer Sumo-Ringer, zwölfter Yokozuna
- 1829: Éuphémie Vauthier (Garcin), französische Schriftstellerin
- 1833: Samuel Mayes Arnell, US-amerikanischer Politiker, Mitglied des Repräsentantenhauses
- 1839: Franz Weineck, deutscher Gymnasialdirektor und Heimatforscher
- 1844: Heinrich Berchtold, Schweizer Unternehmer und Politiker
- 1845: Gustav Adolf Haggenmacher, Schweizer Afrikaforscher
- 1848: Otto Bütschli, deutscher Zoologe
- 1849: Bertha Benz, deutsche Automobilpionierin, Ehefrau von Carl Benz
- 1849: Bernhard von Bülow, deutscher Politiker, Reichskanzler
- 1849: Jacob August Riis, US-amerikanischer Fotograf

#### 1851–1900

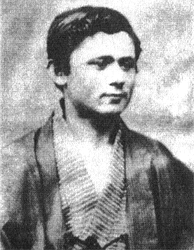
Michael Moser (* 1853)
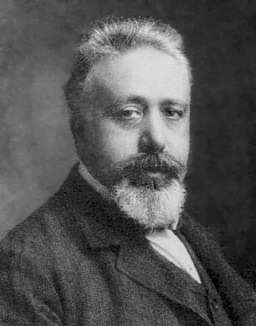
Vito Volterra (* 1860)
La Macarrona (* 1870)
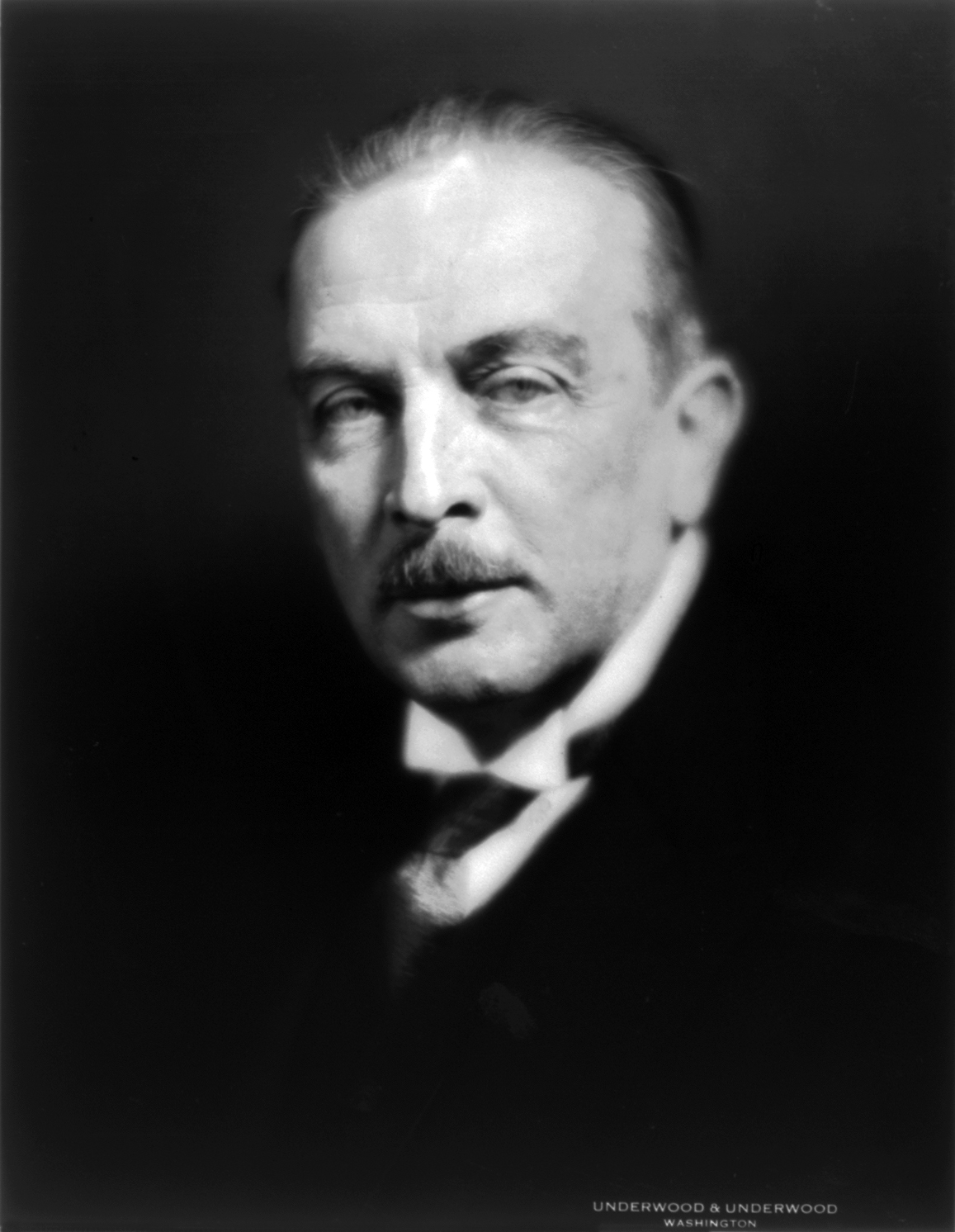
Richard von Kühlmann (* 1873)

- 1853:  Michael Moser, österreichischer Fotograf
- 1854: Otto Behaghel, deutscher Germanist
- 1854: Franz von Segesser von Brunegg, Schweizer römisch-katholischer Geistlicher und Pädagoge
- 1858: Gyula Madarász, ungarischer Ornithologe und Maler
- 1859: Andy Adams, US-amerikanischer Schriftsteller
- 1859: José Gallegos y Arnosa, spanischer Maler, Bildhauer und Architekt
- 1860: John Scott Haldane, englischer Physiologe
- 1860: Vito Volterra, italienischer Mathematiker und Physiker
- 1866: Richard von Kehler, deutscher Ballonfahrer und Militär, Luftschiffpionier
- 1869: Johann Christian Eberle, deutscher Politiker und Sparkassen-Funktionär
- 1870: Alexander Nikolajewitsch Benois, russischer Maler, Schriftsteller und Kunsthistoriker und -kritiker
- 1870: Juana la Macarrona, spanische Flamenco-Tänzerin
- 1871: Angel De Cora, amerikanische Künstlerin und Illustratorin vom Stamm Winnebago
- 1872: Pierre Lafitte, französischer Verleger und Journalist
- 1872: Símun av Skarði, färöischer Lehrer für Geschichte und Sprachen

- 1873: Richard von Kühlmann, deutscher Jurist, Industrieller und Diplomat
- 1874: Vagn Walfrid Ekman, schwedischer Ozeanograph
- 1874: Ernst Scholz, deutscher Wirtschaftsminister
- 1876: Bertha Hintz, deutsche Malerin
- 1876: Arthur Luther, deutscher Literaturwissenschaftler, Bibliothekar, Übersetzer und Dolmetscher

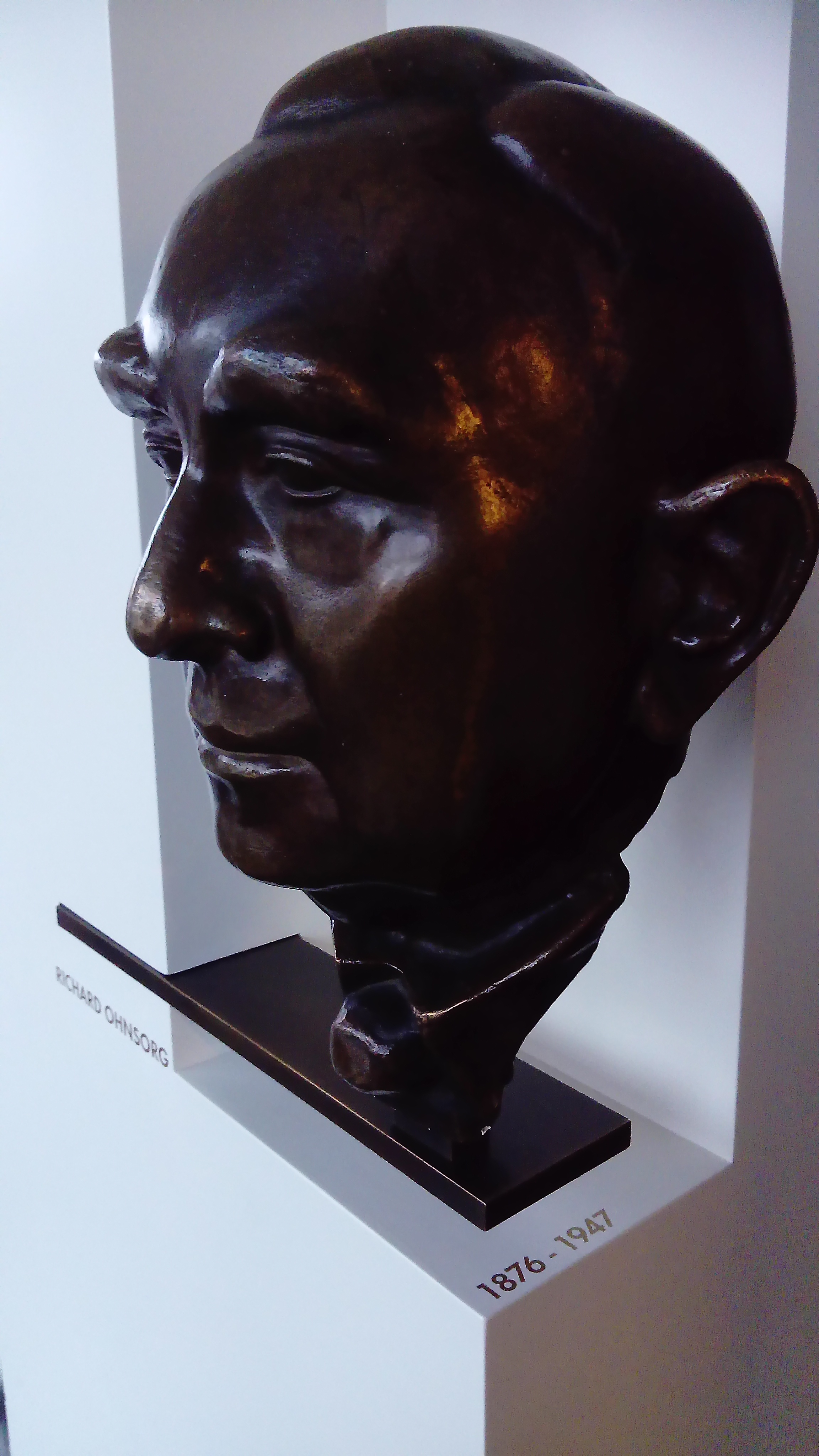
Richard Ohnsorg (* 1876)
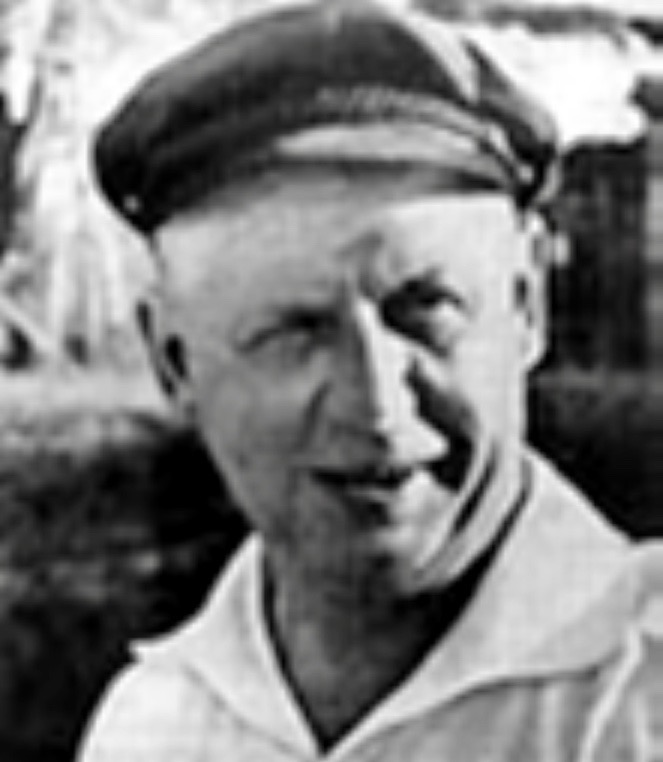
Martin Luserke (* 1880)
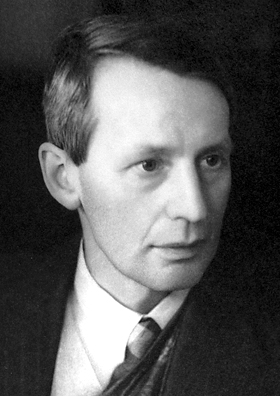
George Paget Thomson (* 1892)
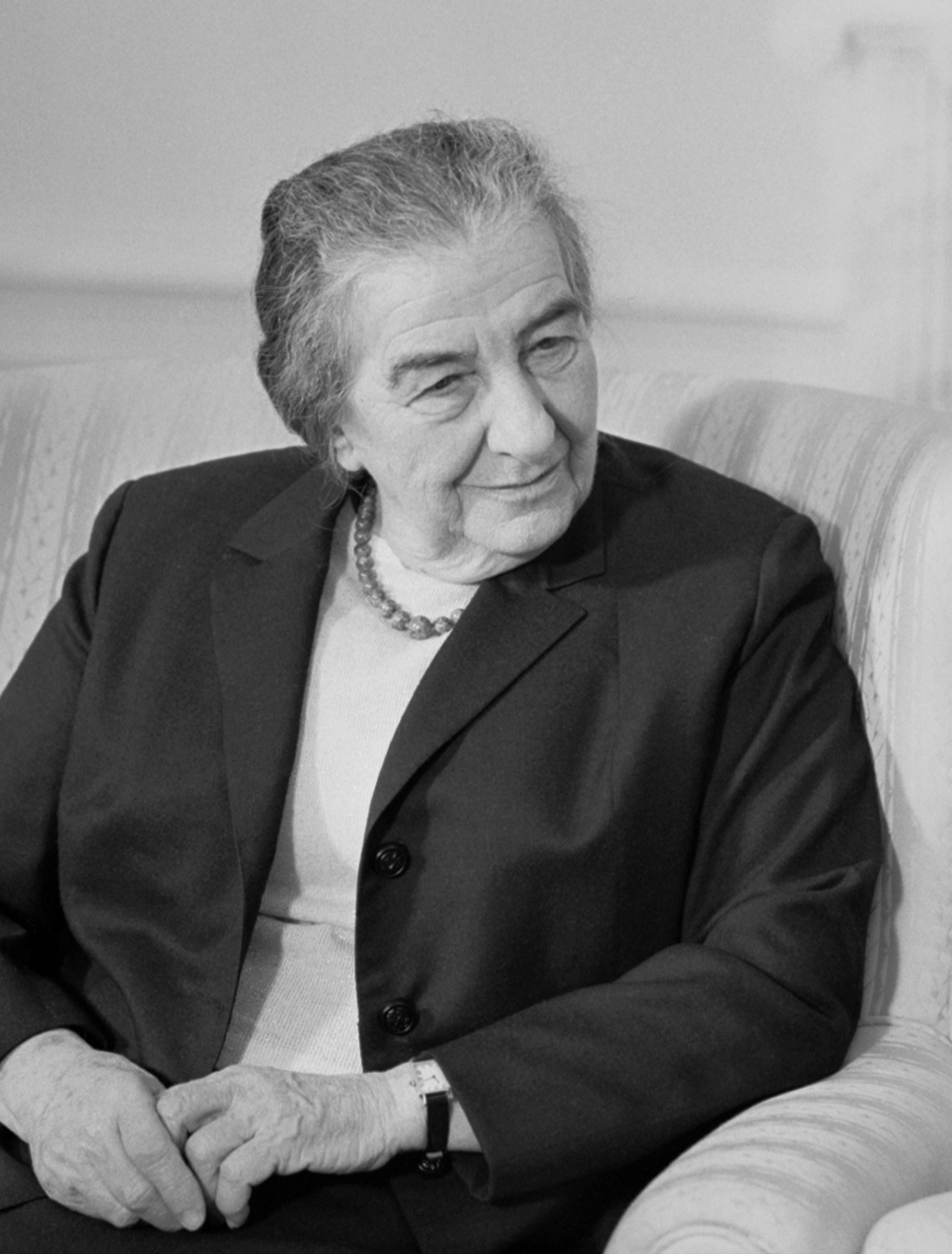
Golda Meir (* 1898)

- 1876: Richard Ohnsorg, deutscher Theaterleiter
- 1877: Karl Abraham, deutscher Psychoanalytiker
- 1877: Heinrich Pössenbacher, deutscher Möbelfabrikant
- 1879: Clyde L. Herring, US-amerikanischer Politiker

- 1880: Martin Luserke, deutscher Reformpädagoge und Schriftsteller
- 1881: Wilhelm Ferch, rumäniendeutscher Komponist und Chorleiter
- 1882: Hans Trapp, deutscher Fußballspieler und Sportfunktionär
- 1885: Johnny Aitken, US-amerikanischer Automobilrennfahrer
- 1885: Max Volmer, deutscher Chemiker
- 1886: Fritz Baumann, Schweizer Maler
- 1886: Marcel Dupré, französischer Komponist, Musiktheoretiker und Verleger
- 1887: Wilhelm Ackermann, deutscher Journalist
- 1888: Beulah Bondi, US-amerikanische Schauspielerin
- 1888: Alfred Braun, deutscher Rundfunkpionier
- 1888: Baltasar Samper, spanischer Pianist, Dirigent, Komponist und Volksliedforscher
- 1889: Eugen Diesel, deutscher Schriftsteller
- 1889: Gottfried Fuchs, deutscher Fußballspieler
- 1890: Soma Morgenstern, österreichischer Schriftsteller
- 1891: Katharina Heise, deutsche Malerin und Bildhauerin
- 1892: Elisabeth Kellermann, deutsche Zeichenlehrerin und Buchillustratorin
- 1892: George Paget Thomson, englischer Physiker
- 1893: Konstantine Gamsachurdia, georgischer Schriftsteller
- 1894: Lou Loeber, niederländische Malerin, Aquatintastecherin, Zeichnerin, Grafikerin und Illustratorin
- 1894: Philipp Wüst, deutscher Dirigent und Komponist
- 1895: Gabriel Chevallier, französischer Journalist und Literat (Clochemerle)
- 1895: Bettina Encke von Arnim, deutsche Malerin
- 1895: Kurt Roger, österreichisch-amerikanischer Komponist und Musikwissenschaftler
- 1896: Karl Allmenröder, deutscher Pilot, Träger des Pour le Mérite
- 1896: Ludwig Schmid-Wildy, bayerischer Volksschauspieler, Regisseur und Erfinder
- 1896: Dodie Smith, englische Schriftstellerin
- 1898: Golda Meir, israelische Politikerin, Premierministerin
- 1899: Aline MacMahon, US-amerikanische Schauspielerin
- 1900: Hugo Rahner, deutscher katholischer Theologe

### 20. Jahrhundert

#### 1901–1925

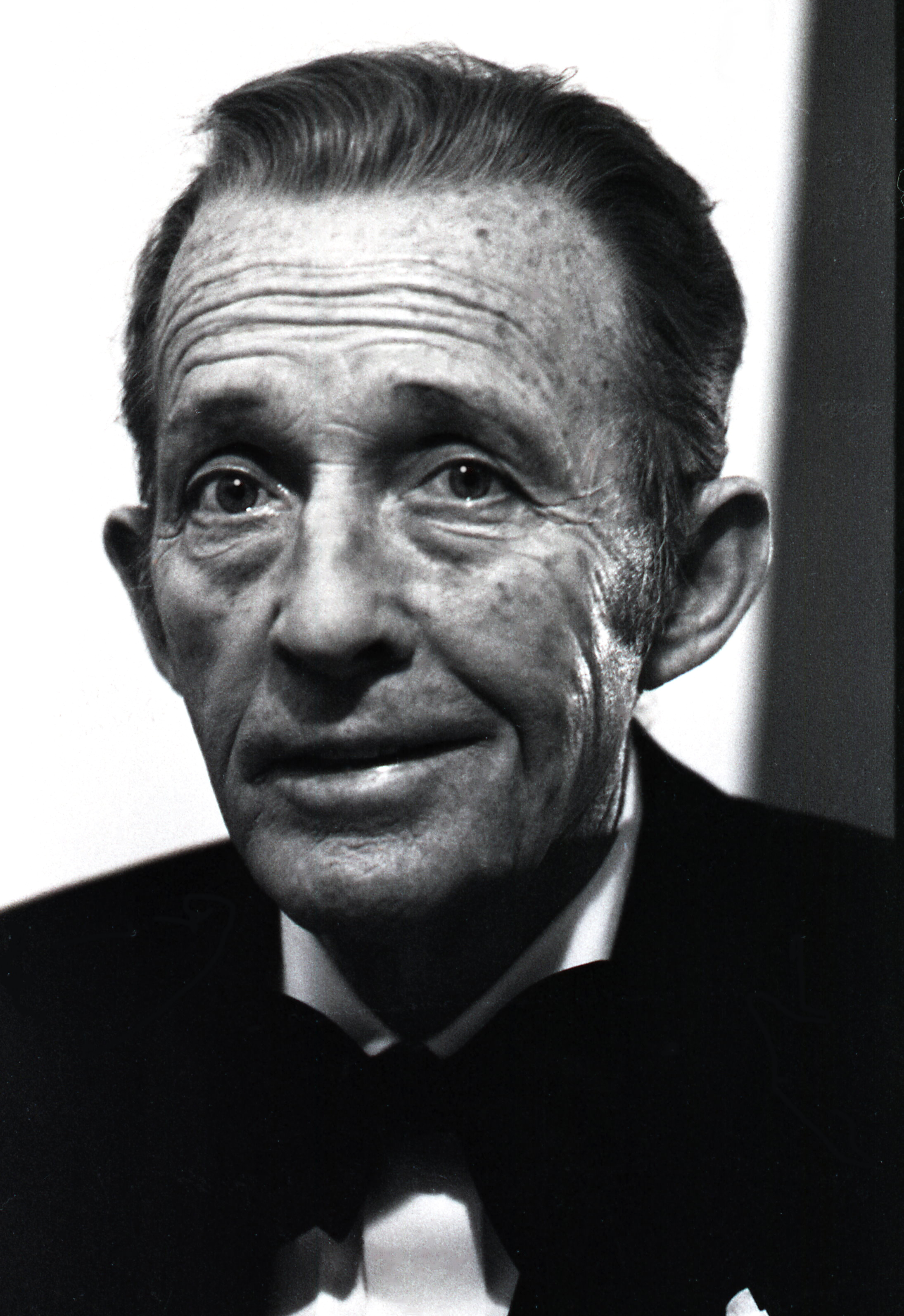
Bing Crosby (* 1903)
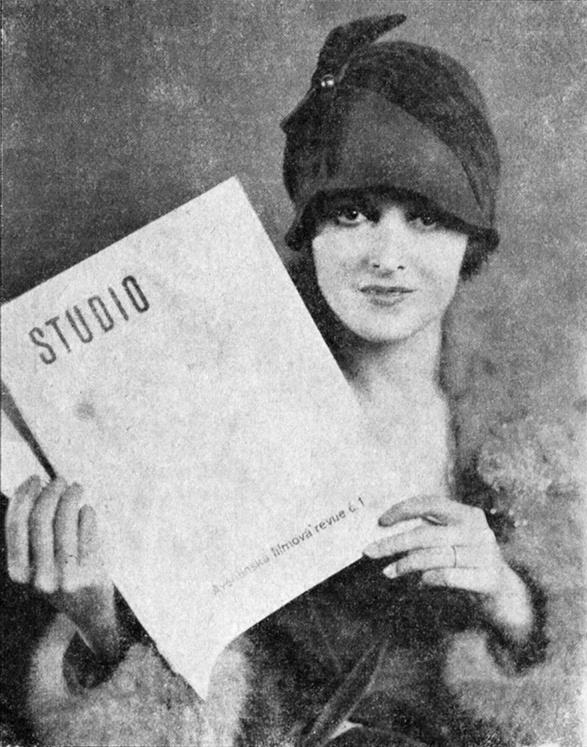
Mary Astor (* 1906)
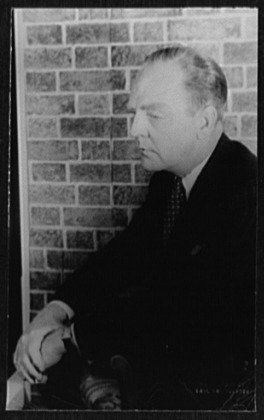
William Inge (* 1913)
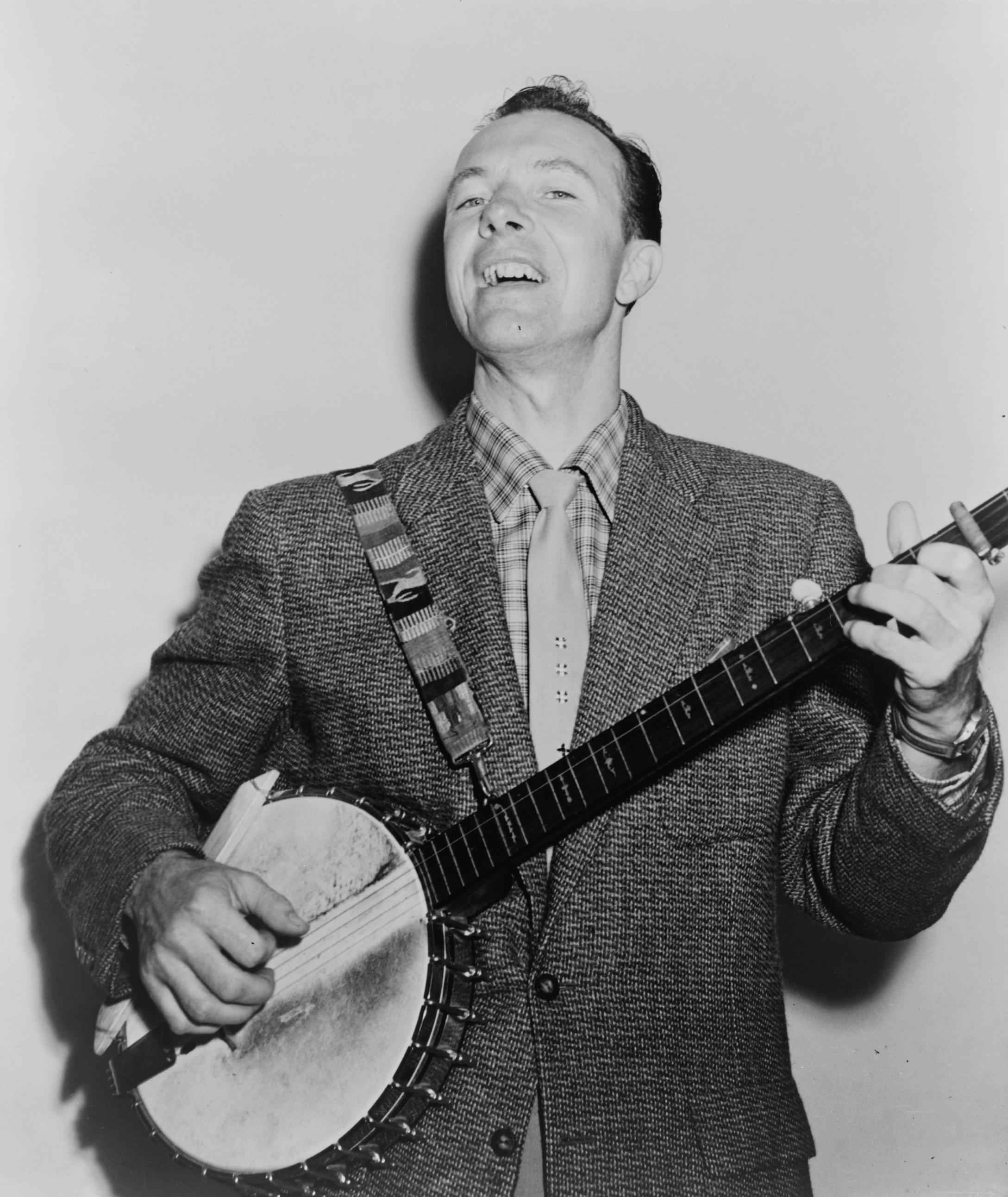
Pete Seeger (* 1919)

- 1901: Gino Cervi, italienischer Schauspieler
- 1901: Hugo Friedhofer, US-amerikanischer Filmkomponist
- 1902: Generoso Dattilo, italienischer Fußballschiedsrichter und -funktionär
- 1902: Alfred Kastler, französischer Physiker
- 1903: Bing Crosby, US-amerikanischer Sänger und Schauspieler
- 1903: José Nieto, spanischer Schauspieler
- 1903: Erich Riede, deutscher Dirigent und Komponist
- 1904: Roberto Agramonte, kubanischer Philosoph, Soziologe und Politiker
- 1904: Bill Brandt, deutscher Fotograf
- 1905: Albrecht von Bayern, deutscher Adeliger, Oberhaupt des Hauses Wittelsbach
- 1906: Kenneth Morgan Abbott, US-amerikanischer klassischer Philologe
- 1906: Mary Astor, US-amerikanische Schauspielerin
- 1906: Peter Lühr, deutscher Schauspieler
- 1907: Paul Böhmer, deutscher Ringer
- 1908: William Glock, britischer Musikförderer, Leiter von BBC Radio 3
- 1909: Hans Jürgen Abraham, deutscher Jurist
- 1909: Karl Gruber, österreichischer Außenminister
- 1909: John A. Notte, US-amerikanischer Politiker, Gouverneur von Rhode Island
- 1909: Colorado Pete, US-amerikanischer Radiomoderator, Country- und Cowboy-Musiker
- 1910: Akaba Suekichi, japanischer Illustrator
- 1911: Heinrich Kiefer, deutscher Maler und Grafiker
- 1912: Virgil Fox, US-amerikanischer Organist
- 1912: Ubaldo Monico, Schweizer Pädagoge und Künstler
- 1912: Felix Slavik, österreichischer Mechaniker und Politiker
- 1913: William Inge, US-amerikanischer Dramatiker
- 1913: Heinz Kohut, US-amerikanischer Psychoanalytiker
- 1913: Lothar Malskat, deutscher Maler und Kunstfälscher
- 1915: Evencio Castellanos, venezolanischer Komponist, Pianist und Musikpädagoge
- 1915: Stu Hart, kanadischer Wrestler
- 1917: Lamar Boren, Unterwasser-Kameramann
- 1917: Kiro Gligorov, mazedonischer Politiker
- 1919: Walter Berns, US-amerikanischer Rechts- und Politikwissenschaftler, Hochschullehrer und Philosoph
- 1919: Illa Blaue, deutsche Malerin
- 1919: Traute Lafrenz, deutsche Widerstandskämpferin gegen den Nationalsozialismus
- 1919: John Cullen Murphy, US-amerikanischer Comiczeichner
- 1919: Pete Seeger, US-amerikanischer Folk-Musiker
- 1920: John Lewis, US-amerikanischer Jazz-Musiker
- 1920: Alexandru Pașcanu, rumänischer Komponist und Musikpädagoge
- 1921: Vasco Gonçalves, portugiesischer Offizier und Politiker
- 1921: Sugar Ray Robinson, US-amerikanischer Boxer
- 1921: Karl-Heinz Spilker, deutscher Politiker, MdB
- 1922: Jeanne Landry, kanadische Pianistin, Musikpädagogin und Komponistin
- 1923: Norman Thelwell, britischer Cartoonist
- 1924: Jehuda Amichai, deutsch-israelischer Lyriker
- 1924: Ladislava Bakanic, US-amerikanische Turnerin
- 1924: Concetto Lo Bello, italienischer Fußballschiedsrichter, Sportfunktionär und Politiker
- 1924: Virgilio Expósito, argentinischer Tangokomponist und Pianist
- 1924: Jane Morgan, US-amerikanische Sängerin
- 1924: Ken Tyrrell, britischer Automobilrennfahrer und Gründer des Formel-1-Team Tyrrell
- 1925: Susanne Faschon, deutsche Schriftstellerin
- 1925: Robert Jonquet, französischer Fußballspieler

#### 1926–1950

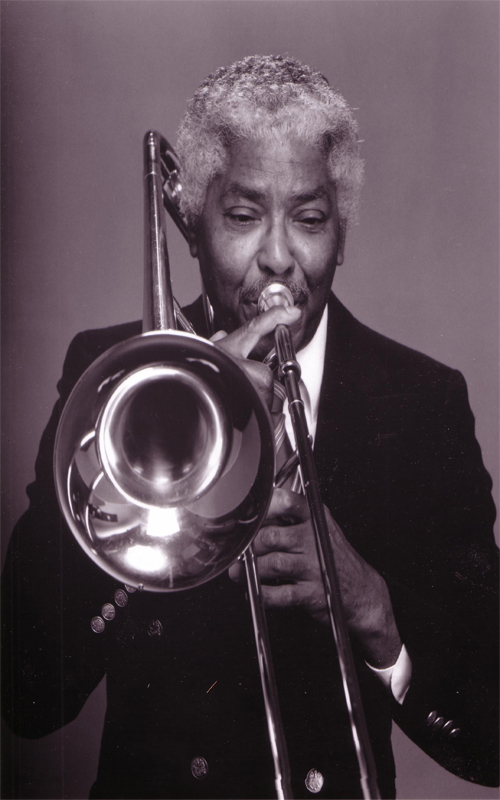
Jimmy Cleveland (* 1926)
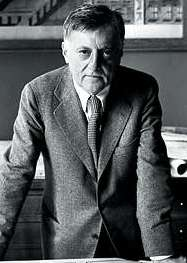
Aldo Rossi (* 1931)
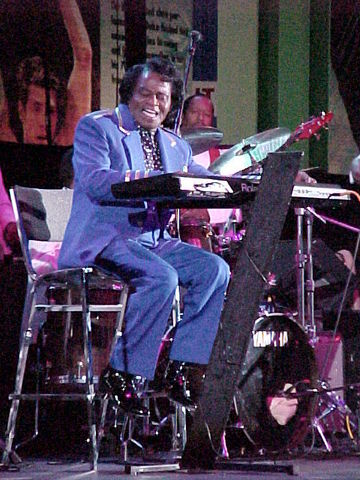
James Brown (* 1933)
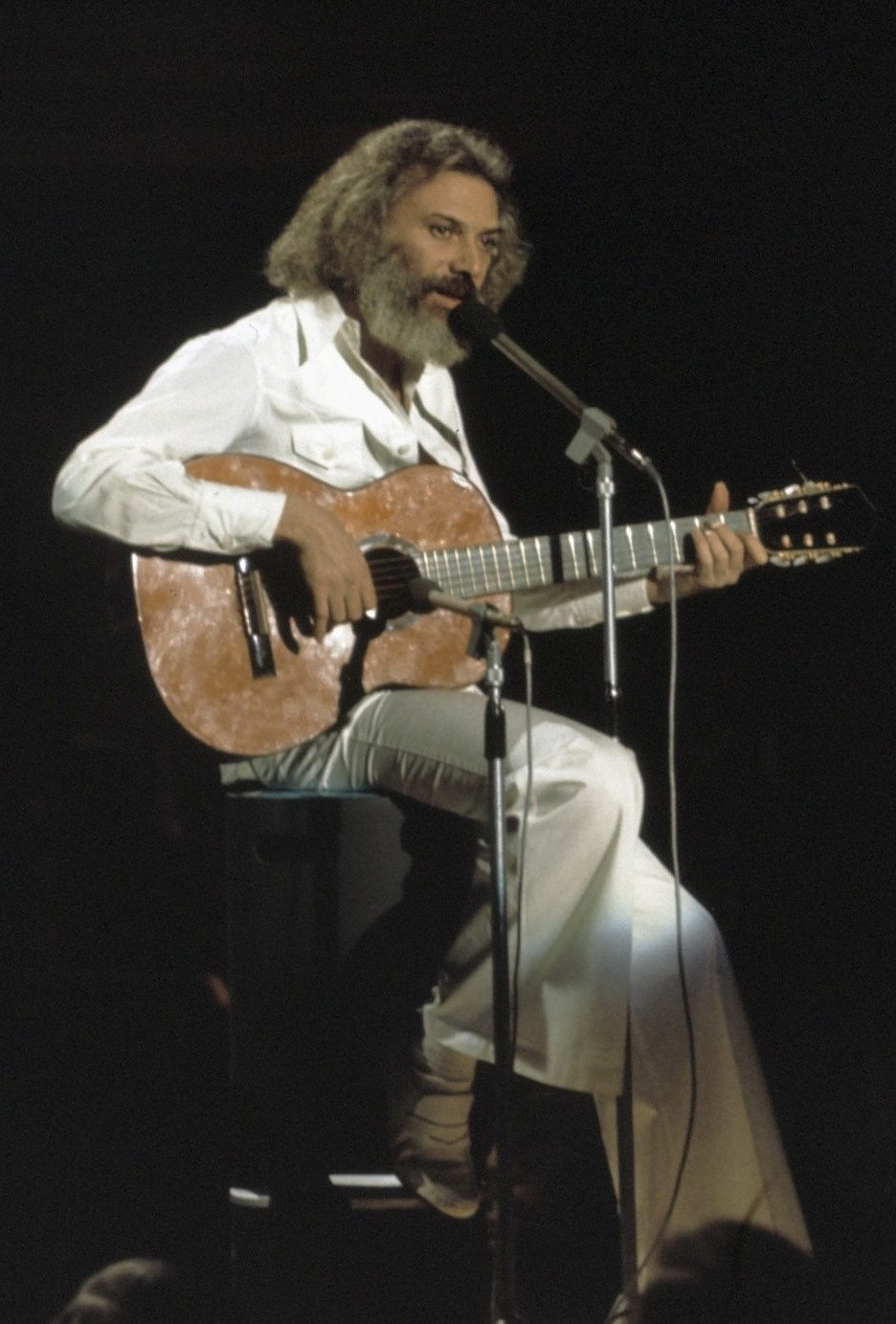
Georges Moustaki (* 1934)

- 1926: Jimmy Cleveland, US-amerikanischer Jazzposaunist
- 1926: Georgi Konstantinowitsch Mossolow, russischer Pilot
- 1927: David Rosenmann-Taub, chilenischer Lyriker und Pianist
- 1927: Günter Schröter, deutscher Fußballspieler
- 1928: Richard Arnowitt, US-amerikanischer Physiker
- 1928: Dave Dudley, US-amerikanischer Country-Sänger
- 1929: Hans Stadlmair, deutscher Dirigent und Komponist
- 1930: Juan Gelman, argentinischer Dichter, Journalist und Übersetzer
- 1930: Luce Irigaray, französische Philosophin und Psychoanalytikerin
- 1930: Horst Völz, deutscher Physiker und Informationswissenschaftler
- 1931: Aldo Rossi, italienischer Architekt
- 1932: Werner Matschke, deutscher Dirigent, Chorleiter
- 1932ː Zdena Strobachová, tschechische Graphikerin, Malerin, Designerin, Glas- und Textilkünstlerin
- 1933: James Brown, afroamerikanischer Musiker
- 1933: Steven Weinberg, US-amerikanischer Physiker
- 1934: Iwan Andonow, bulgarischer Schauspieler, Regisseur und Maler
- 1934: Jahn Otto Johansen, norwegischer Journalist und Schriftsteller
- 1934: Georg Kröll, deutscher Komponist
- 1934: Georges Moustaki, französischer Sänger und Lyriker
- 1934: Frankie Valli, US-amerikanischer Popsänger
- 1935: Christoph Demke, deutscher Theologe und Bischof
- 1936: Jon Idigoras, Gründer der baskischen Separatisten-Partei Herri Batasuna
- 1937: Hans Cieslarczyk, deutscher Fußballspieler

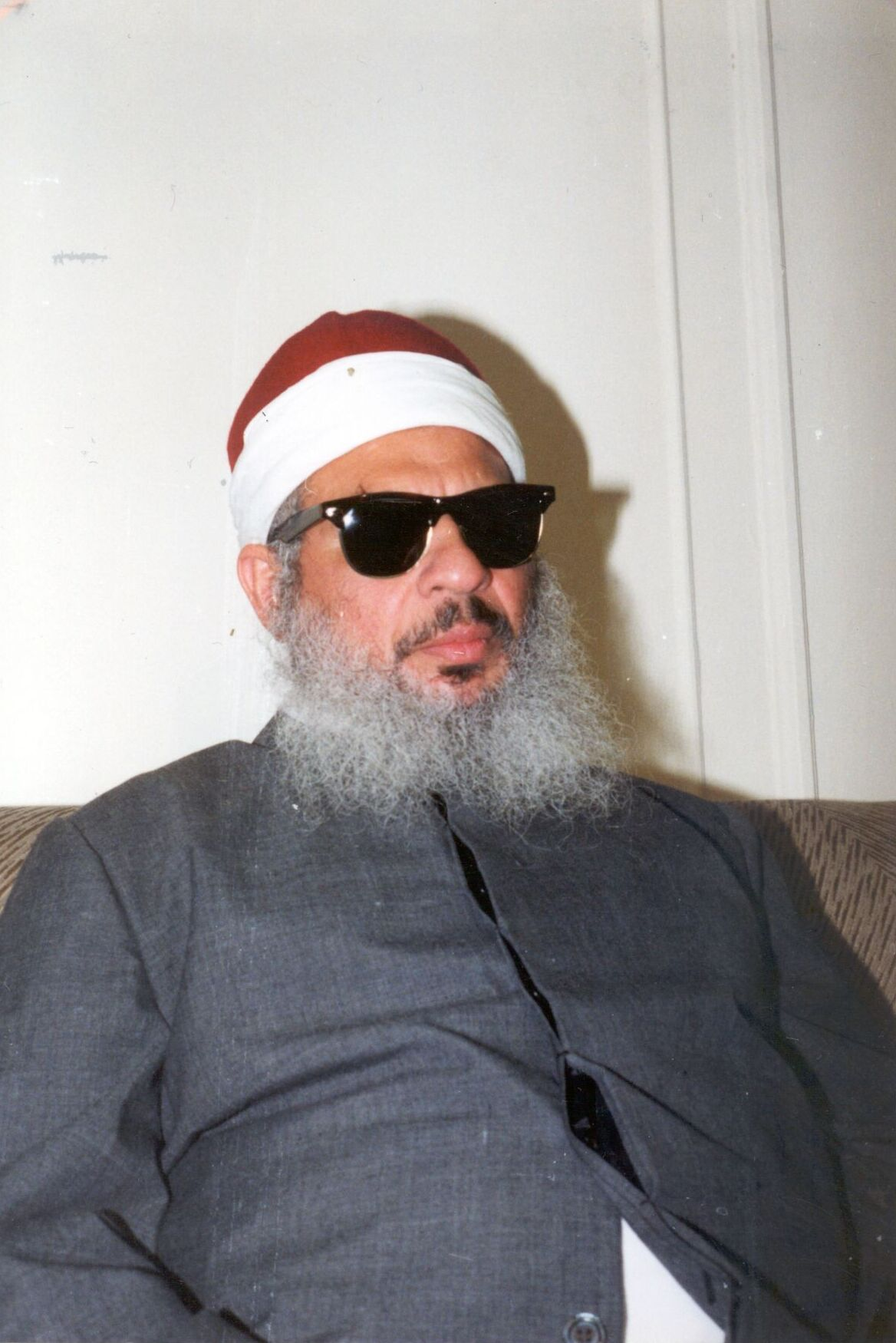
Umar Abd ar-Rahmān (* 1938)
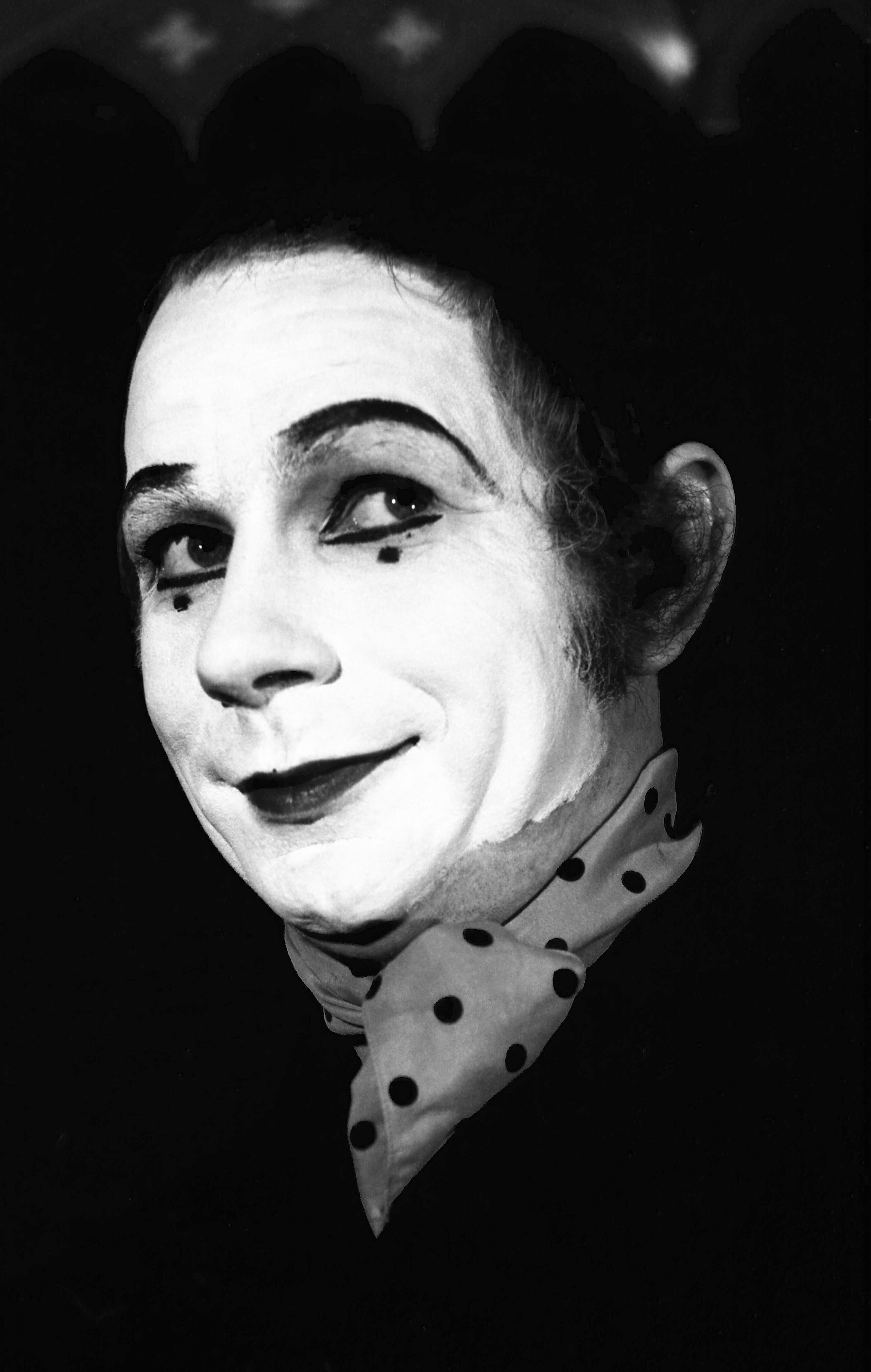
Lindsay Kemp (* 1938)
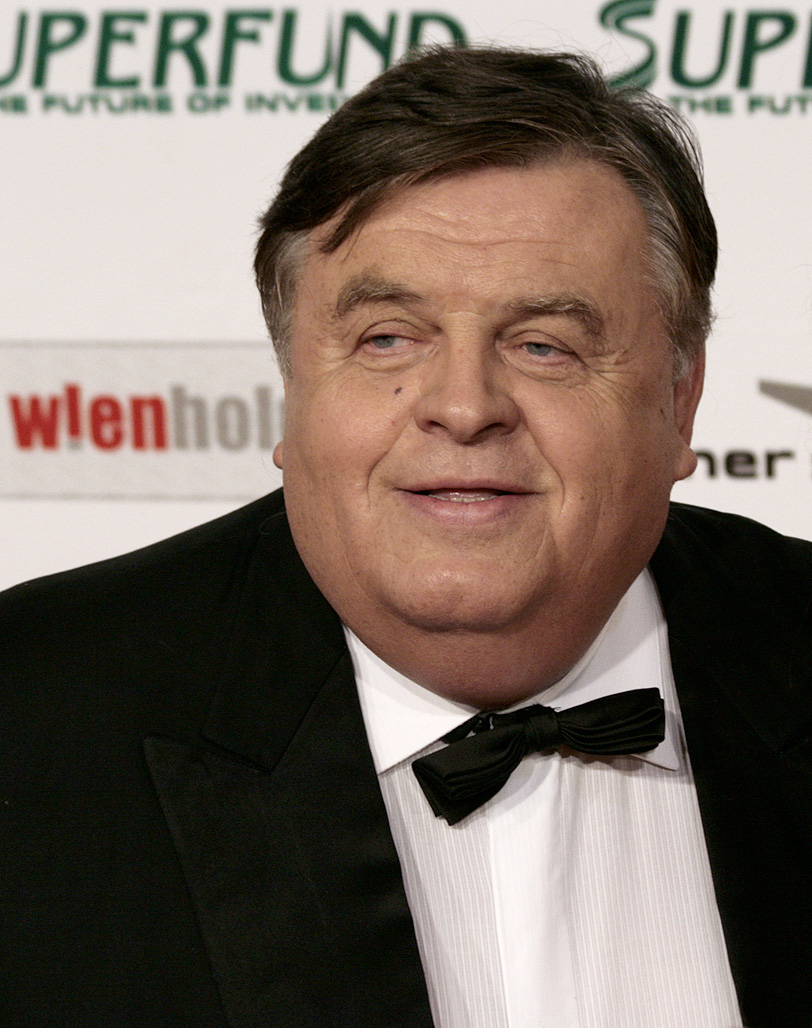
Helmut Thoma (* 1939)
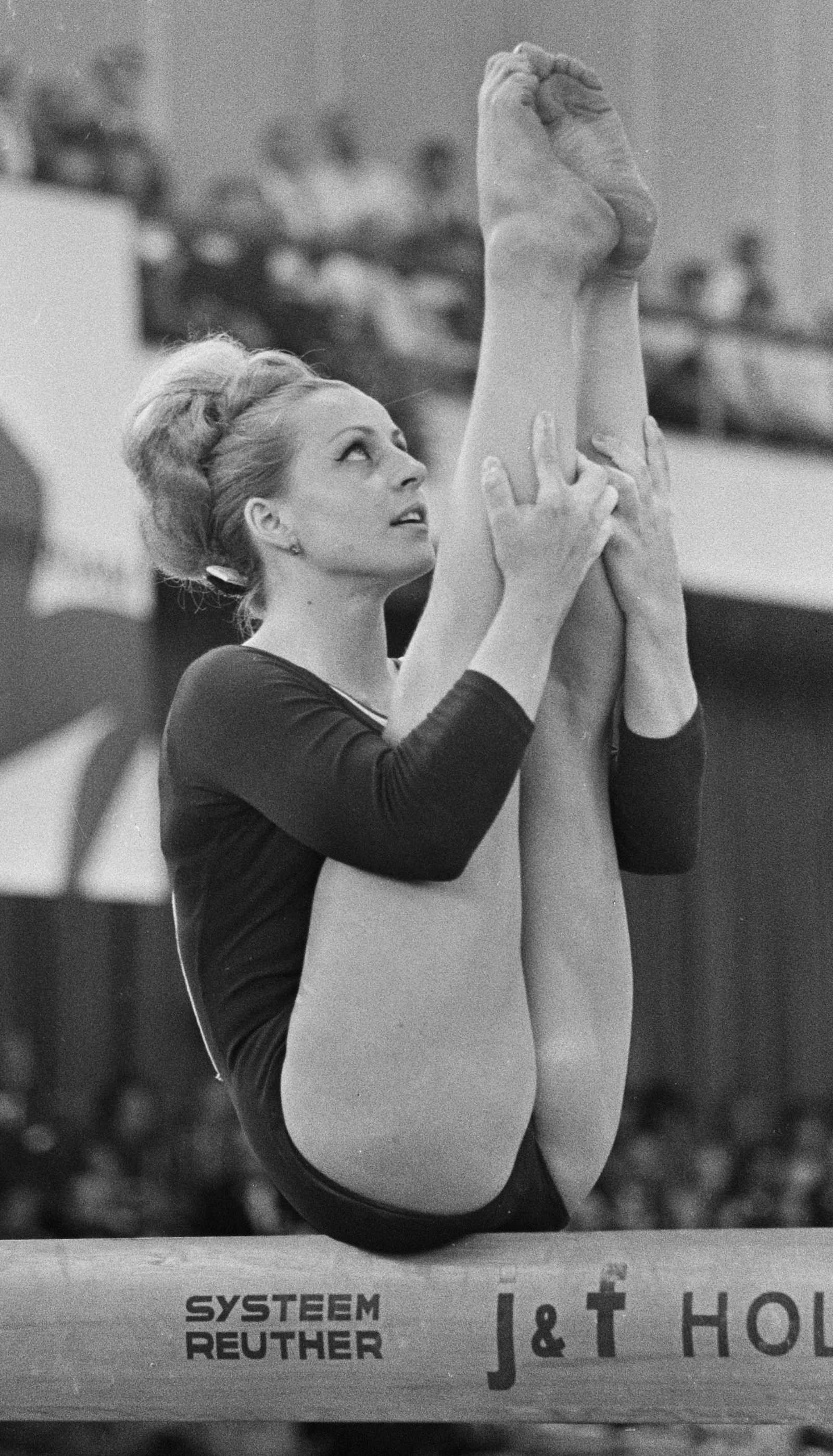
Věra Čáslavská (* 1942)

- 1938: Umar Abd ar-Rahman, ägyptischer Kleriker
- 1938: Fernando Arias-Salgado, spanischer Diplomat
- 1938: Arístides Incháustegui, dominikanischer Sänger
- 1938: Lindsay Kemp, britischer Tänzer, Pantomime und Schauspieler
- 1938: Jerry Samuels, Pseudonym Napoleon XIV, US-amerikanischer Musikproduzent
- 1939: Bernd Leistner, deutscher Literaturwissenschaftler und Schriftsteller
- 1939: Renate Schneider, deutsche Turnerin
- 1939: Helmut Thoma, österreichischer Manager
- 1941: Dieter Borchmeyer, deutscher Literaturwissenschaftler
- 1941: Nona Gaprindaschwili, georgische Schachspielerin
- 1941: Dave Robinson, US-amerikanischer American-Football-Spieler

- 1942: Věra Čáslavská, tschechische Kunstturnerin

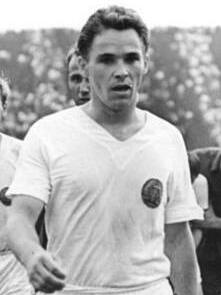
Henning Frenzel (* 1942)
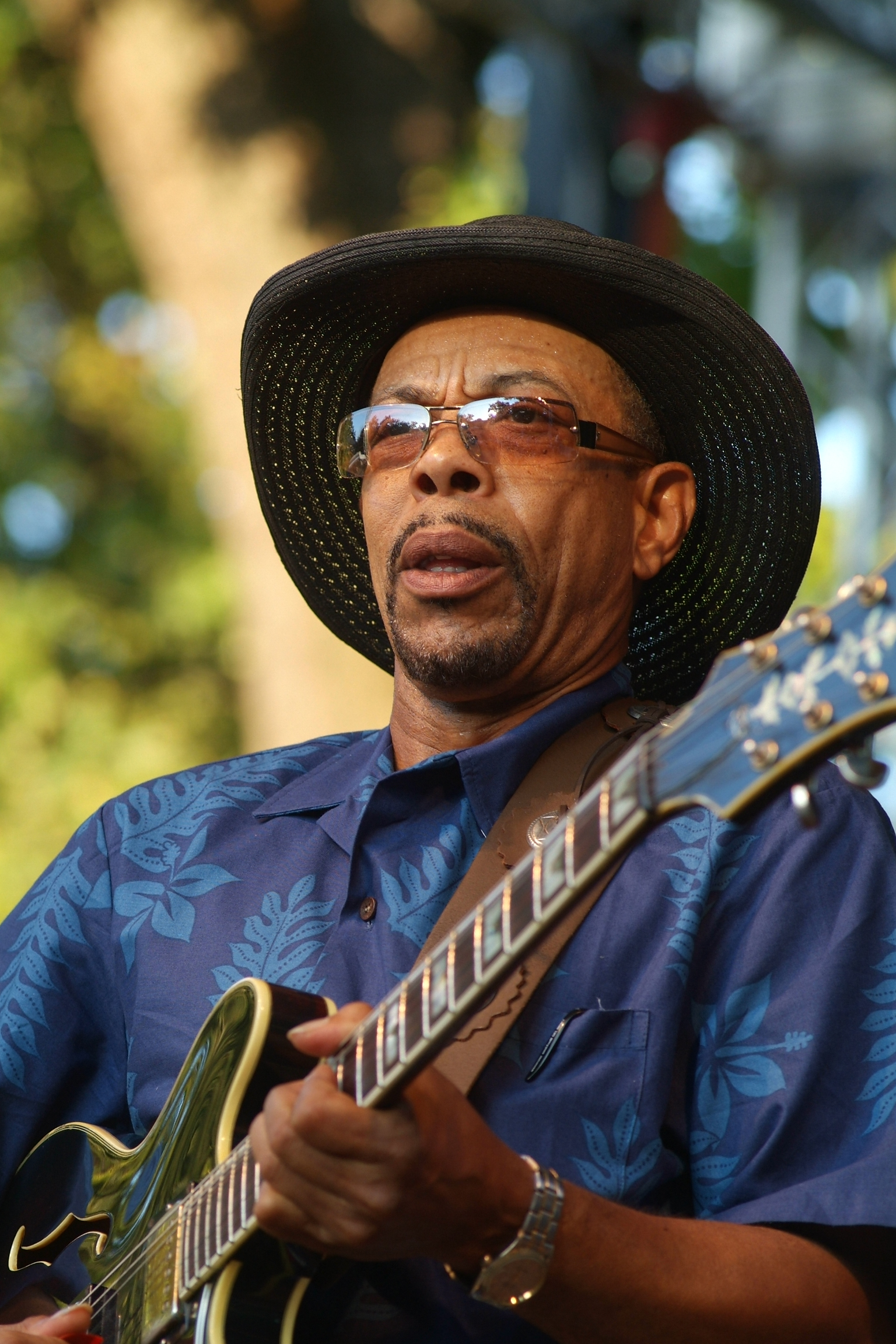
John Primer (* 1946)
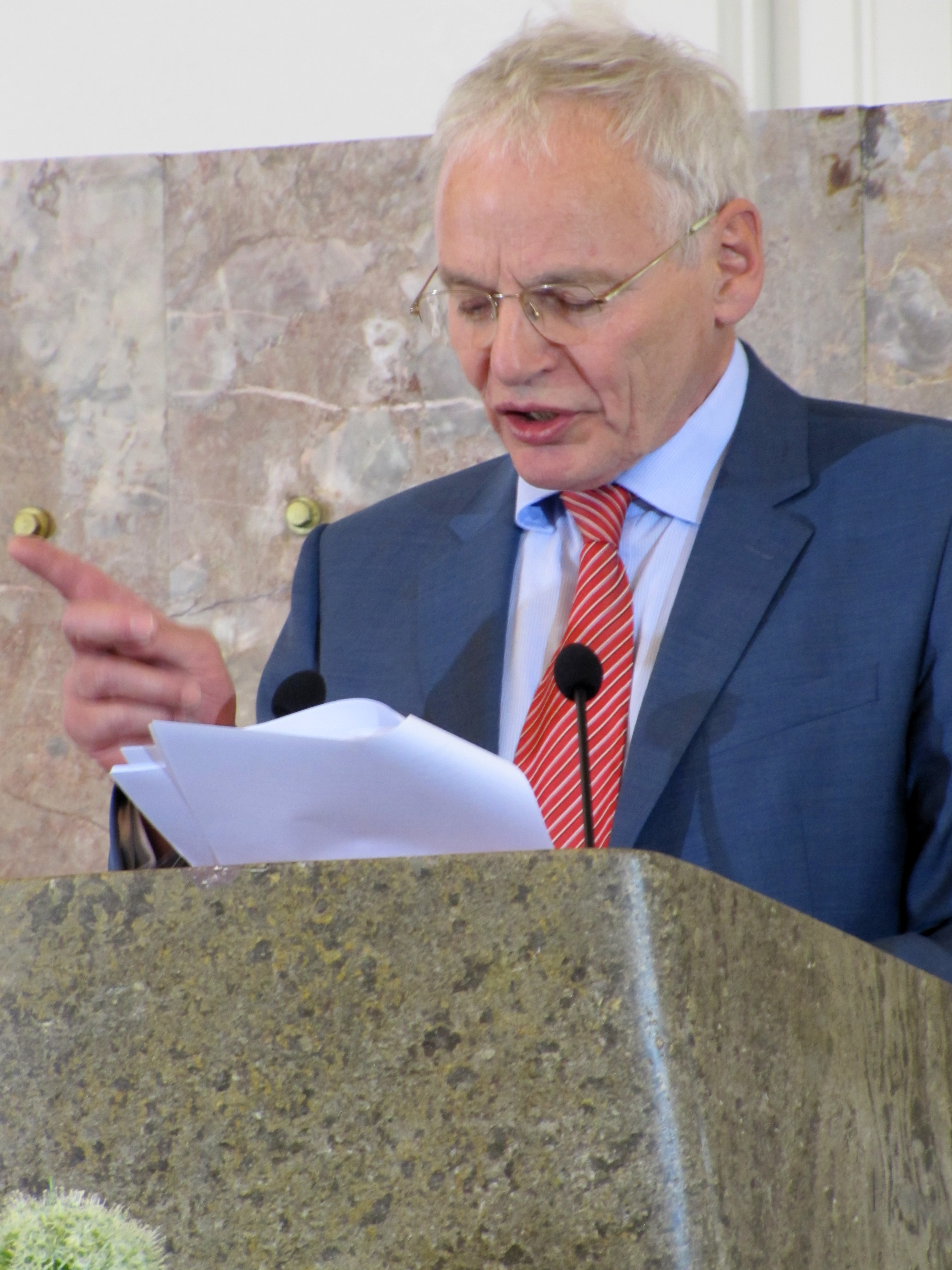
Götz Aly (* 1947)
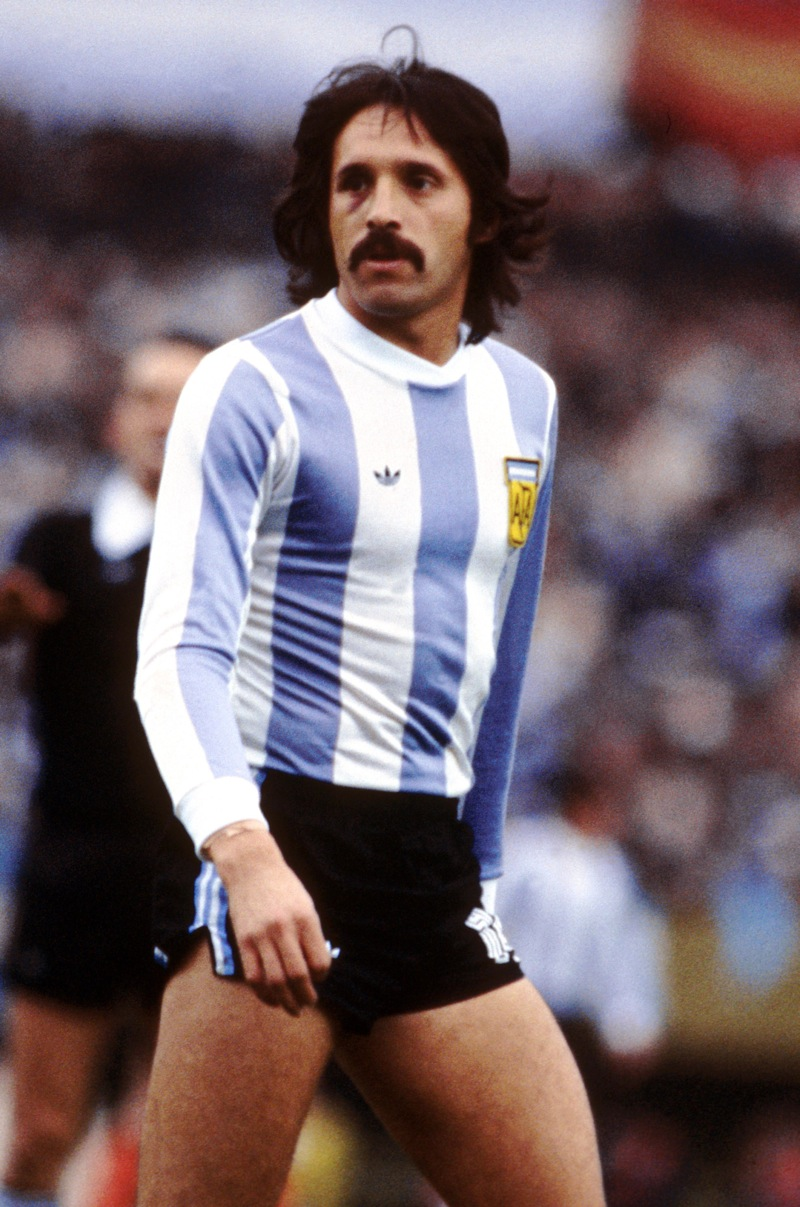
Leopoldo Luque (* 1949)

- 1942: Henning Frenzel, deutscher Fußballspieler
- 1942: Karl-Heinz Garnitz, deutscher Schriftsteller
- 1942: Antoni Piechniczek, polnischer Fußballspieler und -trainer
- 1942: Christiane Ziegler, französische Ägyptologin
- 1943: Louis Frommelt, liechtensteinischer Sportschütze
- 1943: Ron Smith, US-amerikanischer American-Football-Spieler
- 1944: Renate Blume, deutsche Schauspielerin
- 1944: Gernot Erler, deutscher Politiker
- 1945: Jörg Drehmel, deutscher Leichtathlet
- 1945: Tadeusz Rydzyk, polnischer Redemptoristenpater und Medienunternehmer
- 1946: Jean Auclair, französischer Politiker
- 1946: José Genoíno, brasilianischer Politiker
- 1946: Heinrich Müller, Schweizer Journalist und Musiker

- 1946: John Primer, US-amerikanischer Blues-Gitarrist, Sänger und Songschreiber
- 1946: Rabah Saâdane, algerischer Fußballspieler und -trainer
- 1947: Götz Aly, deutscher Journalist und Politologe
- 1947: Manfred Chobot, österreichischer Schriftsteller
- 1948: Hirotaka Akamatsu, japanischer Politiker
- 1948: Pius Fischbach, Schweizer Fußballspieler
- 1949: Kaoru Abe, japanischer Jazz-Pianist, Gitarrist und Saxophonist
- 1949: Gertrúd Ladányi, ungarische Badmintonspielerin

- 1949: Leopoldo Luque, argentinischer Fußballspieler
- 1949: Hans Michelbach, deutscher Politiker
- 1949: Rüdiger Veit, deutscher Politiker
- 1949: Annerösli Zryd, Schweizer Skirennläuferin
- 1950: Dag Arnesen, norwegischer Pianist
- 1950: Mary Hopkin, britische Sängerin
- 1950: Helmuth Pree, österreichischer Kirchenrechtler

#### 1951–1975

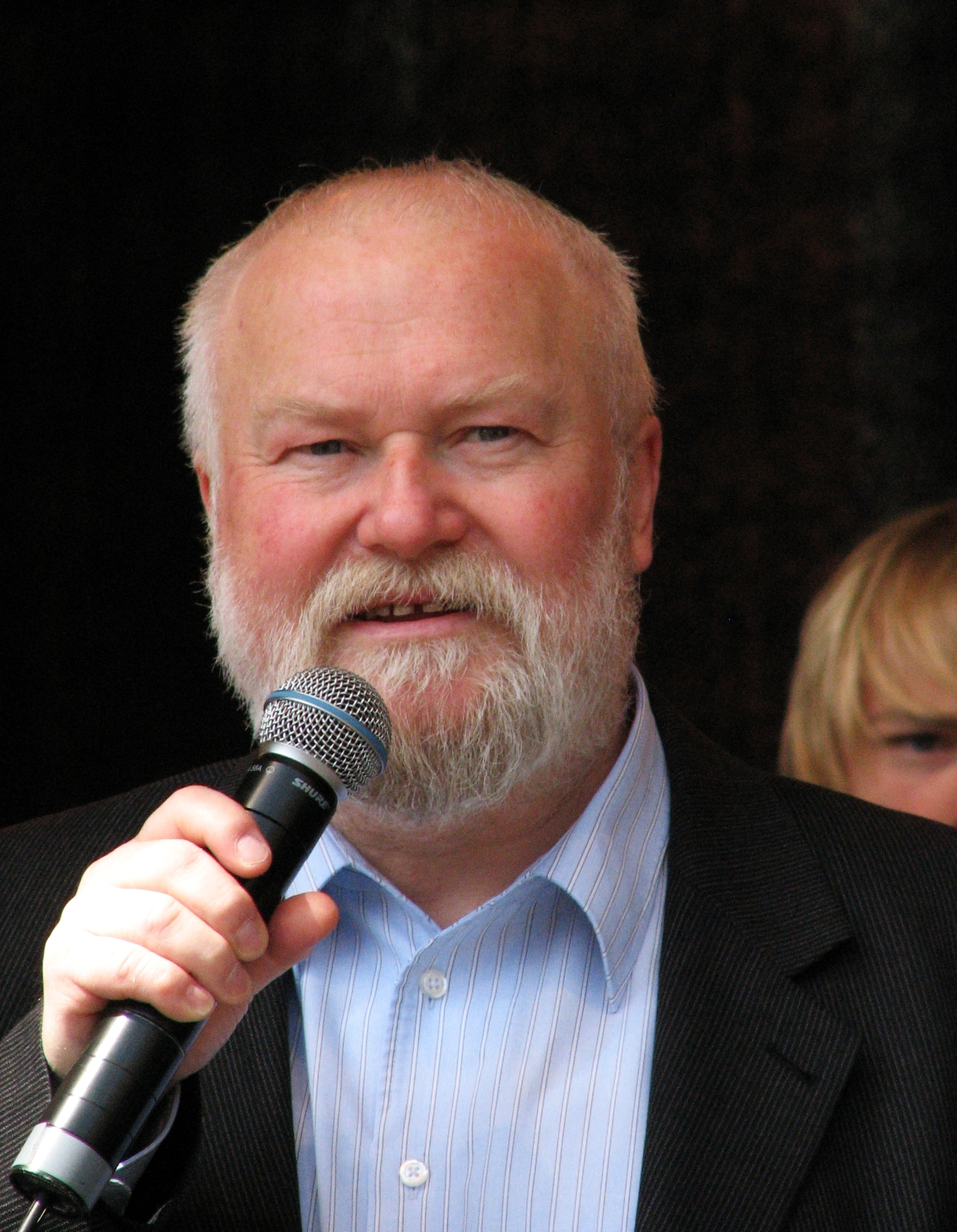
Christian Schramm (* 1952)
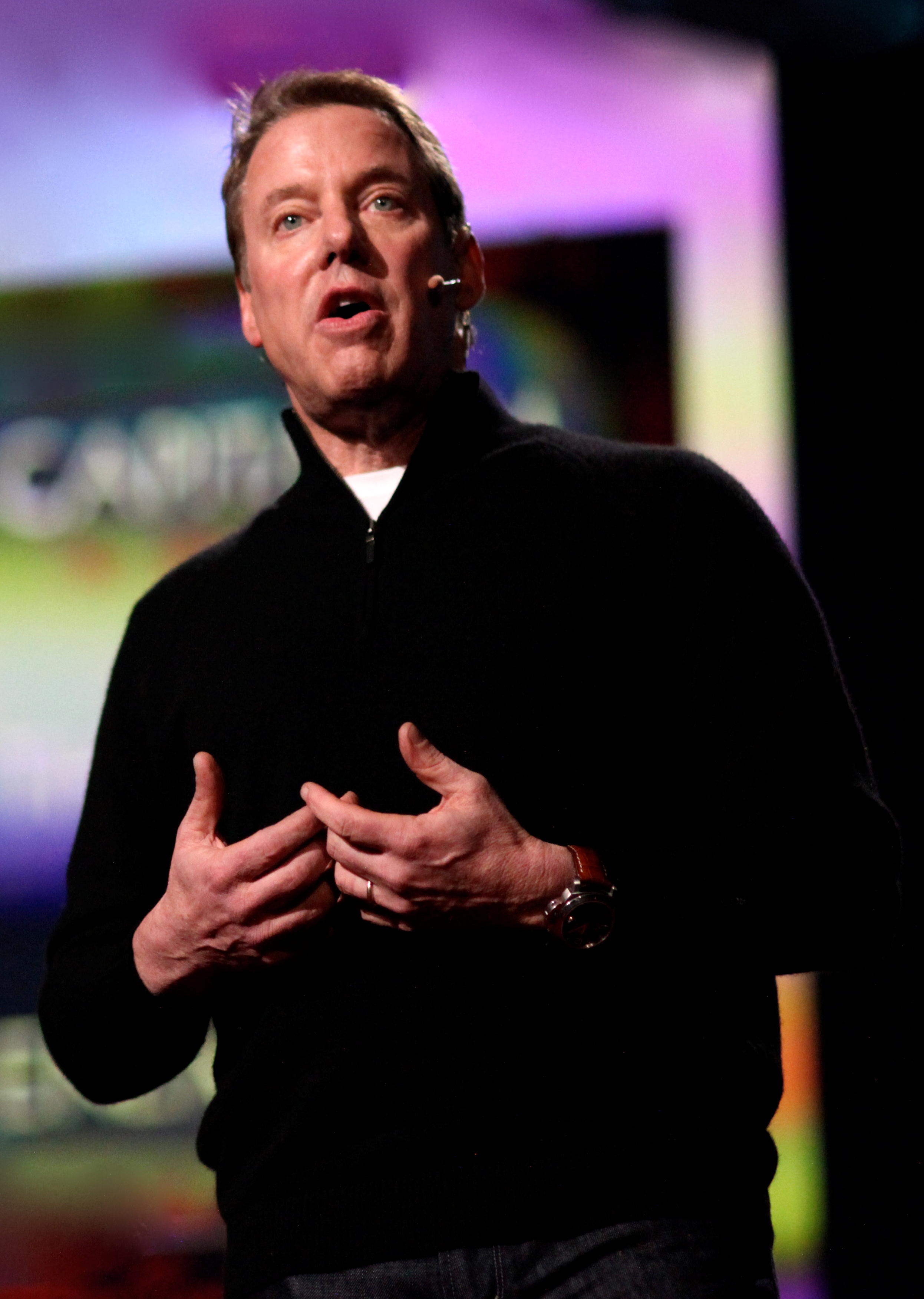
William Clay Ford jr. (* 1957)
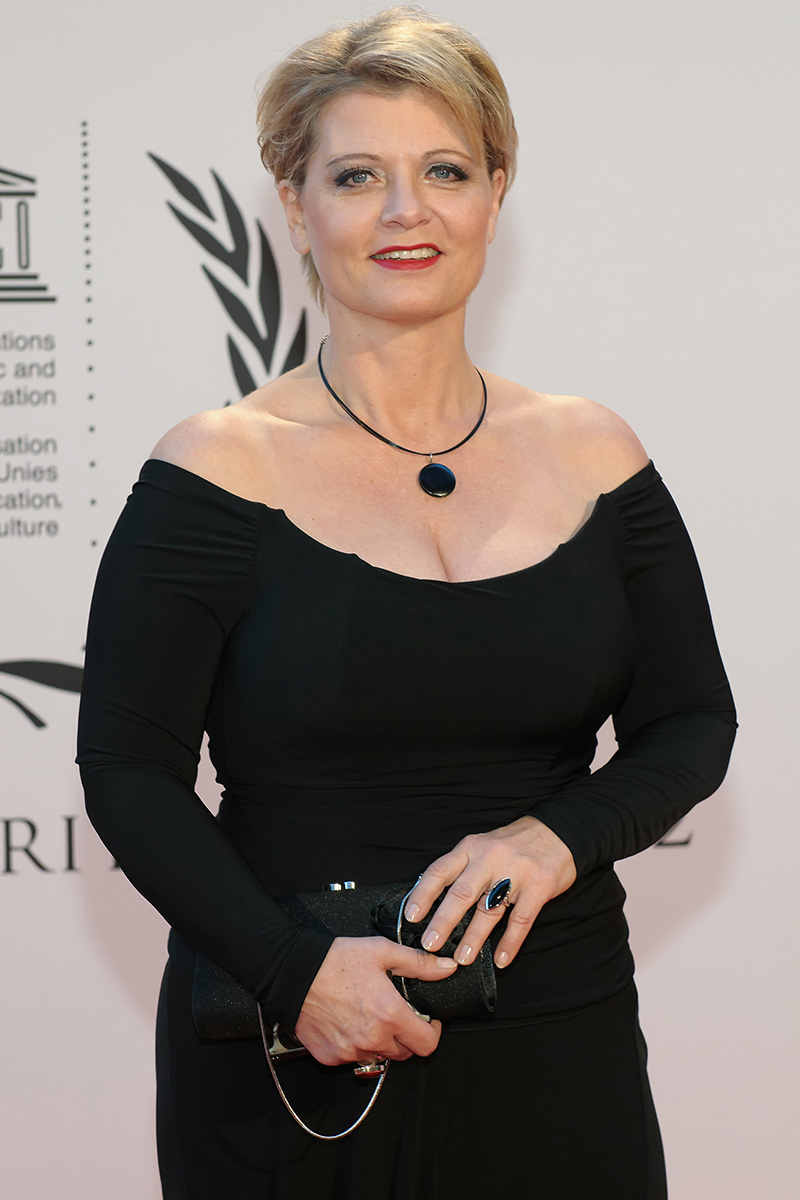
Andrea Spatzek (* 1959)
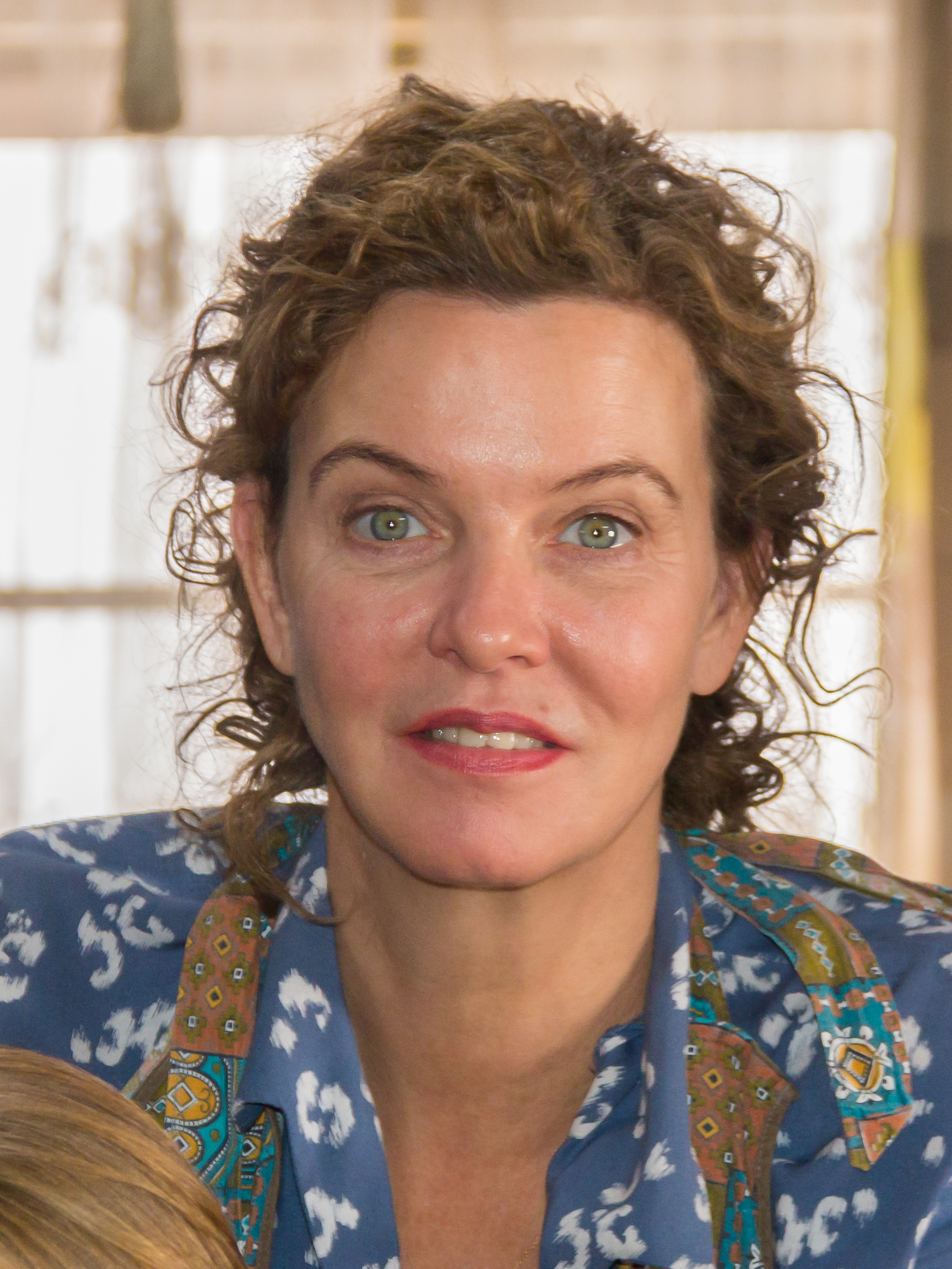
Margarita Broich (* 1960)

- 1951: Jan Krzysztof Bielecki, polnischer Ministerpräsident
- 1951: Christopher Cross, US-amerikanischer Sänger
- 1951: Klaus Modick, deutscher Schriftsteller und literarischer Übersetzer
- 1951: Tatjana Nikititschna Tolstaja, russische Schriftstellerin
- 1952: Leonid Gendrichowitsch Chatschijan, armenisch-US-amerikanischer Mathematiker
- 1952: Friedrich Hahn, österreichischer Schriftsteller
- 1952: Ruth W. Lingenfelser, deutsche Dichterin
- 1952: Christine Prinsloo, simbabwische Hockeyspielerin
- 1952: Christian Schramm, deutscher Kommunalpolitiker und ehemaliger Oberbürgermeister von Bautzen
- 1952: Joseph William Tobin, US-amerikanischer Erzbischof und Kardinal
- 1952: Allan Wells, britischer Leichtathlet
- 1953: Reinhard Karger, deutscher Komponist und Musiker
- 1955: August Auinger, österreichischer Motorradrennfahrer
- 1955: Wong Jing, chinesischer Schauspieler, Regisseur, Filmproduzent und Drehbuchautor
- 1956: Natalja Eduardowna Andreitschenko, russische Schauspielerin
- 1956: Bernd Förster, deutscher Fußballspieler
- 1956: Wolfgang Reinhart, deutscher Politiker
- 1956: Gillian Rolton, australische Pferdezüchterin und Vielseitigkeitsreiterin
- 1957: William Clay Ford jr., US-amerikanischer Unternehmer und Manager
- 1957: Claus Hormel, deutscher Handballspieler
- 1958: Kevin Kilner, US-amerikanischer Schauspieler
- 1959: Ben Elton, britischer Schriftsteller, Bühnenautor und Komiker
- 1959: Shigeru Kanno, japanischer Dirigent und Komponist
- 1959: Andrea Spatzek, österreichische Schauspielerin
- 1960: May Ayim, deutsche Dichterin, Pädagogin und Aktivistin der afrodeutschen Bewegung
- 1960: Pierre-Olivier Beckers-Vieujant, belgischer Geschäftsmann und Sportfunktionär
- 1960: Margarita Broich, deutsche Schauspielerin
- 1960: Kathy Cook, britische Leichtathletin
- 1960: Steffen Schleiermacher, deutscher Komponist, Pianist und Dirigent
- 1960: Alan Thomson, schottischer Bassgitarrist
- 1960: Jens Wonneberger, deutscher Schriftsteller und Redakteur, Journalist und Kritiker
- 1961: Steve McClaren, englischer Fußballspieler und -trainer
- 1961: Leyla Zana, türkische Politikerin und kurdische Menschenrechtsaktivistin
- 1964: Sterling Campbell, US-amerikanischer Schlagzeuger und Songwriter
- 1964: Bogdan Dlugajczyk, deutscher Fußballspieler und -trainer
- 1964: Raoul Heimrich, deutscher Regisseur
- 1964: Ron Hextall, kanadischer Eishockeytorwart und -funktionär
- 1964: Martina Hornstein-Engers, deutsche Juristin und Richterin
- 1964: Peter Schwindt, deutscher Journalist und Schriftsteller
- 1965: Dirk Helmig, deutscher Fußballspieler

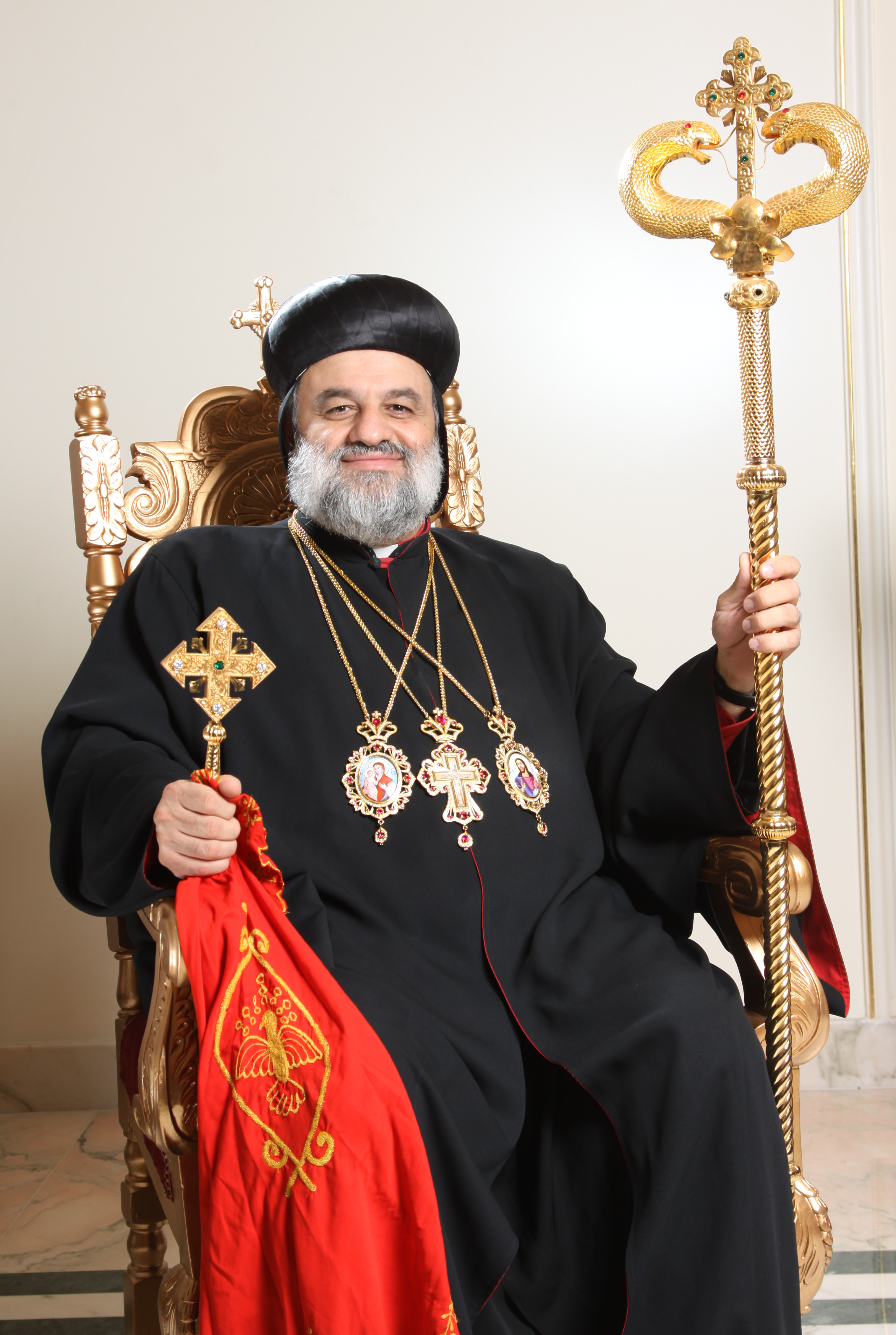
Ignatius Ephräm II. Karim (* 1965)
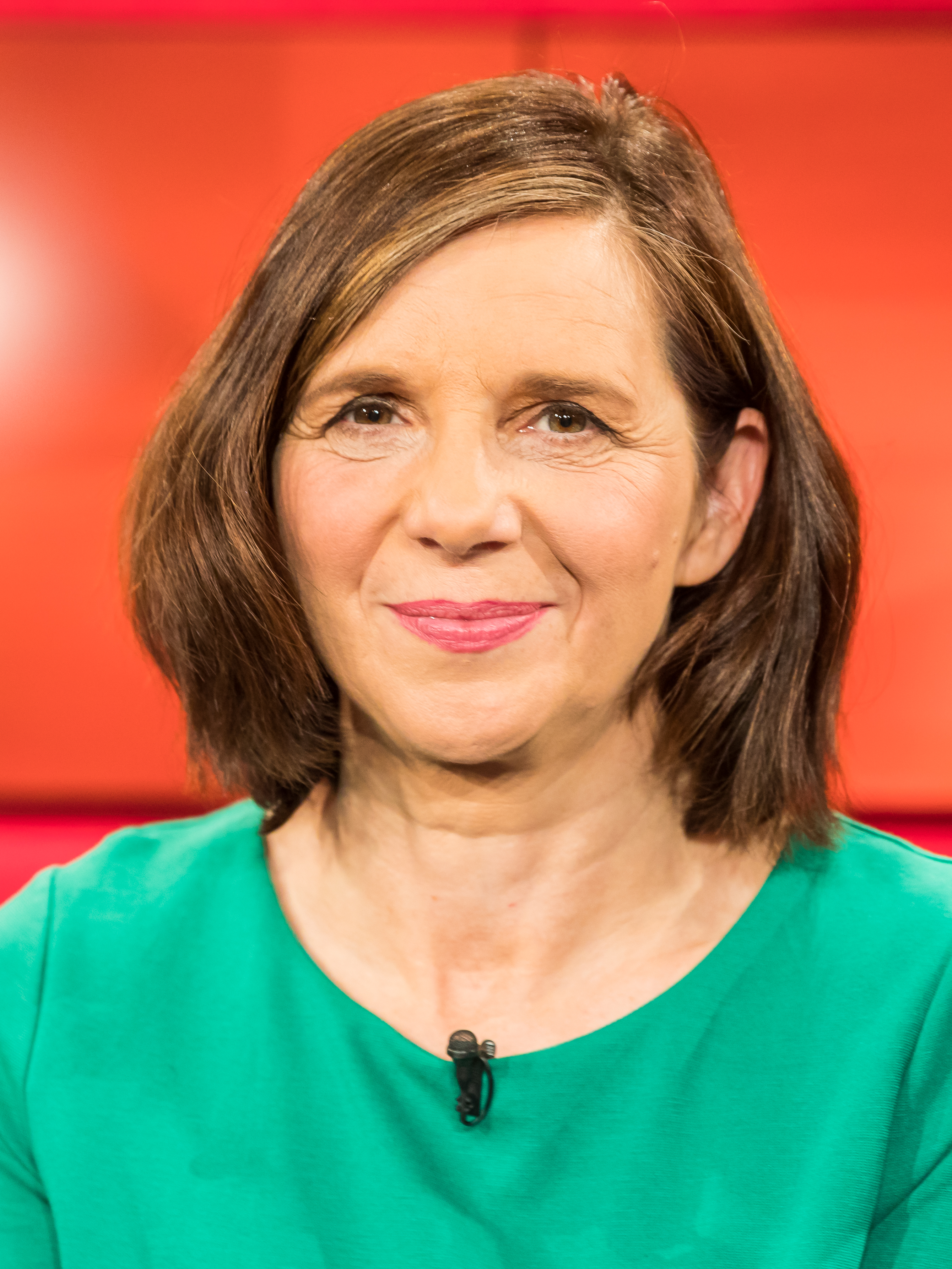
Katrin Göring-Eckardt (* 1966)
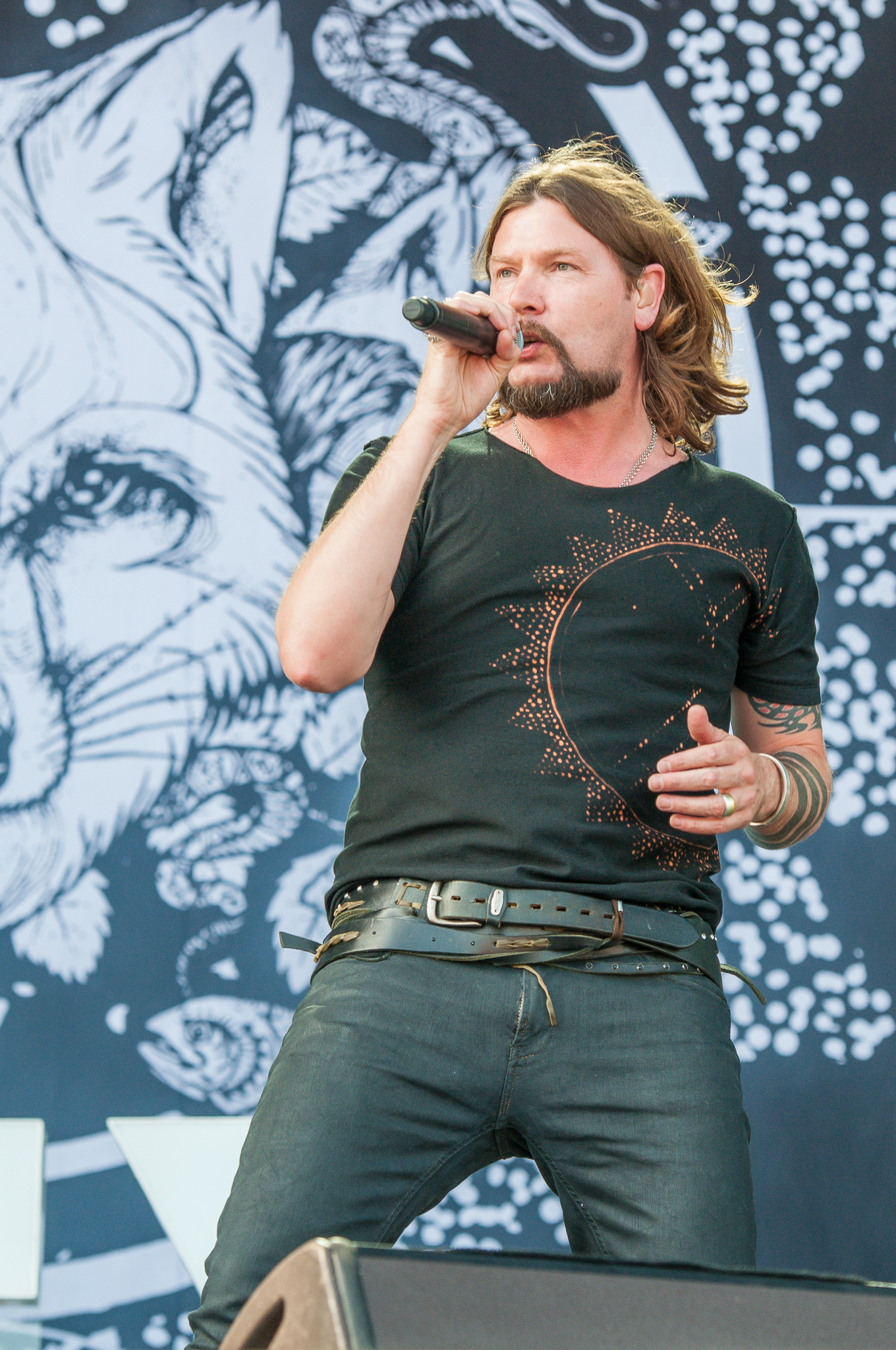
Rea Garvey (* 1973)
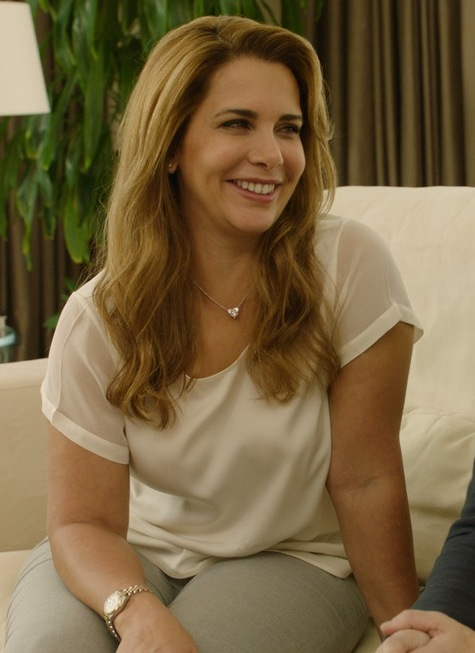
Haya bint al-Hussein (* 1974)

- 1965: Ignatius Ephräm II. Karim, Patriarch der Syrisch-Orthodoxen Kirche
- 1965: John Jensen, dänischer Fußballspieler
- 1965: Gaby Schaunig, österreichische Politikerin
- 1966: Torsten Dechert, deutscher Musiker
- 1966: Agnès Desarthe, französische Schriftstellerin
- 1966: Katrin Göring-Eckardt, deutsche Politikerin
- 1966: Jamiri, deutscher Comic-Zeichner
- 1966: Henriette Kjær, dänische Politikerin
- 1966: Volker Mai, deutscher Leichtathlet
- 1967: Maria Despas, australische Freestyle-Skierin
- 1967: Slavomír Kňazovický, slowakischer Kanute
- 1967: Catherine Marchal, französische Schauspielerin
- 1967: Nicolas Paalzow, deutscher Manager
- 1968: Bärbel Bas, deutsche Politikerin und ehemalige Bundestagspräsidentin
- 1969: Rüdiger Götte, deutscher Autor
- 1970: Bobby Cannavale, US-amerikanischer Schauspieler
- 1970: Stanisław Mucha, polnischer Dokumentarfilmregisseur
- 1971: Damon Dash, US-amerikanischer Unternehmer
- 1972: Reza Aslan, iranisch-US-amerikanischer Religionswissenschaftler
- 1972: Kristin Lehman, kanadische Schauspielerin
- 1972: Mark Morrison, britischer Musiker
- 1972: Josey Scott, US-amerikanischer Schauspieler und Sänger
- 1973: Gharib Amzine, marokkanischer Fußballspieler
- 1973: Rea Garvey, irischer Sänger
- 1973: Michael Reiziger, niederländischer Fußballspieler
- 1973: Jennifer Tung, US-amerikanische Schauspielerin
- 1974: Haya bint al-Hussein, jordanisch-emiratische Adelige und Springreiterin, Präsidentin der Internationalen Reiterlichen Vereinigung
- 1974: Jukka Hentunen, finnischer Eishockeyspieler
- 1974: Joseph Kosinski, US-amerikanischer Regisseur
- 1974: Saúl Morales Corral, spanischer Radrennfahrer
- 1975: Christina Hendricks, US-amerikanische Schauspielerin
- 1975: Maksim Mrvica, kroatischer Pianist

#### 1976–2000
- 1976: Osamah al-Shanqiti, saudi-arabischer Leichtathlet
- 1976: Beto, portugiesischer Fußballspieler

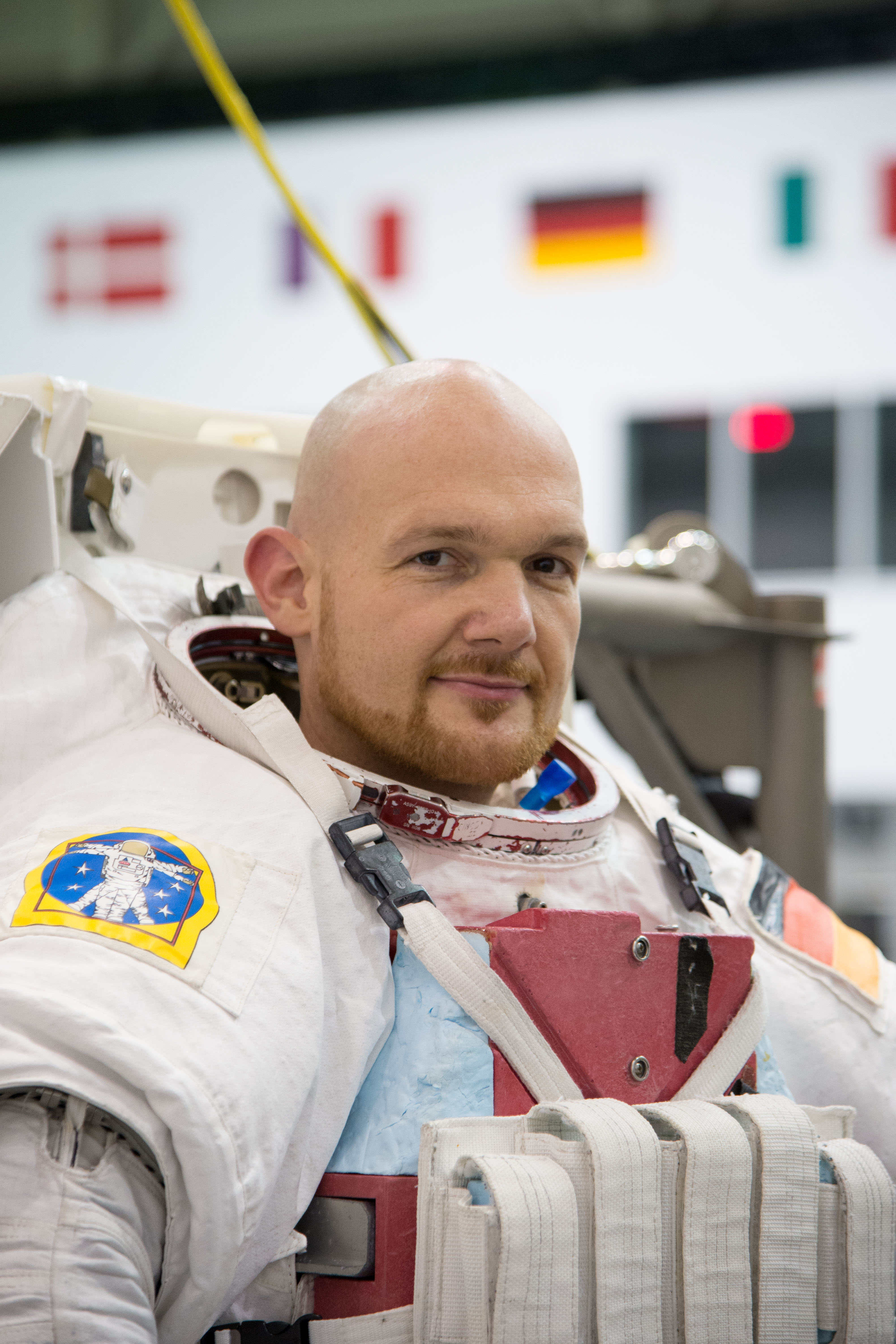
Alexander Gerst (* 1976)

- 1976: Alexander Gerst, deutscher Geophysiker und Astronaut
- 1976: Tanja Kummer, Schweizer Schriftstellerin
- 1977: Tyronn Lue, US-amerikanischer Basketballtrainer
- 1977: Noel Valladares, honduranischer Fußballspieler
- 1978: Sigrun Arenz, deutsche Schriftstellerin
- 1978: Paul Banks, anglo-amerikanischer Musiker
- 1978: Franziska Giffey, deutsche Politikerin
- 1978: Doris Günther, österreichische Snowboarderin
- 1979: Shpejtim Arifi, kosovarischer Fußballspieler

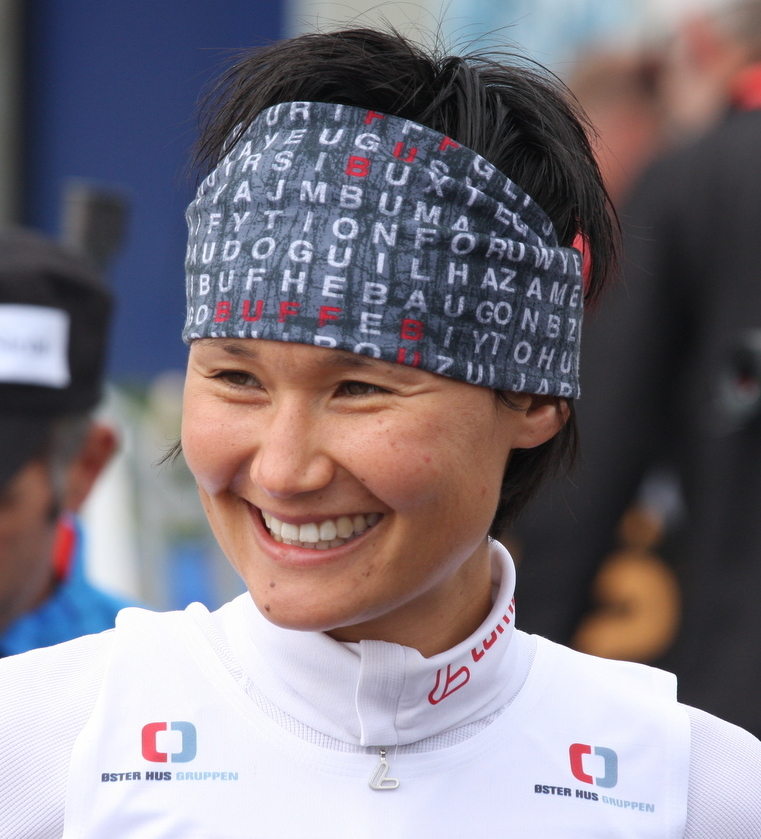
Simone Hauswald (* 1979)

- 1979: Simone Hauswald, deutsche Biathletin
- 1981: Charlie Brooks, britische Schauspielerin
- 1981: Masha Tokareva, deutsch-russische Schauspielerin
- 1982: Andrew Durante, australischer Fußballspieler
- 1982: Sebastian Furchner, deutscher Eishockeyspieler
- 1982: Benjamin Gille, französischer Handballspieler
- 1982: Rebecca Hall, britische Schauspielerin
- 1982: Igor Olshansky, US-amerikanischer American-Football-Spieler
- 1982: Tobias Rathgeb, deutscher Fußballspieler
- 1982: Konstantin Schubert, deutscher Radrennfahrer
- 1983: Joseph Addai, US-amerikanischer American-Football-Spieler
- 1983: Rosinei Adolfo, brasilianischer Fußballspieler

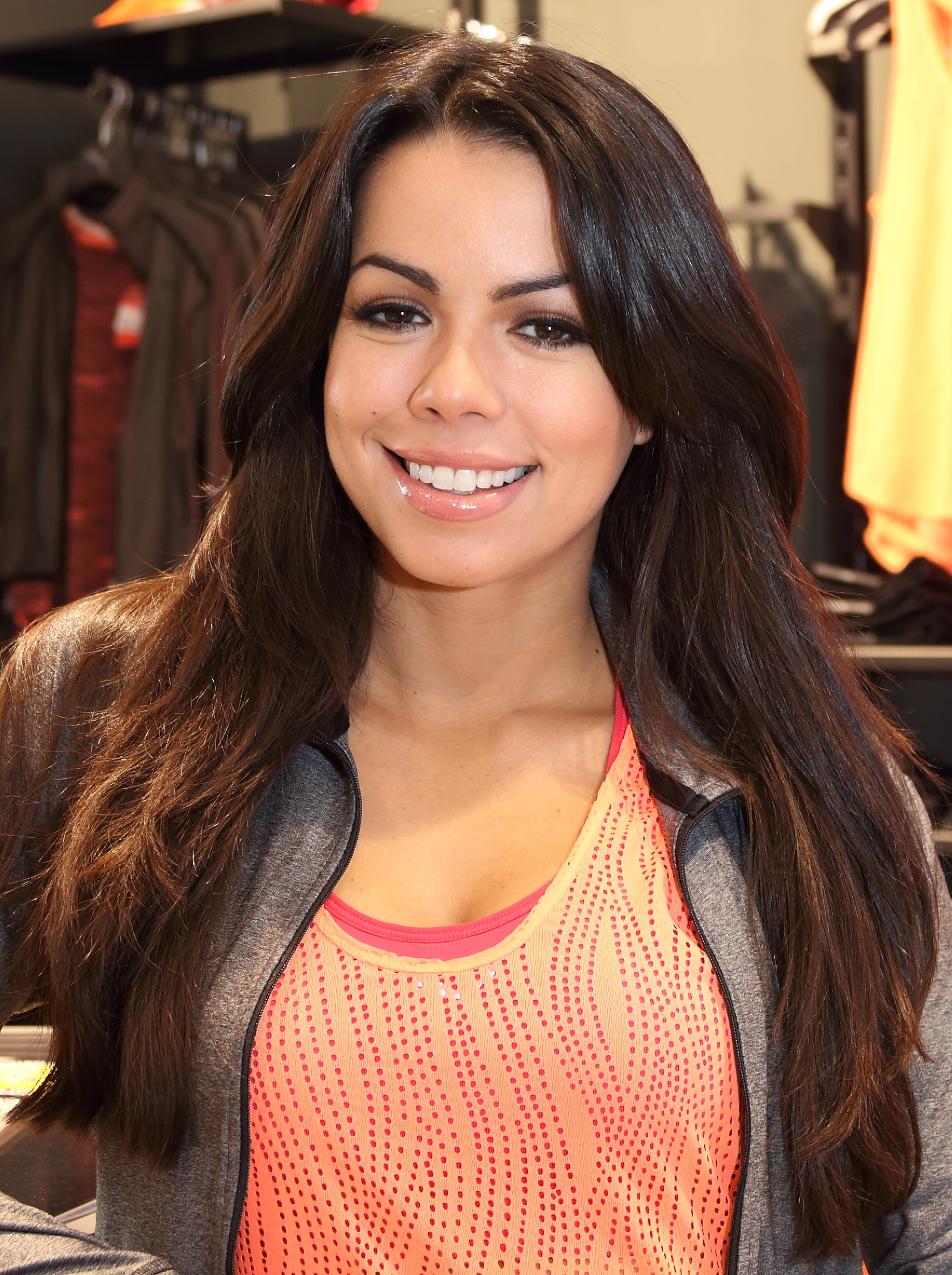
Fernanda Brandão (* 1983)

- 1983: Fernanda Brandão, brasilianische Sängerin
- 1983: Romeo Castelen, niederländischer Fußballspieler
- 1983: Thomas Lobben, norwegischer Skispringer
- 1983: Franco Parisi, australischer Fußballspieler
- 1984: Angel Blue, amerikanische Sopranistin
- 1984: Stefano Gattuso, italienischer Autorennfahrer
- 1984: Rahman Ali Nazari, afghanischer Fußballspieler
- 1985: Ezequiel Lavezzi, argentinischer Fußballspieler
- 1986: Mads Christiansen, dänischer Handballspieler
- 1986: Arnel Tači, bosnisch-herzegowinischer Schauspieler
- 1987: Alexandra Horn, deutsche Schauspielerin
- 1988: Danis Civil, französischer Breaker
- 1988: Michael Hohnstedt, deutscher Fußballspieler
- 1988: Fanuel Kenosi, botswanischer Sprinter
- 1988: Gerald Mair, österreichischer Dirigent
- 1989: Isabelle Abran, kanadische Biathletin
- 1989: Stefan Bellmont, Schweizer Dartspieler
- 1989: Selah Sue, belgische Singer-Songwriterin
- 1990: Jan Antolec, polnischer Skilangläufer
- 1990: Alexandra Cadanțu, rumänische Tennisspielerin
- 1990: Sarah Jones, neuseeländische Fußballschiedsrichterin
- 1990: Jesús Noguera, spanischer Dartspieler

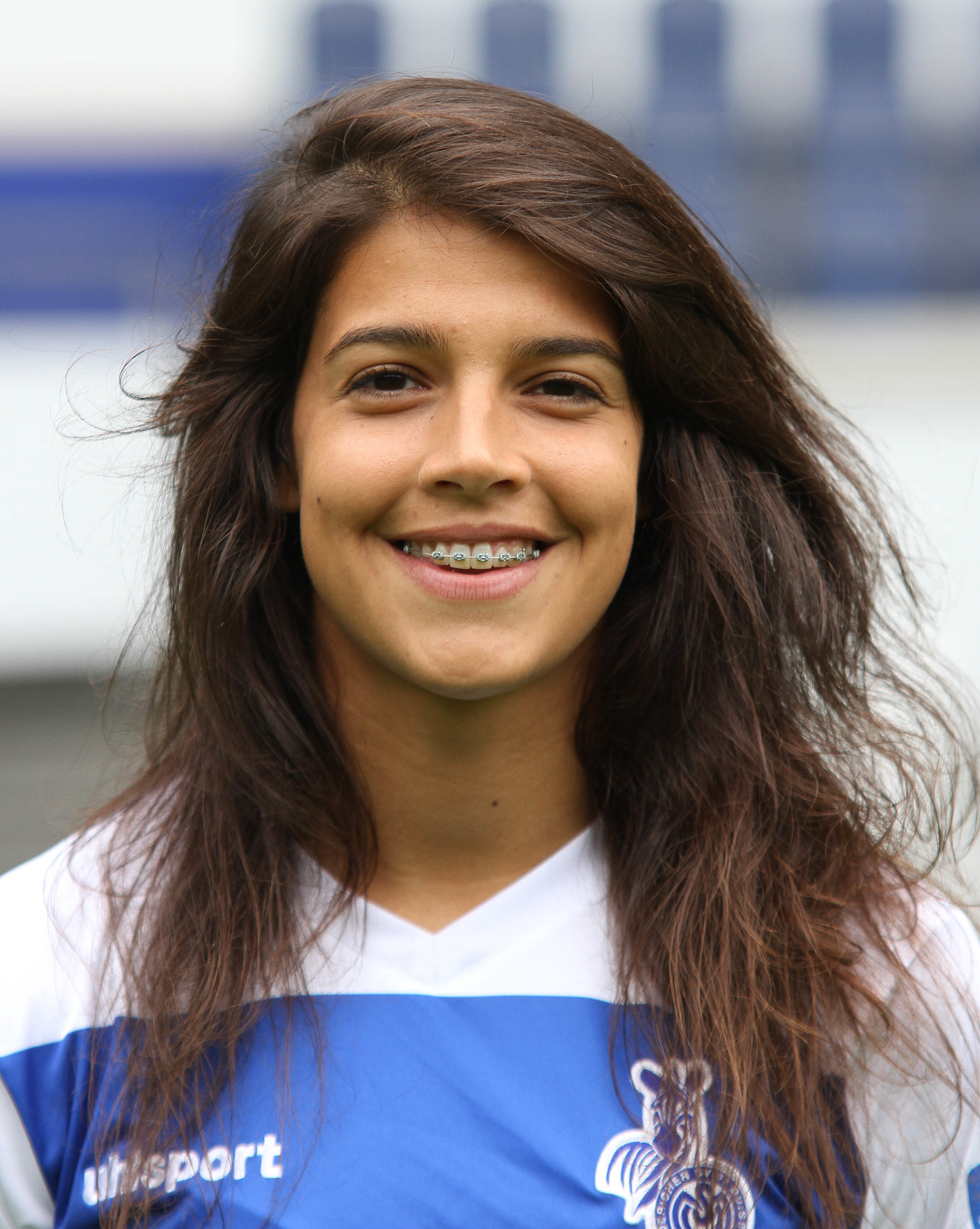
Carole Costa (* 1990)

- 1990: Carole Costa, portugiesische Fußballspielerin
- 1991: Wael Jallouz, tunesischer Handballspieler
- 1991: Richard Magyar, schwedischer Fußballspieler
- 1992: Cyrill Hunziker, Schweizer Freestyle-Skier
- 1992: Hervenogi Unzola, deutscher Fußballspieler
- 1992: Ben Zolinski, deutscher Fußballspieler
- 1993: Aram Arami, deutscher Schauspieler
- 1995: Anwar El Ghazi, niederländischer Fußballspieler
- 1996: Alex Iwobi, nigerianischer Fußballspieler
- 1996: Philipp Öttl, deutscher Motorradrennfahrer
- 1996: Domantas Sabonis, litauischer Basketballspieler
- 1996: Annina Walt, Schweizer Schauspielerin
- 1997: Desiigner, US-amerikanischer Rapper und Songwriter
- 2000: Meira Durand, deutsche Schauspielerin

### 21. Jahrhundert
- 2001: Finn Hummel, deutscher Handballtorwart
- 2002: Charlotte Lorenzen, deutsche Schauspielerin
- 2003: Emil Roback, schwedischer Fußballspieler
- 2003: Florian Wirtz, deutscher Fußballspieler
- 2004: Barry Baltus, belgischer Motorradrennfahrer

## Gestorben

### Vor dem 16. Jahrhundert

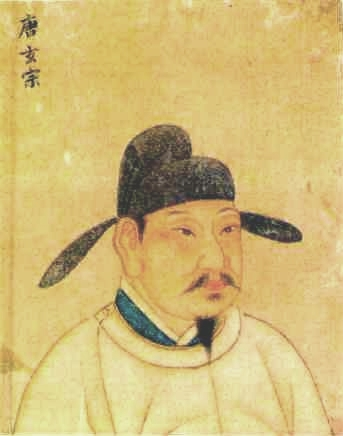
Tang Xuanzong († 762)
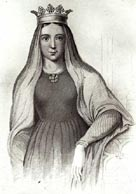
Mathilda von Boulogne († 1152)
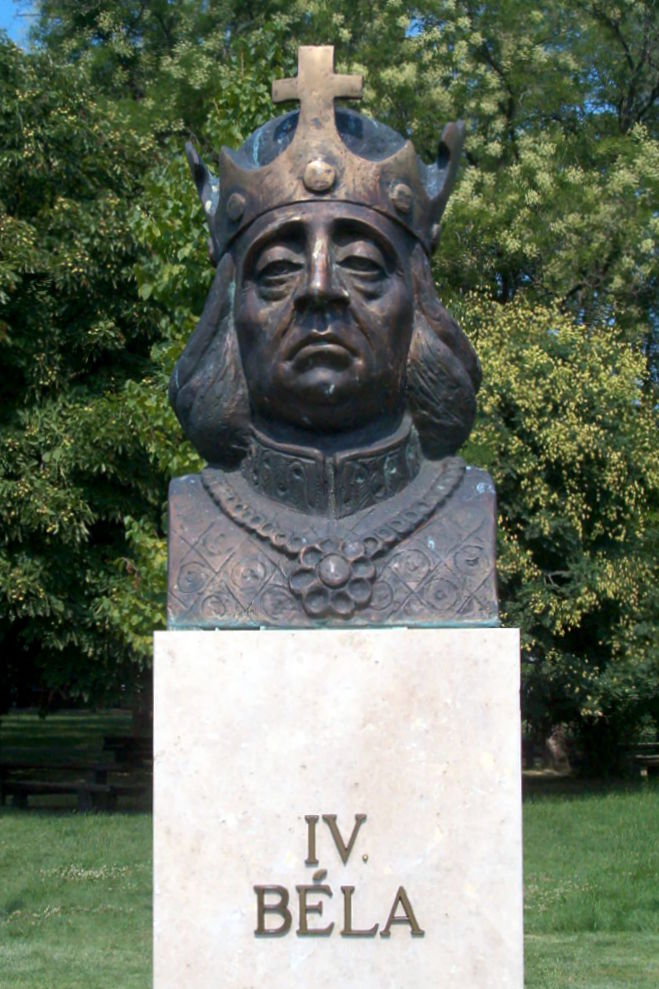
Béla IV. († 1270)
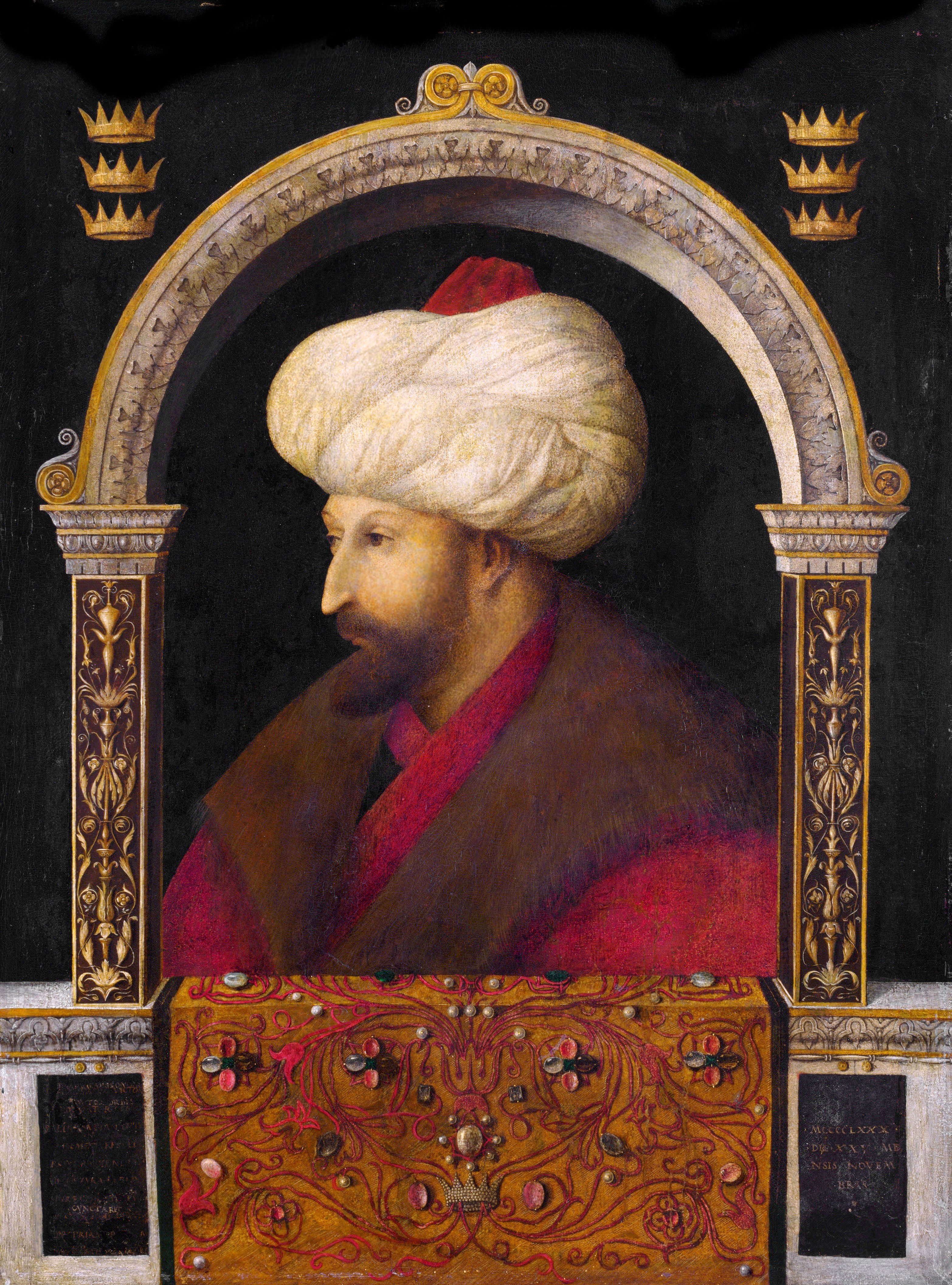
Mehmed II. († 1481)

- 0115: Alexander I., Bischof von Rom

- 0762: Tang Xuanzong, Kaiser von China
- 0886: Vulgrin I., Graf von Angoulême, Agen und Périgord
- 1010: Ansfried, Graf in Löwen und Bischof von Utrecht
- 1122: Berthold III. von Zähringen, Gründer von Freiburg im Breisgau
- 1123: Felicia von Roucy, Königin von Aragón-Navarra

- 1152: Mathilda von Boulogne, Königin von England
- 1190: William of Northolt, englischer Geistlicher
- 1206/1207/1209: Arnold, Graf von Altena
- 1211: Aimery de Montréal, französischer Adliger

- 1270: Béla IV., König von Ungarn und König von Kroatien
- 1282: Hugo Lippi-Ugoccioni (Ricovero), italienischer Heiliger, Ordensgründer
- 1294: Johann I., Herzog von Brabant
- 1311: Siegfried von Feuchtwangen, Hochmeister des deutschen Ordens
- 1314: Emilia Bicchieri, italienische Dominikanerin, Priorin, Selige und Mystikerin
- 1339: Chungsuk Wang, 27. König des koreanischen Goryeo-Reiches
- 1344: Kraft II. von Hohenlohe-Weikersheim, fränkischer Ritter und Edelmann
- 1410: Alexander V., Gegenpapst zu Gregor XII. seit 1409
- 1442: Engelbert I., Graf von Nassau-Dillenburg
- 1453: Edward Stradling, englischer Adliger
- 1474: Alain IV. de Coëtivy, bretonischer Prälat, Bischof von Avignon

- 1481: Mehmed II., Sultan des Osmanischen Reiches, Eroberer von Konstantinopel
- 1489: Stanisław Kazimierczyk, polnischer Ordensgeistlicher, Pfarrer und Prediger

### 16. und 17. Jahrhundert

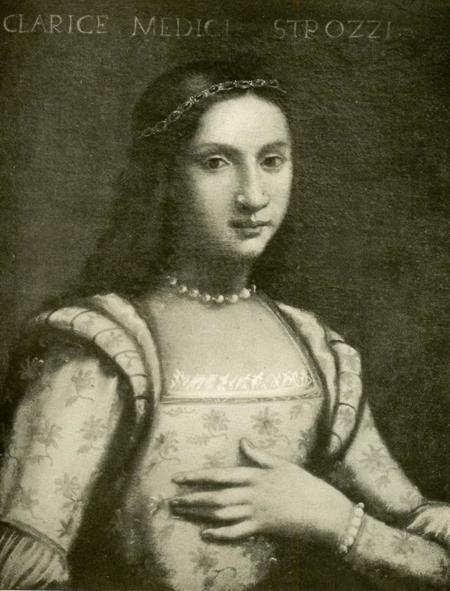
Clarice Strozzi († 1528)
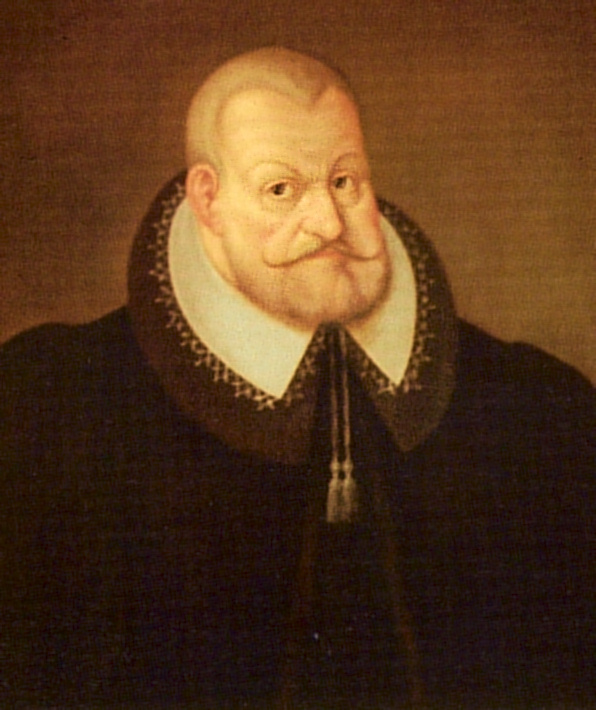
Julius von Braunschweig-Lüneburg († 1589)
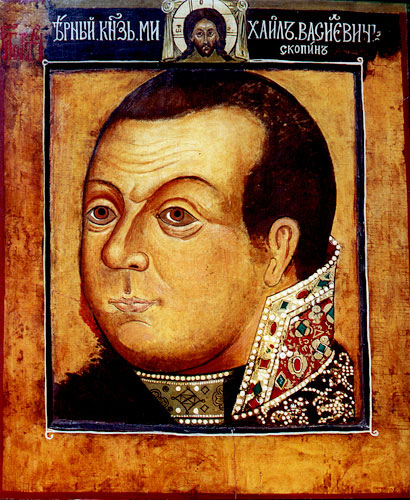
Michail Wassiljewitsch Skopin-Schuiski († 1610)
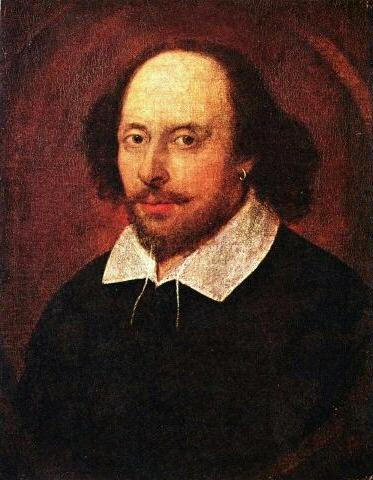
William Shakespeare († 1616)

- 1511: Oswald I., Graf von dem Bergh
- 1514: Anna, Herzogin von Schleswig und Holstein
- 1519: Magnus Hundt, deutscher Philosoph, Arzt, Anatom und Theologe
- 1528: Clarice Strozzi, italienische Adlige
- 1566: Johannes Lening, deutscher evangelischer Theologe und Reformator
- 1567: Leonhard Paminger, österreichischer Komponist
- 1570: Pietro Loredan, 84. Doge von Venedig
- 1578: Martin Eisengrein, römisch-katholischer Priester, Kontroverstheologe und Hochschullehrer
- 1580: Thomas Tusser, englischer Dichter
- 1588: Joachim Mynsinger von Frundeck, Jurist der Humanistenzeit
- 1589: Julius, Herzog zu Braunschweig-Lüneburg, Fürst von Braunschweig-Wolfenbüttel
- 1591: Antonio Abondio, italienischer Medailleur und Wachsbossierer
- 1594: Asche von Holle, deutscher Unternehmer
- 1601: August Friedrich, Markgraf von Brandenburg
- 1606: Henry Garnet, englischer Jesuit
- 1610: Michail Wassiljewitsch Skopin-Schuiski, russischer Heerführer und Staatsmann
- 1616: William Shakespeare, englischer Schriftsteller
- 1617: Aleixo de Menezes, Erzbischof von Goa, Erzbischof von Braga und spanischer Vizekönig von Portugal
- 1653: Adam Kisiel, polnischer Magnat, Woiwode von Kiew
- 1676: Ernst Friedrich Schröter, deutscher Rechtswissenschaftler
- 1678: Bernhard, Herzog von Sachsen-Jena
- 1687: Max Gandolf von Kuenburg, Bischof von Seckau und Erzbischof von Salzburg

### 18. Jahrhundert

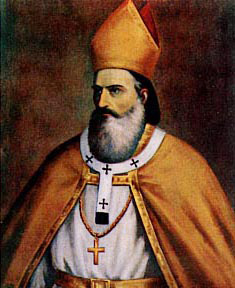
Estephane Boutros El Douaihy († 1704)

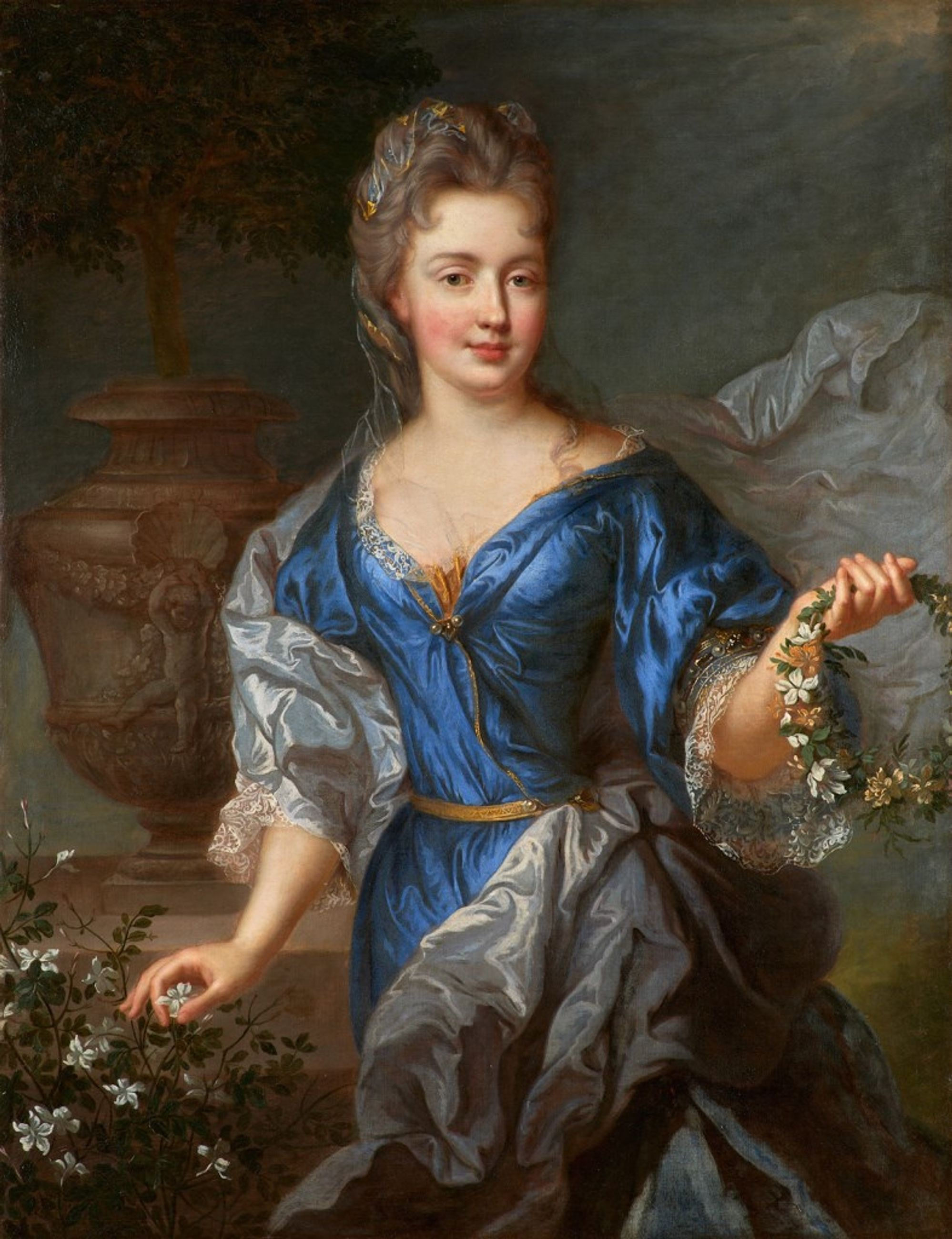
Marie Anne de Bourbon († 1739)

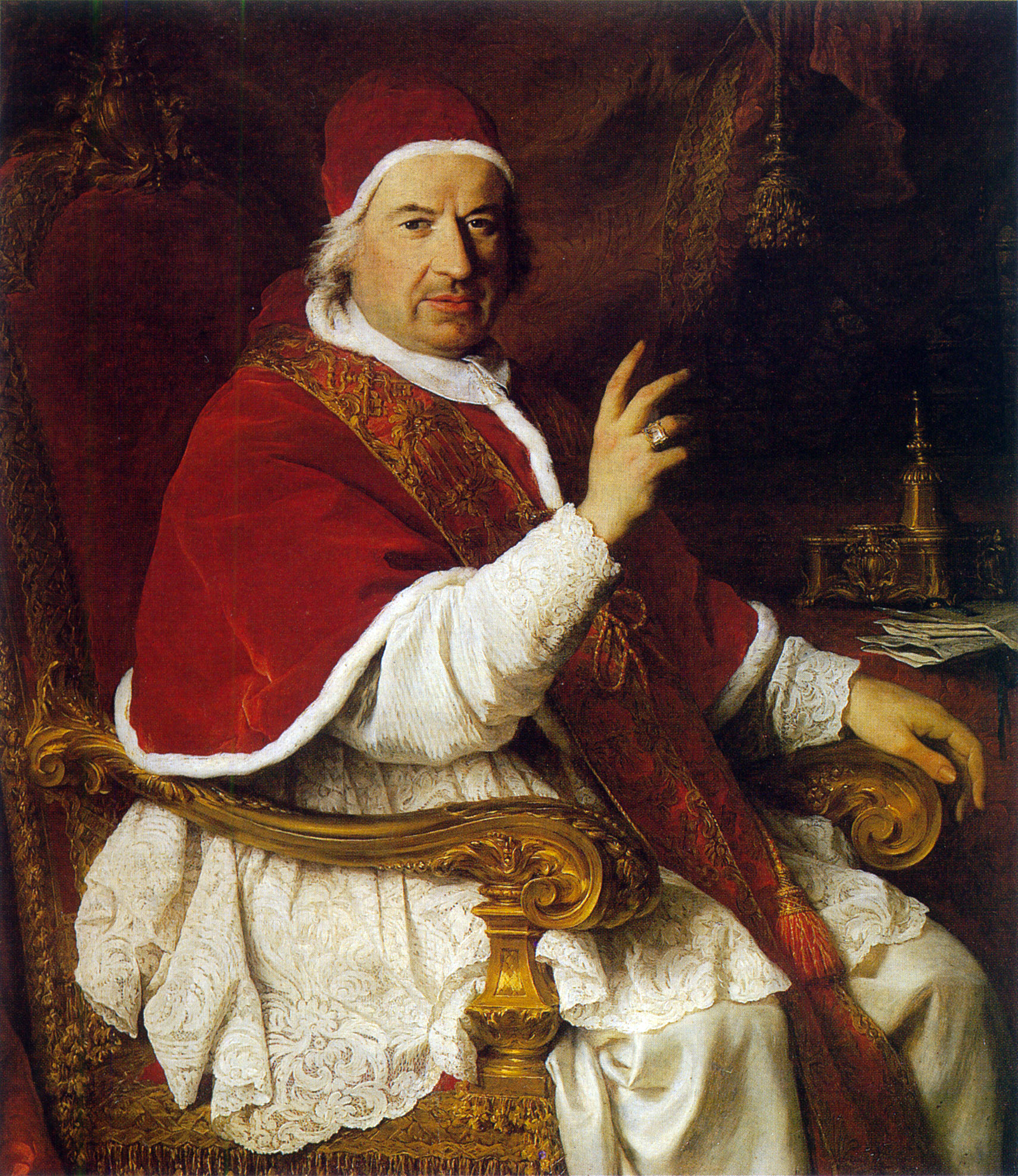
Papst Benedikt XIV. († 1758)

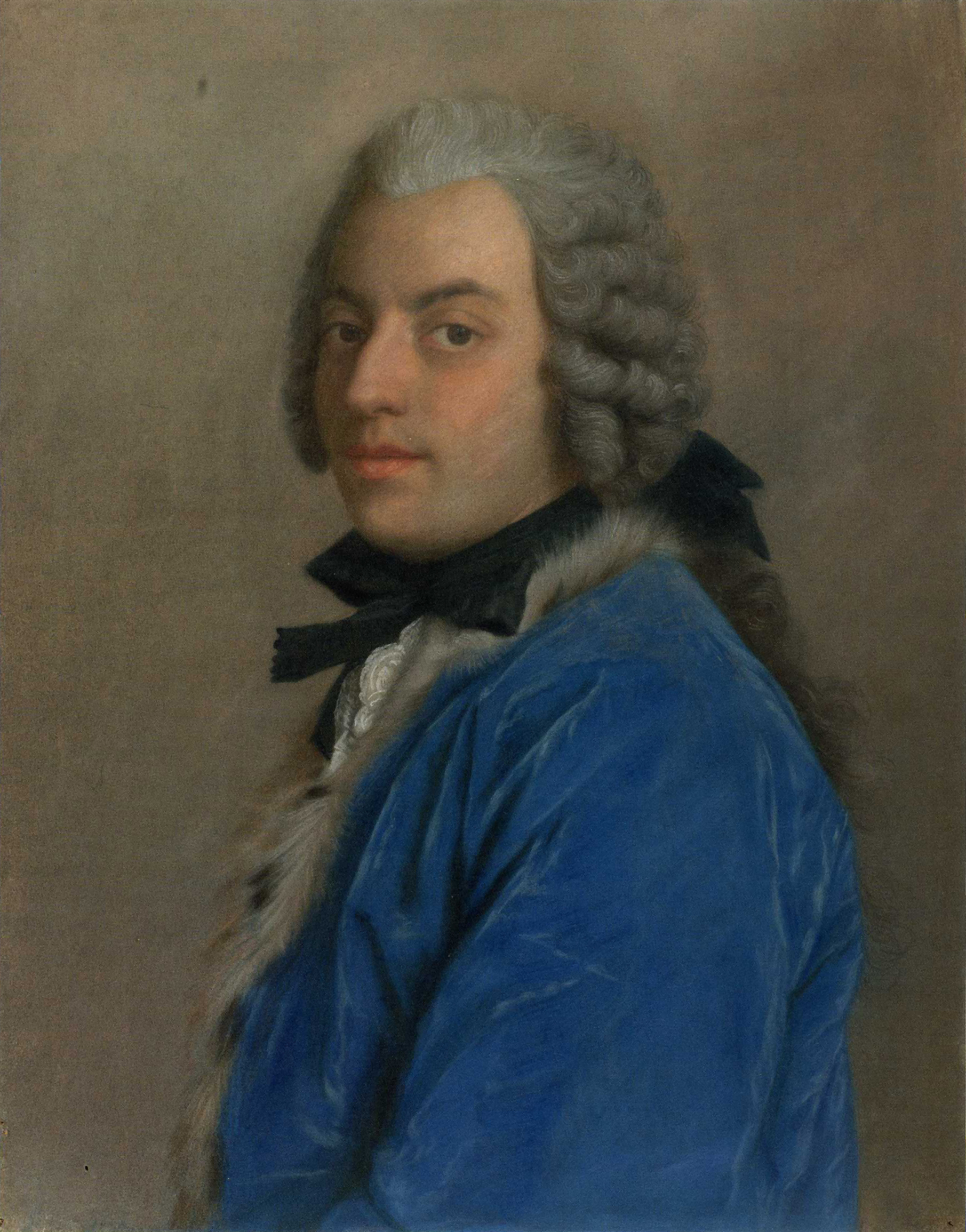
Francesco Algarotti († 1764)

- 1703: Eglon van der Neer, niederländischer Maler
- 1703: Samuel Oppenheimer, Wiener Hoffaktor und Diplomat
- 1703: Balthasar Erdmann von Promnitz, deutscher Gutsbesitzer und Pietist
- 1704: Heinrich Ignaz Franz Biber, böhmischer Geiger und Komponist
- 1704: Estephane Boutros El Douaihy, maronitischer Patriarch
- 1707: Michiel de Swaen, niederländischsprachiger französischer Autor
- 1708: Carlo Antonio Carlone, italienischer Baumeister
- 1718: Zwi Hirsch Aschkenasi, böhmischer Rabbiner und Talmudgelehrter
- 1718: Gottfried Suevus der Jüngere, deutscher Rechtswissenschaftler
- 1719: Pierre Le Gros der Jüngere, französischer Bildhauer in Rom
- 1728: Nikolaus Babel, deutscher Bildhauer
- 1731: Werner von Broich, Schöffe und Bürgermeister der Reichsstadt Aachen
- 1732: Christoph Fürer von Haimendorf, Ratsherr der Reichsstadt Nürnberg und Dichter
- 1734: Melchior Thomas von Wickede, Ratsherr der Hansestadt Lübeck
- 1735: Robert Johnson, britischer Gouverneur der Province of South Carolina
- 1737: Abraham Patras, Generalgouverneur von Niederländisch-Indien
- 1738: Johann Heinrich Burckhard, deutscher Arzt, Botaniker und Numismatiker
- 1739: Marie Anne de Bourbon, uneheliche Tochter Ludwigs XIV., Fürstin von Conti
- 1741: Joseph Munggenast, österreichischer Barockbaumeister
- 1743: Johann Anderson, deutscher Rechtsgelehrter, Politiker, Natur- und Sprachforscher
- 1744: Sophie Eleonore, Prinzessin von Schleswig-Holstein-Sonderburg-Beck
- 1752: Samuel Ogle, britischer Kolonialgouverneur von Maryland
- 1754: Joachim Daniel Jauch, deutscher Ingenieuroffizier und Architekt
- 1758: Prospero Lorenzo Lambertini, unter dem Namen Benedikt XIV. Papst
- 1759: Christian Gottlieb Kluge der Ältere, deutscher evangelischer Theologe
- 1763: George Psalmanazar, französischer Hochstapler
- 1764: Francesco Algarotti, italienischer Schriftsteller, Kunstkritiker und Kunsthändler
- 1766: Johann Friedrich Schaevius, Jurist und Ratsherr der Hansestadt Lübeck
- 1772: Cathérine Vicat, Schweizer Naturforscherin und Imkerin
- 1773: Ernst Thom, deutscher Literaturwissenschaftler, Rhetoriker, Ethnologe und Ökonom
- 1774: Heinrich August de la Motte Fouqué, preußischer General
- 1774: Johann Nikolaus Tischer, deutscher Organist und Komponist
- 1786: Ernst August Schulze, deutscher reformierter Theologe
- 1789: John Norton, britischer Seemann auf der Bounty (* 1753)
- 1790: Johann Jakob Hemmer, Meteorologe, Physiker und Sprachforscher
- 1791: Christian Gottlob Richter, deutscher Jurist, Hochschullehrer und Philologe

### 19. Jahrhundert
- 1805: Heinrich Zimmermann, deutscher Reisender und Reiseschriftsteller
- 1816: James McHenry, US-amerikanischer Politiker

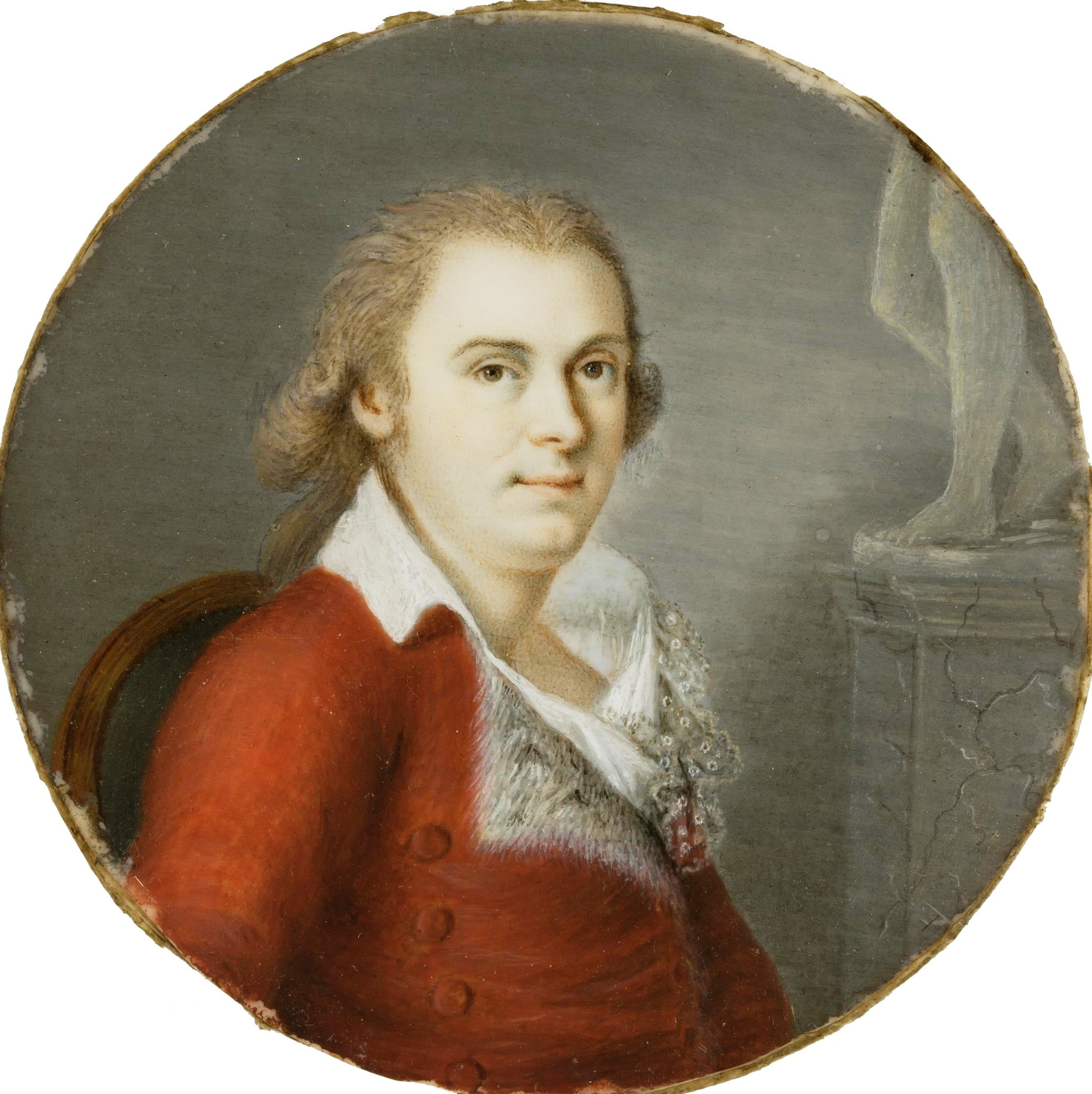
Mariano de Urquijo y Muga († 1817)
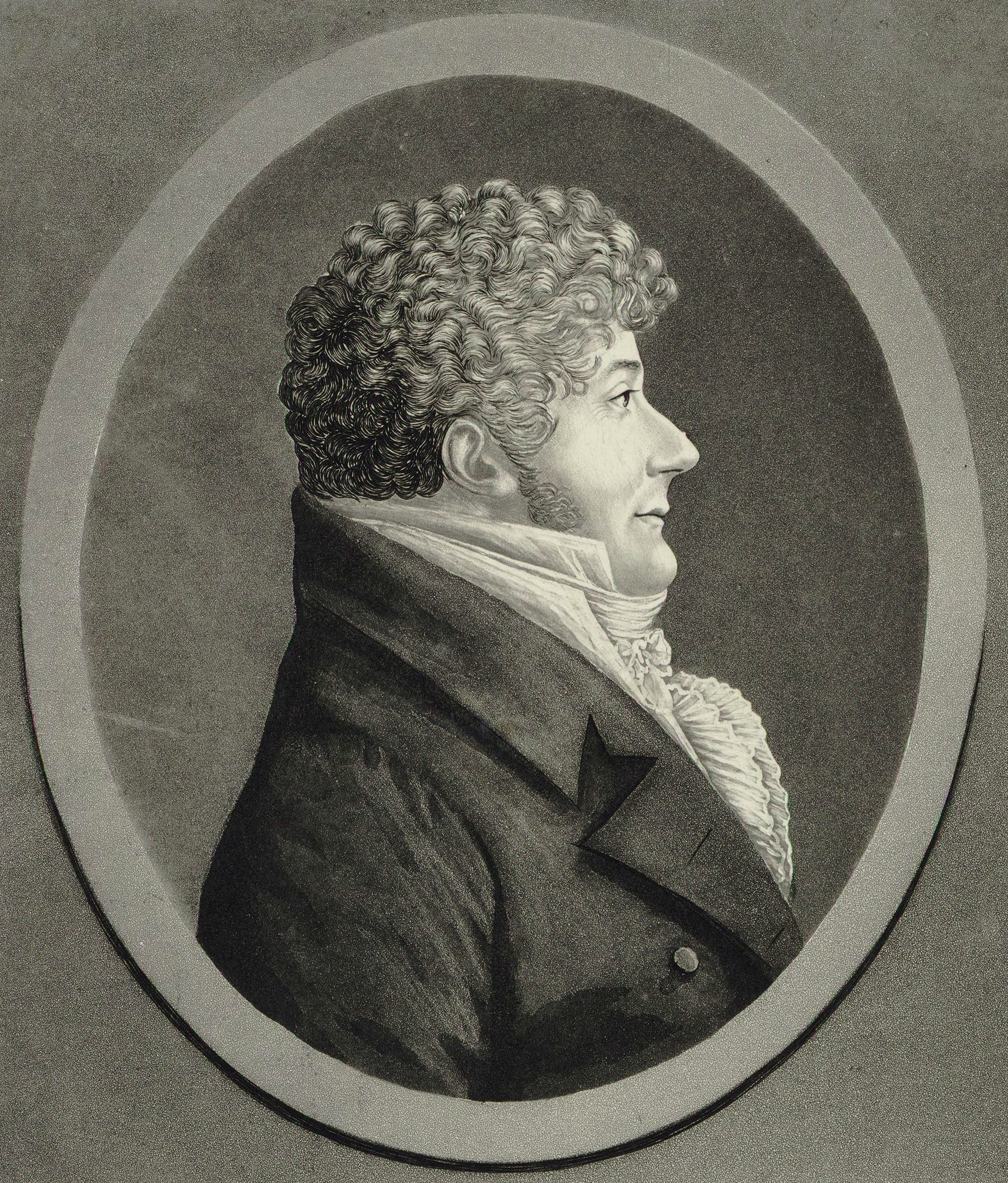
Ferdinando Paër († 1839)
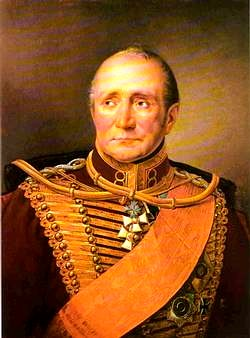
Hans Ernst Karl von Zieten († 1848)
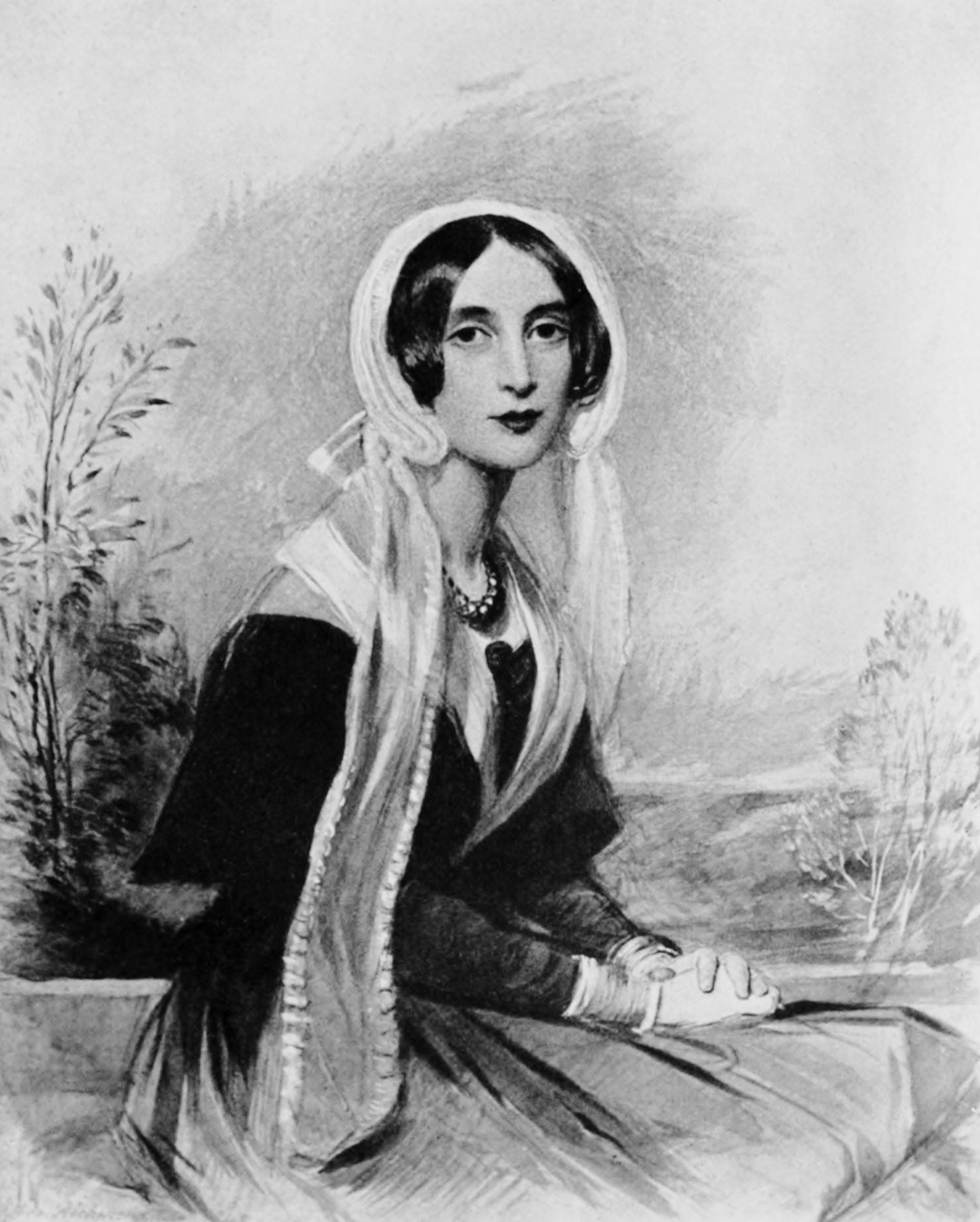
Sara Coleridge († 1852)
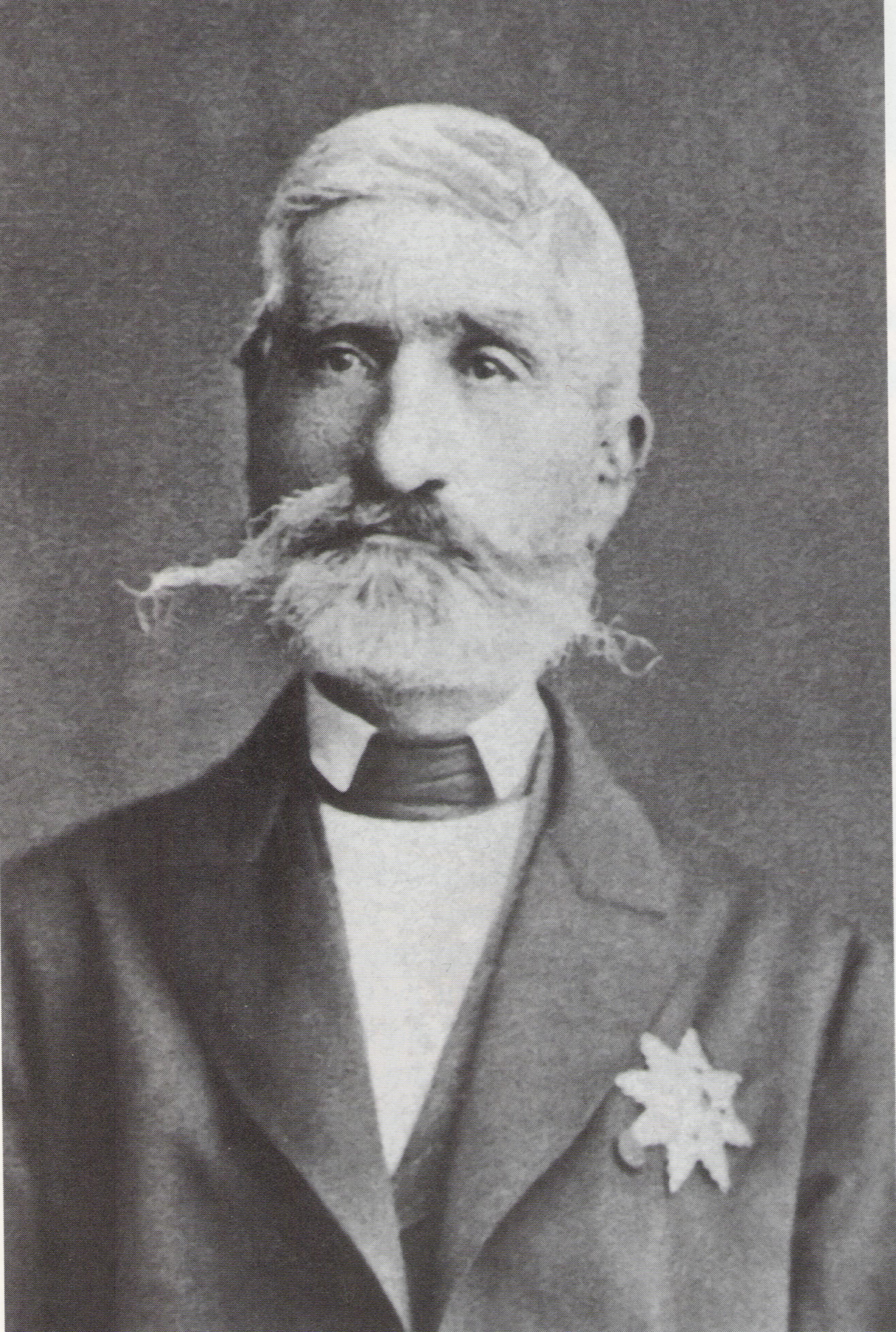
Alexander I. von Serbien († 1885)

- 1817: Mariano de Urquijo y Muga, spanischer Politiker und Vertreter der Aufklärung
- 1819: Ephraim Ludwig Gottfried Abt, preußischer Bergbaubeamter und schlesischer Regionalhistoriker
- 1830: Karl von Aulock, deutscher Titularbischof
- 1835: José María Gruesso, kolumbianischer Lyriker
- 1836: Franz Aglietti, italienischer Arzt
- 1839: Ferdinando Paër, italienischer Komponist
- 1840: Johann Friedrich Hütter, Jurist und Bürgermeister
- 1843: Thomas Hislop, 1. Baronet, britischer General und stellvertretender Gouverneur von Trinidad
- 1848: Nikolaus Daniel Hinsche, deutscher Bürgermeister und Schriftsteller
- 1848: Hans Ernst Karl von Zieten, preußischer Generalfeldmarschall
- 1849: Max Schneckenburger, deutscher Dichter (Die Wacht am Rhein)
- 1852: Friedrich Wilhelm Karl von Arnim, Polizeipräsident von Berlin
- 1852: Sara Coleridge, englische Schriftstellerin und Übersetzerin
- 1856: Adolphe Adam, französischer Opern- und Ballettkomponist
- 1856: Adolfo Fumagalli, italienischer Pianist und Komponist
- 1856: Johann Traugott Lindner, deutscher Jurist und Chronist
- 1858: Auguste Brizeux, französischer Schriftsteller
- 1862: Amancio Alcorta, argentinischer Komponist und Politiker
- 1863: Émile Loubon, französischer Landschaftsmaler
- 1875: Hermann von Arnim, Rittergutsbesitzer, Verwaltungsbeamter und Parlamentarier
- 1881: António José de Ávila, portugiesischer Politiker
- 1885: Alexander I., serbischer Fürst
- 1885: Diomede Pantaleoni, italienischer Arzt und Politiker
- 1886: Mary Outerbridge, US-amerikanische Tennispionierin
- 1887: Sophie Diez, deutsche Sopranistin
- 1891: Marie Hinrichs, deutsche Sängerin und Komponistin
- 1893: Adolph Kießling, deutscher Altphilologe

### 20. Jahrhundert

#### 1901–1950
- 1907: Hermann Tietz, deutsch jüdischer Kaufmann, Namensgeber der Kaufhauskette Hertie
- 1908: Franz Bücheler, deutscher Altphilologe
- 1910: John Lourie Beveridge, US-amerikanischer Politiker, Kongressabgeordneter, Gouverneur von Illinois

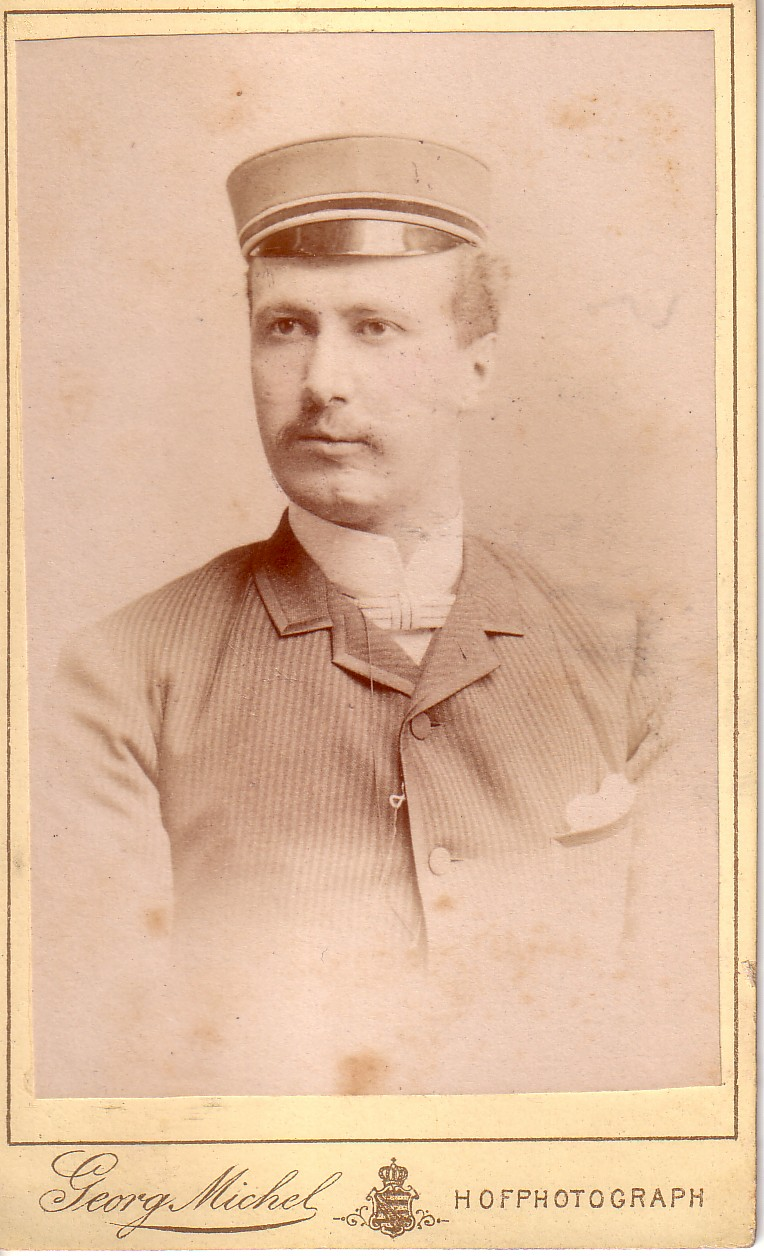
Rudolf von Bennigsen († 1912)

- 1912: Rudolf von Bennigsen, deutscher Kolonialbeamter und Gouverneur von Deutsch-Neuguinea
- 1912: Edwin Bormann, deutscher Schriftsteller
- 1913: Tancrède Auguste, haitianischer General, Politiker und Präsident
- 1914: Egidius Gutfleisch, deutscher Jurist und Mitglied des Reichstags
- 1916: Patrick Pearse, irischer Lehrer und Schriftsteller
- 1919: Eliza Frankenstein, deutschamerikanische Landschaftsmalerin
- 1921: Emil Baudenbacher, Schweizer evangelischer Geistlicher und Volksschriftsteller
- 1925: Clément Ader, französischer Luftfahrtpionier und Erfinder
- 1926: Knut Wicksell, schwedischer Ökonom
- 1927: David Arellano, chilenischer Fußballspieler
- 1928: Wilhelm Jänecke, deutscher Architekt, Kunsthistoriker, preußischer Baubeamter und Hochschullehrer
- 1931: Otto Winter-Hjelm, norwegischer Komponist, Dirigent, Organist, Musikkritiker und -pädagoge
- 1932: Anton Wildgans, österreichischer Dramatiker und Lyriker
- 1937: Anton Messmer, Schweizer Kaufmann und Politiker

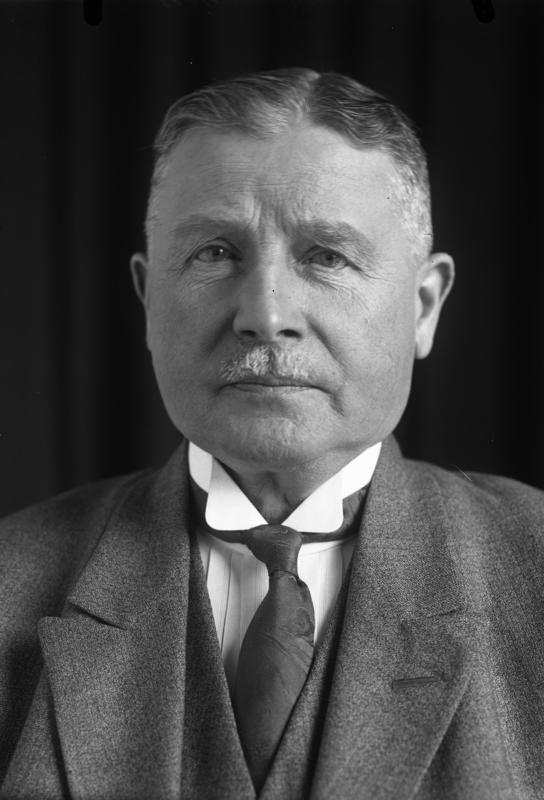
Wilhelm Groener († 1939)

- 1939: Wilhelm Groener, deutscher Offizier und Politiker
- 1940: Rudolf Arndt, deutscher Kommunist und Widerstandskämpfer
- 1940: Jan de Vries, niederländischer Mathematiker
- 1941: Erich Aschenheim, deutscher Medizinalrat und Hochschullehrer
- 1941: Alexander Baranowsky, deutscher Maler, Bühnenbildner, Gebrauchsgraphiker und Professor
- 1941: Georges Durand, französischer Journalist und Motorsportfunktionär
- 1942: Gertrude Würzburger, deutsche Musikpädagogin und Pianistin, Opfer der Shoah
- 1943: Harold Arminius Miller, US-amerikanischer Rennwagen- und -motorenkonstrukteur

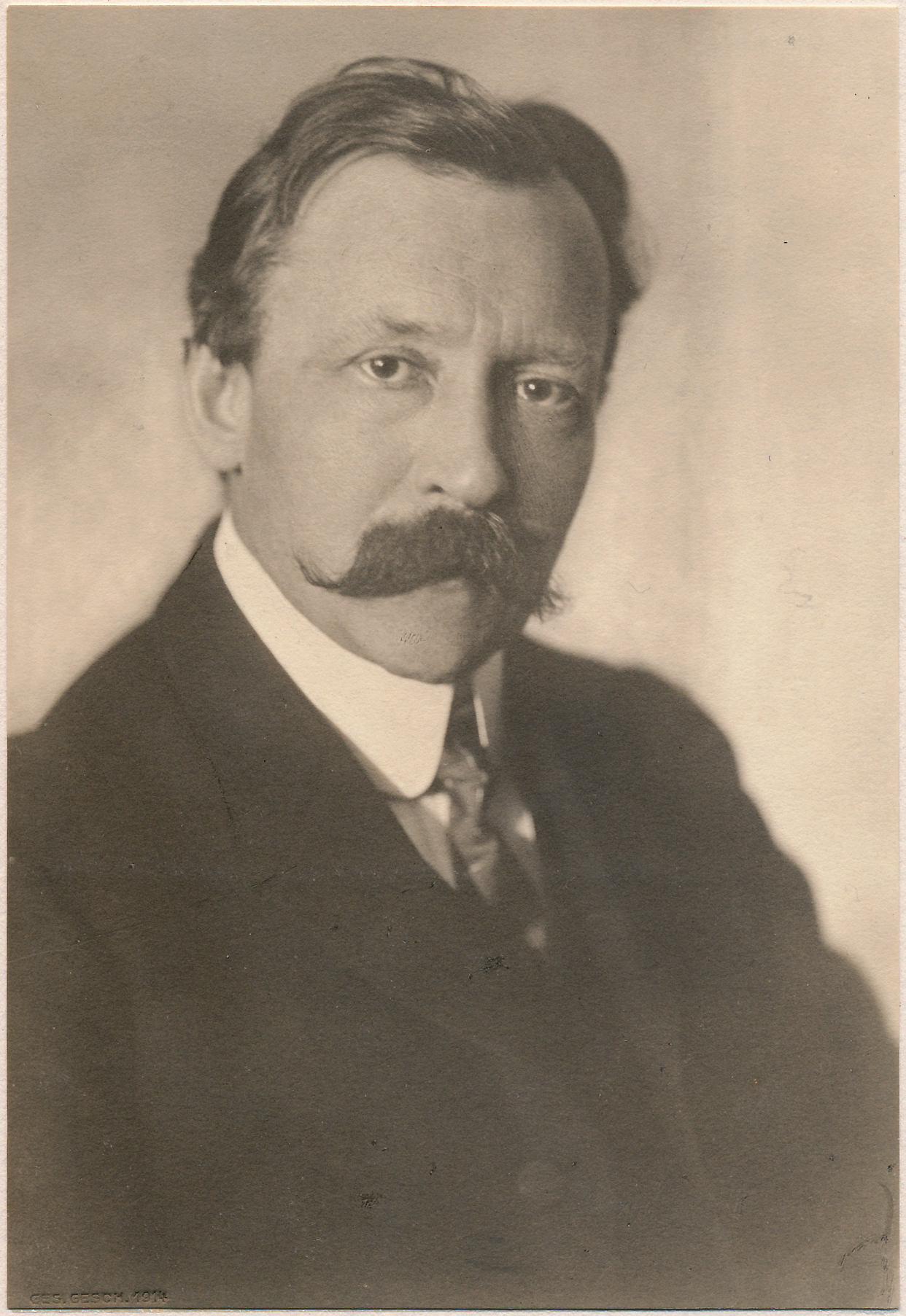
Eduard Schwyzer († 1943)

- 1943: Eduard Schwyzer, Schweizer Altphilologe und Indogermanist
- 1944: Margaret Maltby, US-amerikanische physikalische Chemikerin und Frauenrechtlerin
- 1945: Dietloff von Arnim, deutscher Kommunalpolitiker
- 1945ː Annemarie von Auerswald, deutsche Stiftdame, Schriftstellerin und Museumsleiterin
- 1945: Josef Fehler, deutscher Widerstandskämpfer gegen den Nationalsozialismus und Märtyrer

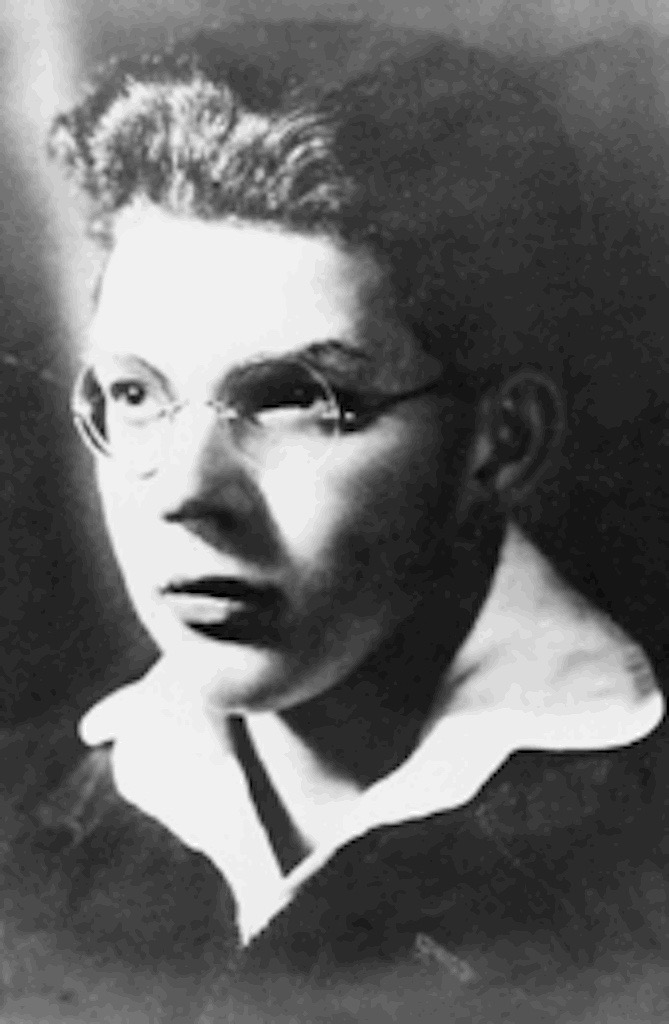
Ernst Lehmann († 1945)

- 1945: Ernst Lehmann, deutscher Politiker und Widerstandskämpfer
- 1945: Wolf von Wolffersdorff, deutscher Politiker und Landrat
- 1946: Heinz Kükelhaus, deutscher Reisejournalist, Romancier und Abenteurer
- 1946: Clara Lichtenstein, englische Pianistin und Musikpädagogin
- 1947: Gerhard Schiedlausky, deutscher Arzt, Kriegsverbrecher
- 1949: Mariano Fortuny, spanischer Modeschöpfer, Maler und Innenarchitekt

#### 1951–2000
- 1952: Georges Cordey, Schweizer Motorradrennfahrer
- 1953: Orikuchi Shinobu, japanischer Schriftsteller und Literaturwissenschaftler
- 1954: Silvio Dal Cin, italienischer Automobilrennfahrer
- 1955: Karl Bierwirth, deutscher Gewichtheber
- 1955: Garoto, brasilianischer Musiker und Komponist

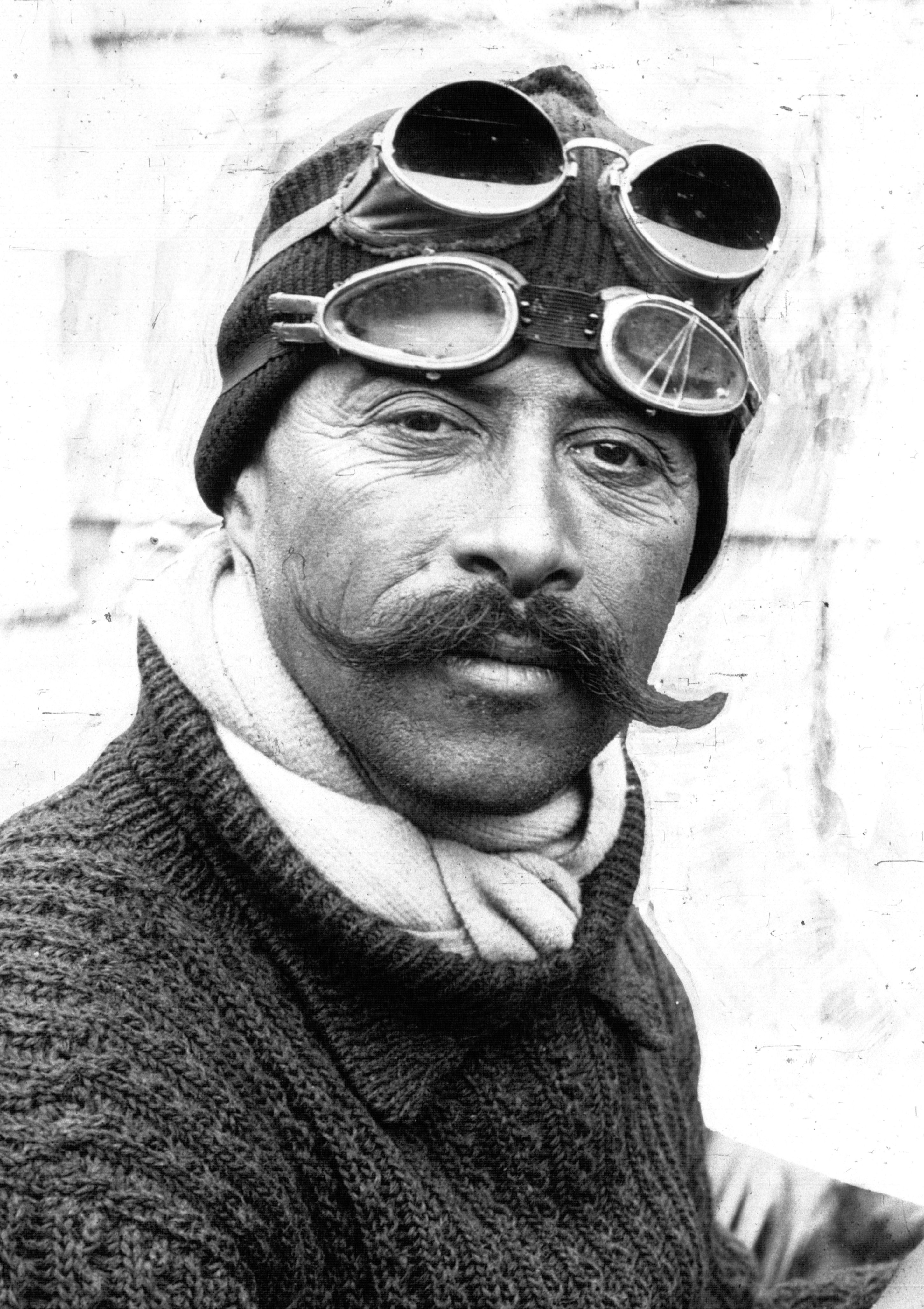
Philippe de Marne († 1955)

- 1955: Philippe de Marne, französischer Automobilrennfahrer
- 1955: Rudolf Schlichter, deutscher Künstler
- 1956: Albert Kallee, deutscher Jurist
- 1957: Ernst Bertram, deutscher Germanist, Lyriker und Schriftsteller
- 1959: Renato Birolli, italienischer Maler
- 1960: Stepan Grigorjewitsch Pissachow, russischer Maler und Schriftsteller

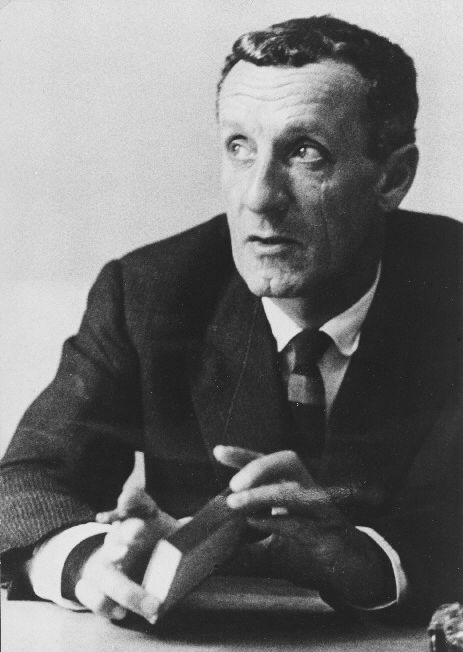
Maurice Merleau-Ponty († 1961)

- 1961: Maurice Merleau-Ponty, französischer Philosoph
- 1961: Eugen Nesper, deutscher Hochfrequenztechniker
- 1965: Naka Kansuke, japanischer Schriftsteller
- 1966: Ernst Schönbauer, österreichischer Rechtshistoriker und Politiker
- 1967: Hans Orlowski, Maler und Holzschneider
- 1967: Ernst Wollweber, Minister für Staatssicherheit der DDR
- 1968: Edmund Aigner, österreichischer Politiker
- 1968: Marc Amsler, Schweizer Professor der Augenheilkunde
- 1968: Leonid Sabanejew, russischer Musikkritiker, Musikwissenschaftler und Komponist
- 1969: Willy Bostelmann, deutscher Mediziner und Hochschullehrer
- 1969: Darius Paul Dassault, französischer General und Mitglied der Résistance
- 1970: Candelario Huízar, mexikanischer Komponist
- 1971: Cuno Raabe, deutscher Politiker und Widerstandskämpfer
- 1971: Kazumi Takahashi, japanischer Schriftsteller und Sinologe
- 1972: Bruce Cabot, US-amerikanischer Schauspieler
- 1972: Leslie Harvey, britischer Rock-Gitarrist
- 1974: Karl Frank, deutscher Jurist, Manager und Politiker, MdL, Landesminister
- 1975: Sarah Fischer, kanadische Sängerin und Musikpädagogin
- 1975: Franz Gessner, österreichischer Architekt
- 1975: Richard Gölz, deutscher Kirchenmusiker und Theologe

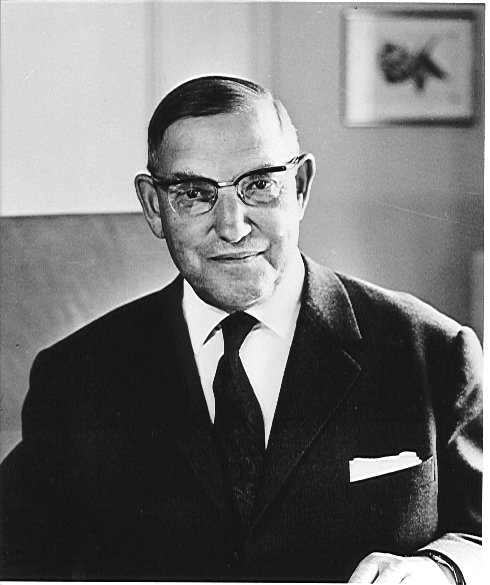
Samuel Gonard († 1975)

- 1975: Samuel Gonard, Schweizer Offizier und IKRK-Präsident
- 1976: Ernie Nevers, US-amerikanischer American-Football-Spieler
- 1979: Augustus Bertelli, britischer Unternehmer und Automobilrennfahrer
- 1981: Jean Cipollina, italienischer Ruderer
- 1982: Antoine Dubreil, französischer Automobilrennfahrer
- 1982: Henri Tajfel, britischer Sozialpsychologe
- 1983: Alexandre Constantin, französischer Automobilrennfahrer und Konstrukteur
- 1984: Joseph Calvet, französischer Geiger
- 1985: Horst Adamietz, deutscher Journalist
- 1987: Dalida, französische Sängerin und Schauspielerin
- 1988: Erich Abberger, deutscher Offizier
- 1988: Franz Ackerl, österreichischer Hochschulprofessor für Geodäsie und Fotogrammetrie
- 1989: Bernhard Hartmann, deutscher Wirtschaftswissenschaftler und Betriebswirt

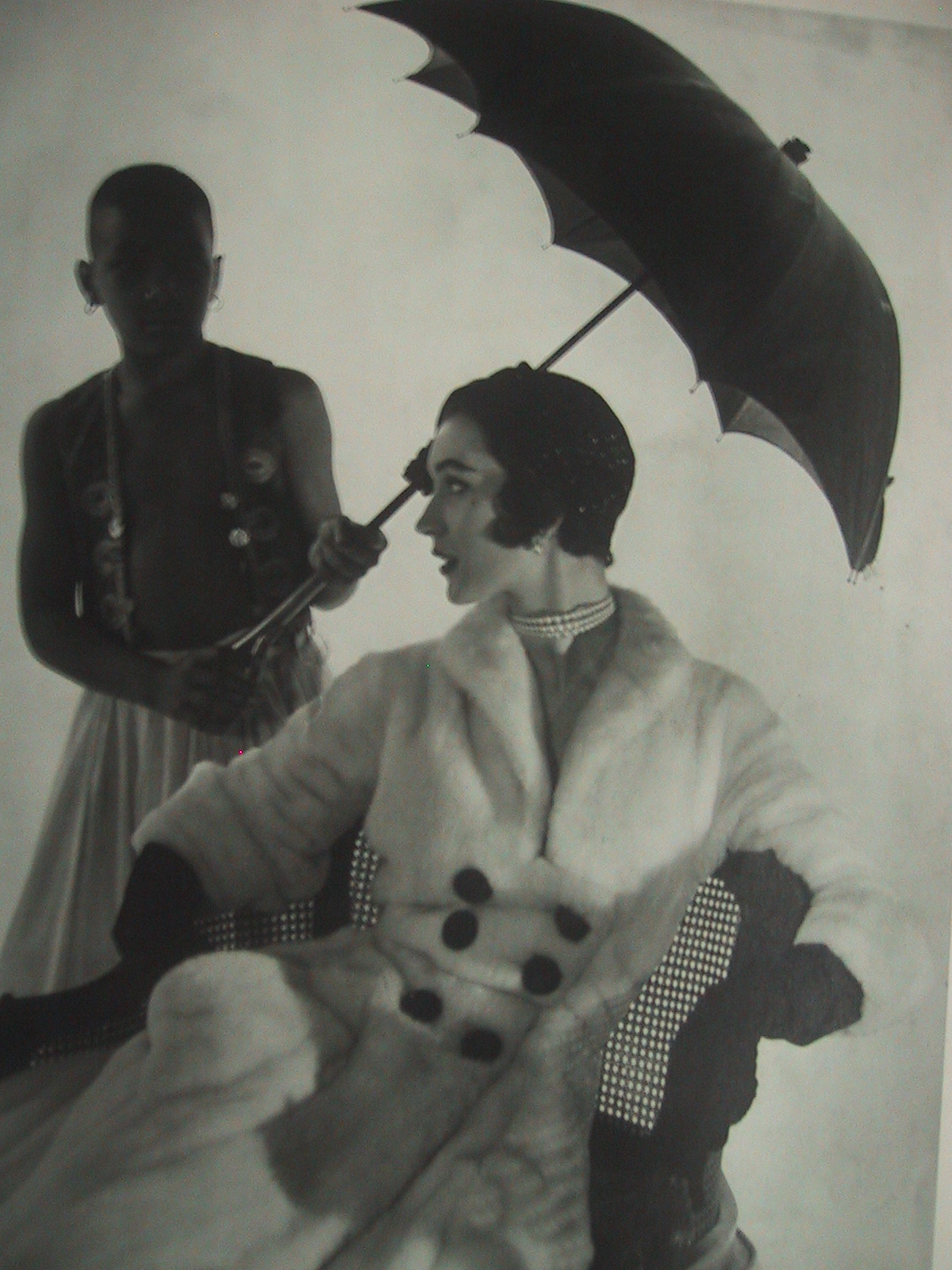
Dovima († 1990)

- 1990: Dovima, US-amerikanisches Fotomodell

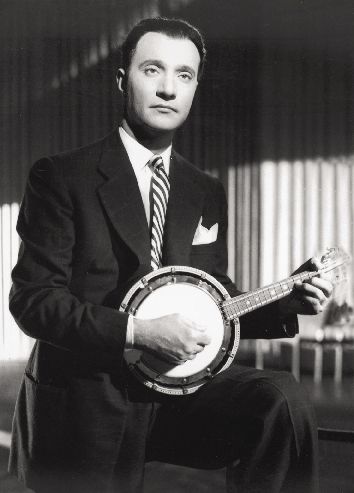
Mohammed Abdel Wahab († 1991)

- 1991: Mohammed Abdel Wahab, ägyptischer Sänger und Komponist
- 1991: Hermann Arnhold, russischer Dichter
- 1991: Jerzy Kosiński, polnischer Schriftsteller
- 1991: Wolfgang Langkau, deutscher Generalmajor der Reserve und Angehöriger des Bundesnachrichtendienstes
- 1991: Vera Zahradnik, österreichisch-amerikanische Tänzerin und Tanz-Pädagogin
- 1992: Günter Abramzik, deutscher Theologe
- 1992: Wolfgang Feuerlein, deutscher Fußballspieler
- 1993: Gottfried Müller deutscher Komponist und Organist
- 1994: Hermann Mathias Görgen, deutscher Politiker, MdB
- 1995: Adele Marcus, US-amerikanische Pianistin
- 1996: Dimitris Fampas, griechischer Gitarrist und Komponist
- 1996: Maxim Hermaniuk, ukrainischer Erzbischof

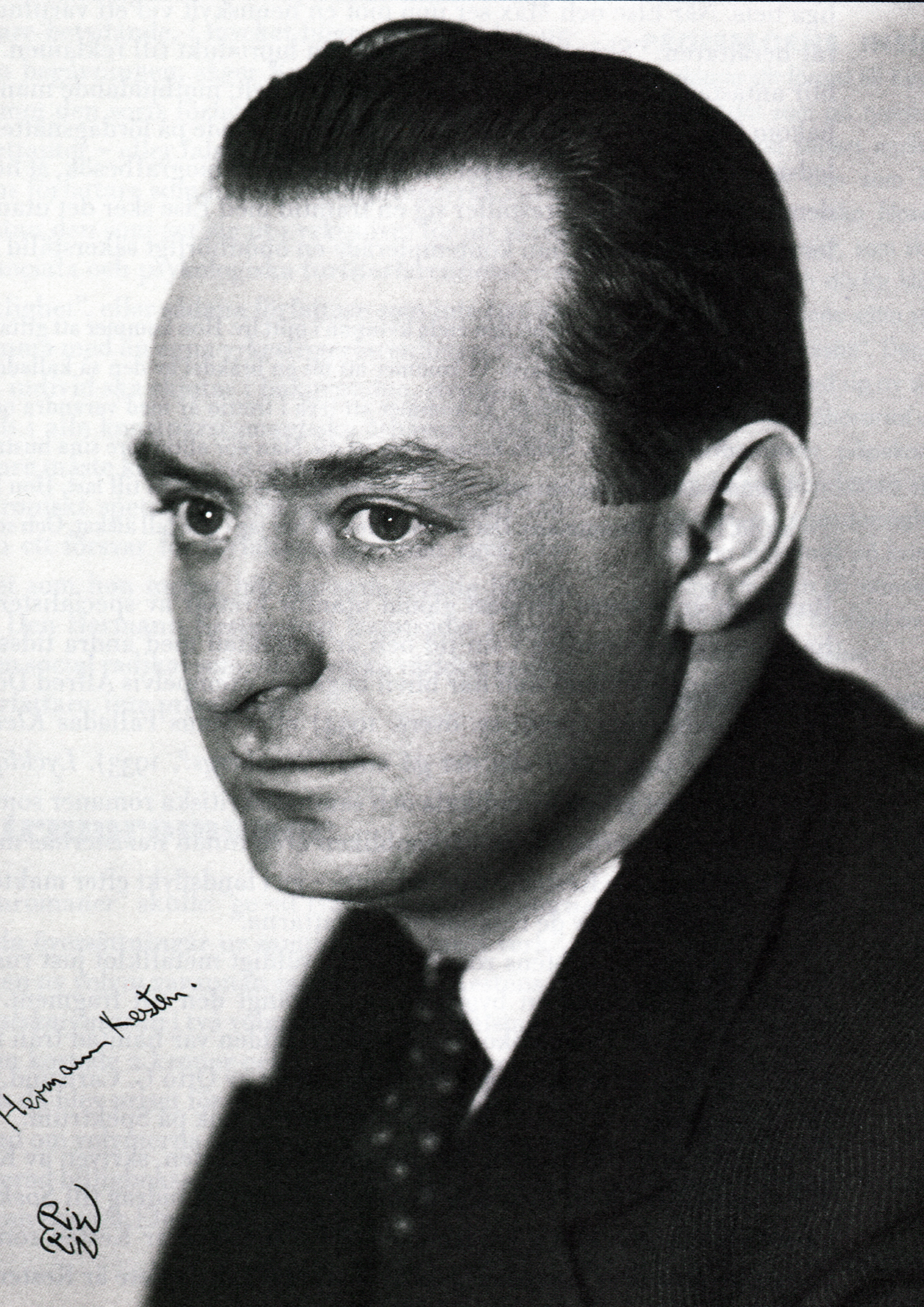
Hermann Kesten († 1996)

- 1996: Hermann Kesten, deutscher Schriftsteller
- 1996: Gilberto Monroig, puerto-ricanischer Sänger
- 1996: Patsy Montana, US-amerikanische Country-Sängerin
- 1997: Narciso Yepes, spanischer Gitarrist
- 1998: René Acht, Schweizer Maler und Grafiker
- 1998: Erich Bergel, rumäniendeutscher Dirigent
- 1998: Johannes Driessler, deutscher Komponist und Hochschullehrer

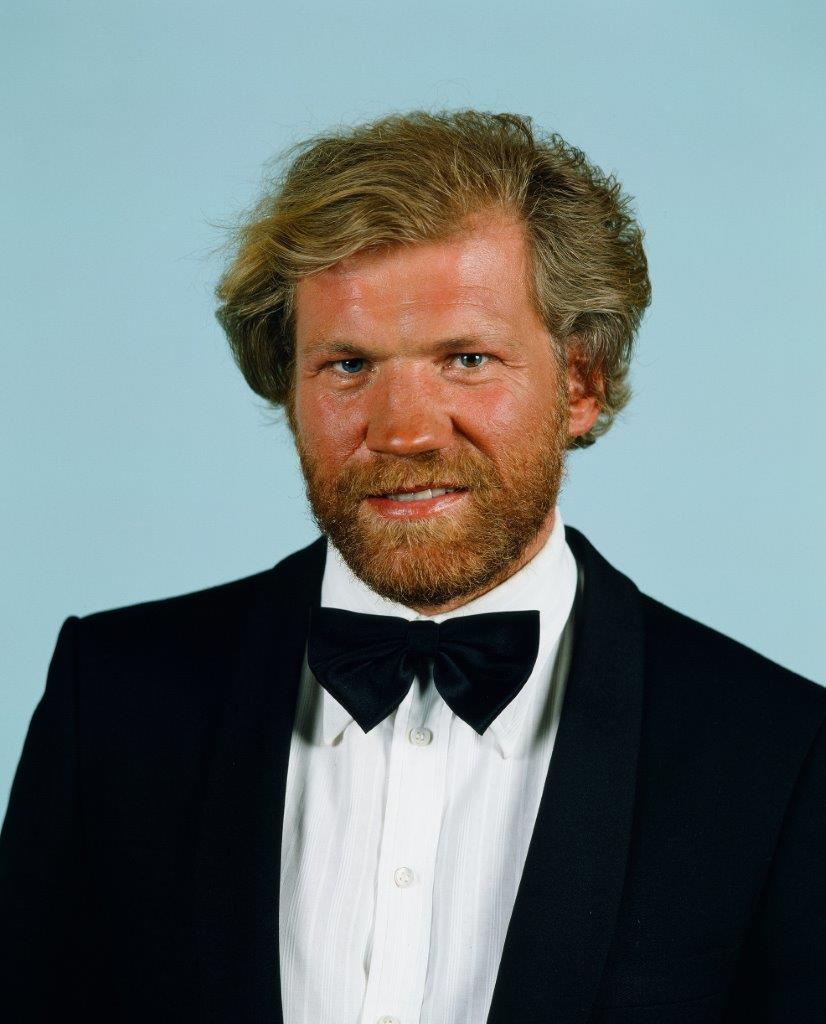
Raimund Harmstorf († 1998)

- 1998: Raimund Harmstorf, deutscher Schauspieler
- 2000: Richard Friederich Arens, US-amerikanischer Mathematiker
- 2000: John Joseph O’Connor, Erzbischof von New York und Kardinal
- 2000: Oto Ferenczy, slowakischer Komponist, Musikwissenschaftler und Musikpädagoge
- 2000: Ernst Müller-Möhl, Schweizer Bankier und Investor
- 2000: Henry Volken, Schweizer Theologe und Soziologe

### 21. Jahrhundert
- 2001: Helmuth Herold, deutscher Interpret und Lehrmeister der Mundharmonika

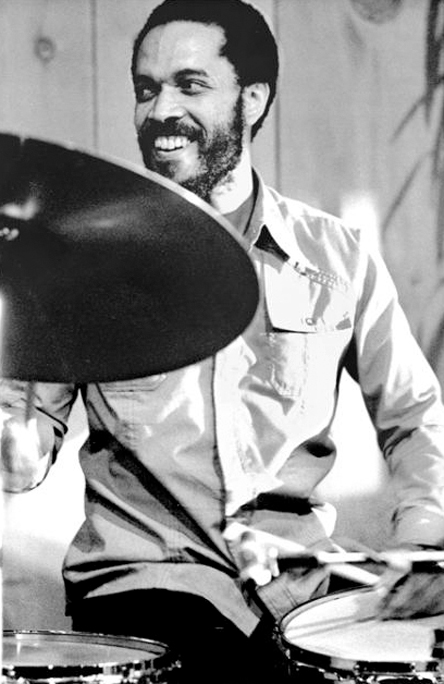
Billy Higgins († 2001)

- 2001: Billy Higgins, US-amerikanischer Jazz-Schlagzeuger
- 2002ː Mariana Yampolsky, US-amerikanische Künstlerin
- 2003: Paul Gerhard Aring, deutscher Theologe
- 2003: Suzy Parker, US-amerikanische Schauspielerin
- 2004: Ken Downing, britischer Automobilrennfahrer
- 2005: Youhanna Fouad El-Hage, libanesischer maronitischer Erzbischof von Tripoli
- 2005: Pierre Moerlen, französischer Schlagzeuger und Komponist
- 2005: Jagjit Singh Aurora, indischer Generalleutnant

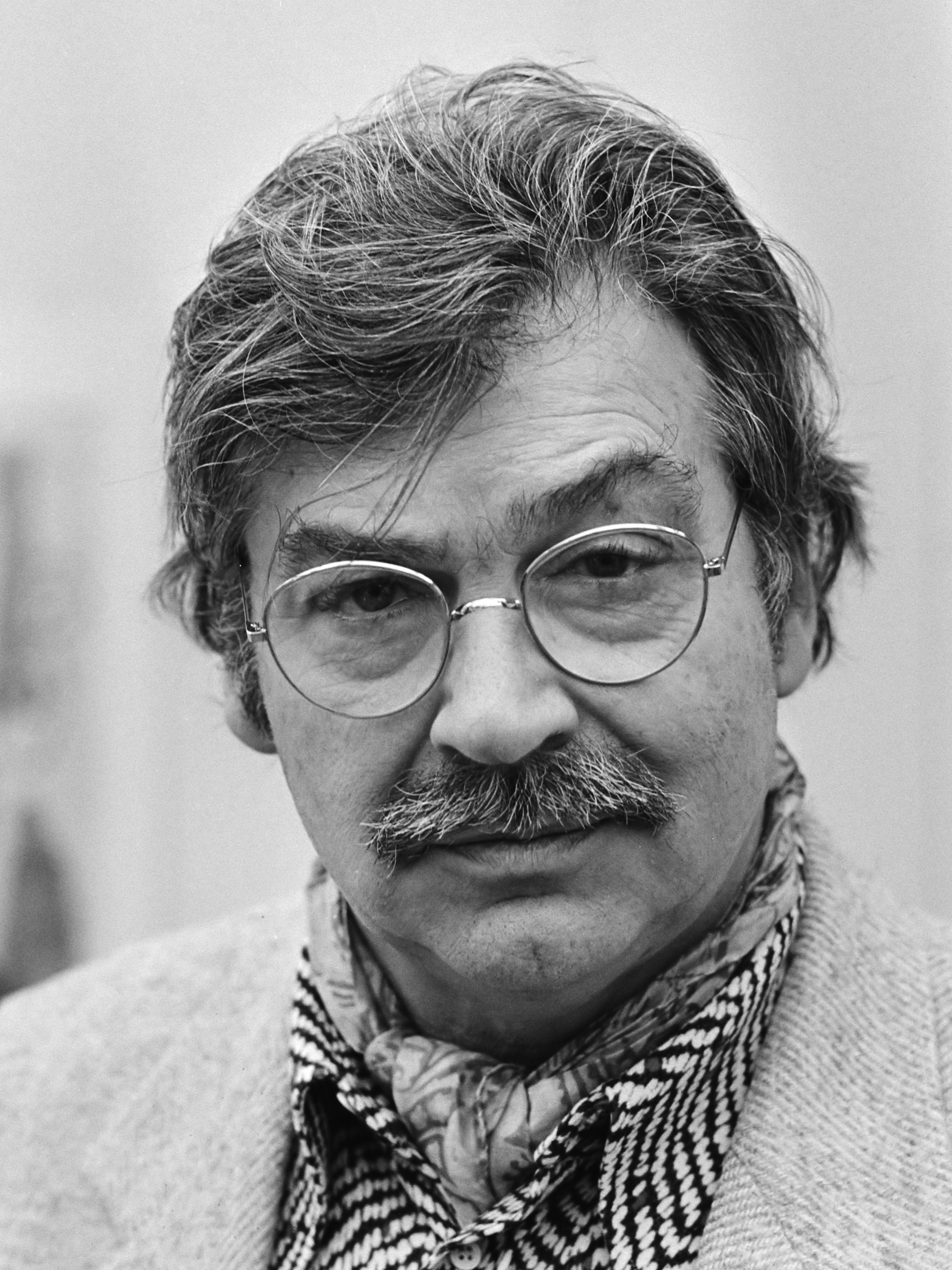
Karel Appel († 2006)

- 2006: Karel Appel, niederländischer Maler, Mitbegründer der Künstlergruppe CoBrA
- 2006: Siegfried Fink, deutscher Schlagzeuger und Komponist
- 2006: Boris Georgijewitsch Kusnezow, sowjetischer Boxer
- 2006: Wolfgang Schwenke, deutscher Zoologe, Entomologe und Forstwissenschaftler
- 2007: Wolfgang Jäger, deutscher Musiker
- 2007: Alemdar Karamanow, ukrainisch-russischer Komponist
- 2007: Ellsworth Milburn, US-amerikanischer Komponist, Musikpädagoge und Pianist
- 2008: Leopoldo Calvo-Sotelo, spanischer Politiker

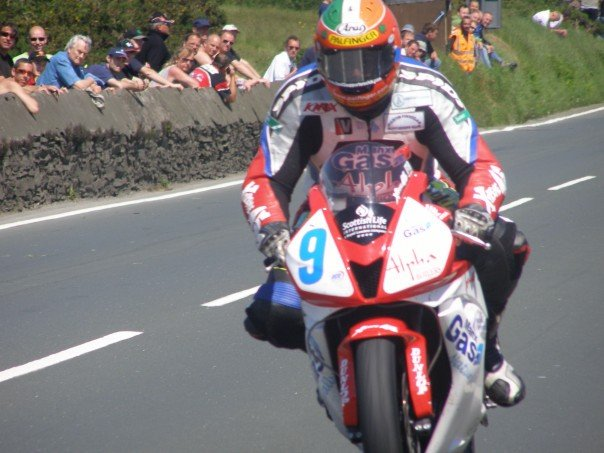
Martin Finnegan († 2008)

- 2008: Martin Finnegan, irischer Motorradrennfahrer
- 2008: Badi Panahi, deutscher Sozialwissenschaftler
- 2009: Fritz Muliar, österreichischer Schauspieler
- 2010: José Ignacio Abadal, spanischer Schauspieler und Synchronsprecher
- 2010: Luigi Amaducci, italienischer Erzbischof
- 2011: Paul Ackerley, neuseeländischer Feldhockeyspieler und -trainer
- 2012: Jorge E. Illueca, panamaischer Politiker
- 2013: Brad Drewett, australischer Tennisspieler

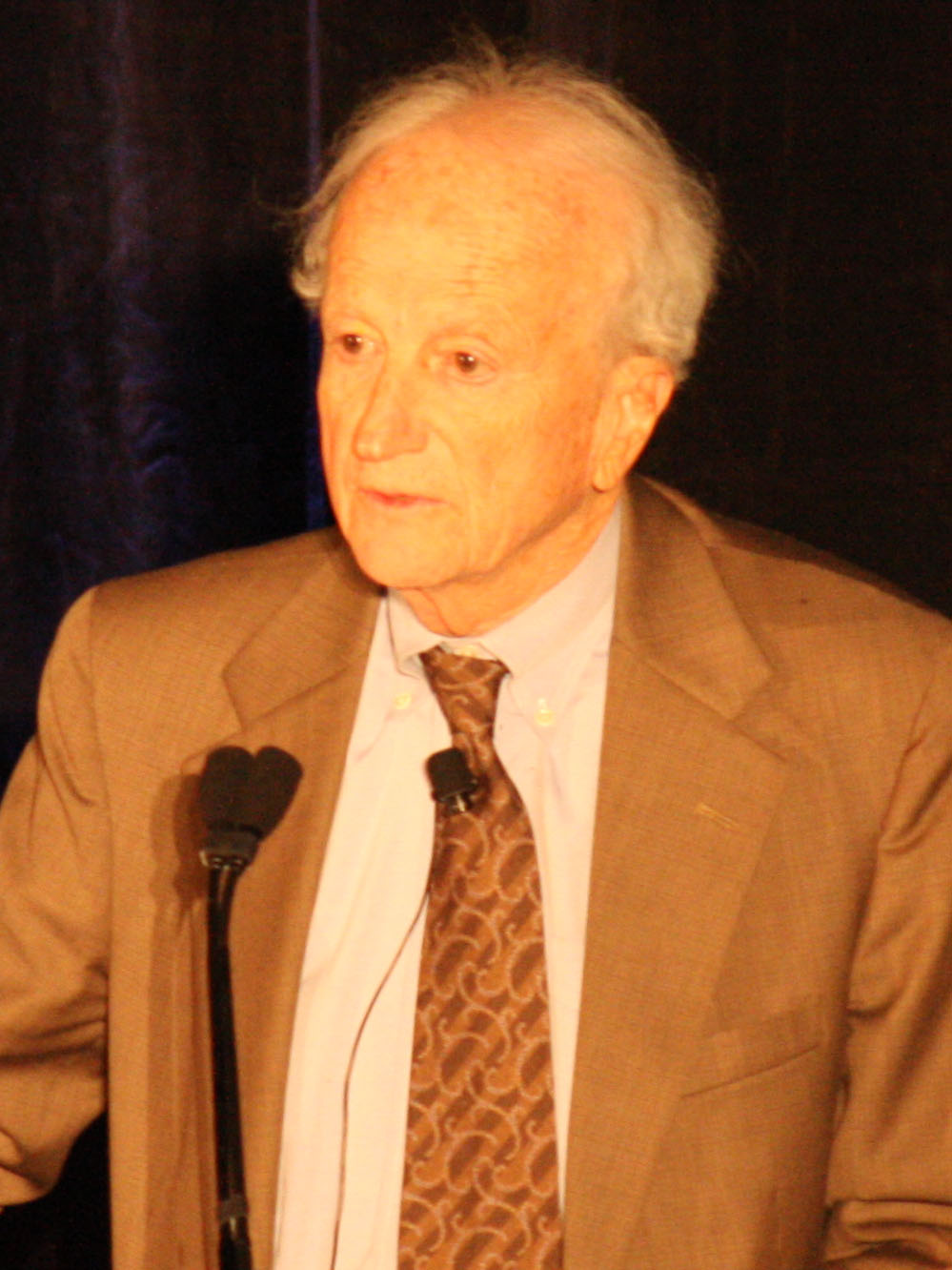
Gary Becker († 2014)

- 2014: Gary Becker, US-amerikanischer Ökonom, Nobelpreisträger
- 2014: Leslie Carlson, US-amerikanischer Schauspieler
- 2015: Ben Aronov, US-amerikanischer Jazzpianist
- 2015: Eberhard Lämmert, deutscher Literaturwissenschaftler
- 2016: Vincas Algirdas Pranckietis, litauischer Geistlicher
- 2016: Hans-Jürgen Wegener, deutscher Forstbeamter
- 2017: Lukas Ammann, Schweizer Schauspieler
- 2017: Daliah Lavi, israelische Schauspielerin und Sängerin
- 2018: Afonso Dhlakama, mosambikanischer Politiker
- 2018: Günter Herburger, deutscher Schriftsteller
- 2019: Margret Birkenfeld, deutsche Musikerin und Komponistin
- 2019: Emilie Lennert, grönländische Politikerin
- 2019: Nadeschda Tschernyschowa, sowjetische Ruderin
- 2021: Masatomo Taniguchi, japanischer Basketballspieler
- 2022: Tony Brooks, britischer Automobilrennfahrer
- 2022: Winthrop Davenport, US-amerikanischer Volleyballspieler und -schiedsrichter
- 2022: Josef Fröwis, österreichischer Sportschütze
- 2022: Klaus Hirche, deutscher Eishockeytorwart und -trainer
- 2022: George Horvath, schwedischer Moderner Fünfkämpfer
- 2022: Ulrich Weiß, deutscher Regisseur
- 2023: Linda Lewis, britische Singer-Songwriterin

## Feier- und Gedenktage
- Kirchliche Gedenktage
  - Hl. Jakobus, Sohn des Alphäus, römischer Märtyrer, Apostel und Nationalheiliger von Uruguay (evangelisch, katholisch)
  - Hl. Jakobus der Gerechte, römischer Märtyrer (katholisch)
  - Hl. Philippus, römischer Märtyrer und Apostel (evangelisch, katholisch)
  - Seliger Ansfried (* um 940; † 1010), Graf in Löwen, Bischof von Utrecht und Mönch
- Namenstage
  - Alexander, Philipp
- Staatliche Feier- und Gedenktage
  - Litauen, Polen: Tag der Verfassung vom 3. Mai 1791
  - Japan: Verfassungsgedenktag
- Gedenktage internationaler Organisationen
  - Internationaler Tag der Pressefreiheit (UNO) (seit 1994)

Weitere Einträge enthält die Liste von Gedenk- und Aktionstagen.